# Década 2000 en el Atlético de Madrid
Durante los años 2000 el Atlético de Madrid sufrió grandes altibajos. Durante la temporada 2000-2001 la formación madrileña jugó en la Segunda División del fútbol español. 

## Temporada 2000/2001: Primer año en Segunda División
Durante el verano de 2000, el Atlético de Madrid planificó la plantilla que debía volver a Primera División. En el Club se contó con Fernando Zambrano, debido a su conocimiento de la categoría y a su buena labor en el filial rojiblanco. Sin embargo, en la dirección técnica, ni Fernando Zambrano, ni Marcos Alonso, ni Cantarero lograron el ascenso el primer año en Segunda.
Aquella temporada, Reebok repetía como firma deportiva e IDEA, una potente marca de electrodomésticos, se convertía en el patrocinador del equipo, luciendo su publicidad en la camiseta.

### Altas y bajas
| Altas                |                |                     |          |             |
| Jugador              | Posición       | Procedencia         | Tipo     | Costo       |
| Francois García Klee | Defensa        | NY/NJ Metrostars    | Cesión   |             |
| Salva                | Delantero      | Racing de Santander | Traspaso | 1.500.000 € |
| Juan Carlos          | Centrocampista | Sevilla FC          | Libre    |             |
| Hibic                | Defensa        | Sevilla             | Traspaso |             |
| Hernández            | Centrocampista | Rayo Vallecano      | Traspaso |             |
| Amaya                | Defensa        | Rayo Vallecano      | Traspaso |             |
| Llorens              | Defensa        | Rayo Vallecano      | Traspaso |             |
| Carcedo              | Centrocampista | Niza                | Cesión   |             |
| Sergio Sánchez       | Portero        | Sporting de Gijón   | Traspaso | 400.000 €   |
| Fagiani              | Defensa        | Boca Juniors        | Libre    |             |
| Dani                 | Centrocampista | Werder Bremen       | Traspaso |             |
| Wicky                | Defensa        | Boca Juniors        | Libre    | 1.000.000 € |

| Bajas         |                  |                        |          |              |
| Jugador       | Posición         | Destino                | Tipo     | Cobro        |
| Hasselbaink   | Delantero        | Chelsea                | Traspaso | 22.500.000 € |
| Solari        | Mediocampista    | Real Madrid            | Traspaso | 3.500.000 €  |
| Gamarra       | Defensa (fútbol) | Flamengo               | Traspaso | 6.250.000 €  |
| Pilipauskas   | Defensa (fútbol) | Peñarol                | Libre    |              |
| Bejbl         | Defensa (fútbol) | Lens                   | Traspaso | 1.800.000 €  |
| Molina        | Portero          | Deportivo de la Coruña | Traspaso | 4.100.000 €  |
| Valerón       | Mediocampista    | Deportivo de la Coruña | Traspaso |              |
| Capdevila     | Defensa (fútbol) | Deportivo de la Coruña | Traspaso |              |
| Baraja        | Mediocampista    | Valencia               | Traspaso | 12.000.000 € |
| Venturin      | Centrocampista   | Torino                 | Libre    |              |
| Gustavo       | Defensa (fútbol) | Numancia               | Libre    |              |
| Ayala         | Defensa (fútbol) | São Paulo              | Libre    |              |
| Pablo García  | Centrocampista   | Milan                  | Traspaso | 19.000.000 € |
| Juanma        | Defensa          | Salamanca              | Libre    |              |
| Cristian Díaz | Defensa          | Elche CF               | Libre    |              |
| Pepe Domingo  | Defensa          | Salamanca              | Libre    |              |
| Rubio         | Defensa          | Levante                | Cesión   |              |

La plantilla del Atlético de Madrid 2000 / 2001 quedó compuesta por: Toni Jiménez, Aguilera, López,  François Garcia Klee, Toni Muñoz, Luque, Juan Gómez, Mena, Llorens, Kiko, Salva, Correa, Njeguš, Zahínos, Gaspar, Santi, Hibić, Carcedo, Hugo Leal, Juan Carlos, Roberto, Lardín, Paunović, Amaya, Cubillo, Carlos, Antonio López, Lawal, Fagiani, Dani, Wicky, Sergio y Fernando Torres.
En la portería, Toni comenzó como titular, aunque perdió la titularidad en detrimento de Sergio en la última etapa de Marcos Alonso, y regresó a la portería con Cantatero. En la defensa, Njegus (convertido en zaguero) y Aguilera se disputaron el lateral derecho, Hibic y Juan Gómez fue la pareja de centrales titular, y Fagiani se convirtió en el lateral zurdo titular tras la marcha de Llorens en diciembre. Santi fue el principal recambio en la defensa, y contaron con menos oportunidades Hernández, Amaya, Gaspar, López, Toni y Antonio López. En el centro del campo, Aguilera era el interior derecho cuando no le tocaba actuar como lateral, y tenía como recambios a Roberto y Lawal; Mena y Hugo Leal fueron la pareja de mediocentros, con apariciones puntuales de Cubillo, Wicky y Carcedo; y Luque se erigió como interior zurdo titular con Lardín como recambio. En la mediapunta, Hugo Leal y Dani dieron rendimiento, y contaron con menos oportunidades Paunovic, Carlos y Zahínos. En la delantera, la dupla Kiko-Salva fue la más usada, seguidos de Correa, que también jugó como medio zurdo en la época de Marcos Alonso. En la primera vuelta, Juan Carlos fue el revulsivo para las segundas partes, pero tras su lesión en el tendón de Aquiles durante el mes de enero, Fernando Torres disputó algunos partidos a final de temporada.

### Pretemporada
Después de una semana de entrenamientos en Madrid, el 24 de julio, el Atlético de Madrid se desplazó al Club Náutico Náyade de Los Ángeles de San Rafael (Segovia) donde realizó la concentración de pretemporada hasta el 29 de julio. En su primer amistoso de pretemporada, el 28 de julio, el Atlético venció por 1-0 a la Gimnástica Segoviana en el estadio de La Albuera. El 5 de agosto, durante su segundo amistoso, el Atlético de Madrid superó por 3-0 al R.A.D. de Belgrado (Yugoslavia) en la segunda edición del Trofeo Reebok disputada en el Estadio Martínez Valero (Elche). Una semana después jugó su tercer partido de pretemporada, el Atlético empató a dos goles contra el Badajoz (Segunda “A”) en el Estadio Nuevo Vivero, adjudicándose el Trofeo Ciudad de Badajoz en los lanzamientos de penalti.
El 16 de agosto disputó su cuarto amistoso, el equipo rojiblanco derrotó por 2-1 al Rayo Vallecano (Primera División) en el Estadio Teresa Rivero-Vallecas. El primer gol lo marcó Quevedo en el minuto 2 para el equipo franjirrojo. Poschner botó una falta lejana y Quevedo, sin oposición, adelantó a los locales, que hicieron un espléndido primer tiempo, dominando el juego y creando hasta siete ocasiones claras de gol. En la segunda mitad, con el carrusel de cambios, el Atlético levantó la cabeza y consiguió la remontada merced a los goles de Salva y Correa. El primero, en el minuto 77, fue fruto de un penalti absurdo cometido por Cota que transformó Salva, y el segundo, en el 84, nació de una arrancada de genio de Kiko que se intentó meter en el área. El balón, rebotado, le llegó a Correa, que de un potente derechazo lo mandó a la escuadra.
Tres días más tarde, en el quinto amistoso de la pretemporada, el conjunto de Zambrano empató a un tanto frente al Mérida (Segunda “A”) en el Estadio Romano José Fouto; el cuadro emeritense se llevó su el Trofeo Ciudad de Mérida en los lanzamientos de penalti.
Y el 26 de agosto, el Atlético de Madrid cerró su pretemporada con la disputa del XXVII Trofeo Villa de Madrid; los colchoneros batieron por 3-1 al Flamengo (Brasil) en el Estadio Vicente Calderón. En el minuto 15, Kiko dejó el balón para Luque, que ajustó el tiro desde la media luna marcando el primero. En el 45, Edilson marcó el empate en un uno contra uno frente a Toni. En el 46, Salva transformó un penalti cometido sobre Kiko. Y, por último, en el minuto 57, Correa marcó el definitivo 3-1 a pase de Salva.

### Copa del Rey
A pesar de encontrarse en Segunda División, el Atlético cuajó una gran actuación en la Copa del Rey, llegando hasta semifinales donde fue eliminado por el Zaragoza, campeón de aquella edición.

#### Treintaidosavos de final
Los treintaidosavos de final se jugaron a partido único entre equipos de Primera, Segunda, Segunda B y Tercera División. Se trataba de la segunda ronda previa antes de acceder a las eliminatorias a doble partido, y el rival del Atlético fue el UD Salamanca. El partido se disputó en el Vicente Calderón el 13 de diciembre de 2000, y venció el Atlético por 1-0. El único gol lo marcó Salva, rematando de cabeza una falta lateral botada por Luque en el minuto 23.
| 13 de diciembre de 2000 | Atlético de Madrid | 1:0 (1:0) | UD Salamanca | Estadio Vicente Calderón, Madrid |  |
|                         | Salva 23'          |           |              |                                  |  |

#### Dieciseisavos de final
Los dieciseisavos de final eran la tercera y última ronda previa antes de acceder a las eliminatorias a doble partido. Se jugaban a partido único entre los equipos que superaron la fase anterior y el equipo exento de jugarla, en este caso el UD San Sebastián de los Reyes. El rival del Atlético de Madrid para este partido fue el Osasuna (Primera División).
El partido se disputó el 3 de enero de 2001 en el Vicente Calderón, con victoria por 3-1 para los locales. El primer gol lo marcó Juan Gómez en el minuto 45, cabeceando en el segundo palo un balón pésimamente despejado por la defensa de Osasuna durante un saque de esquina. En el minuto 54, Correa recibió un centro de Hugo Leal en la esquina del área, levantó la cabeza y, con tranquilidad, golpeó el balón, que trazó una preciosa parábola hasta colarse por el ángulo de la portería. En el minuto 75, Armentano redujo distancias en su primera oportunidad, desatando la cólera en las gradas. El broche final a la noche lo puso de nuevo el uruguayo Correa, cuando en el minuto 80 golpeó con maestría una falta desde la media luna, poniendo la pelota en la escuadra contraria. De esta forma, el Atlético derrotó a un rival de Primera División y se clasificó para la fase final del torneo.
| 3 de enero de 2001 | Atlético de Madrid                       | 3:1 (1:0) | Osasuna       | Estadio Vicente Calderón, Madrid |  |
|                    | Juan Gómez 45' · Correa 54' · Correa 80' |           | Armentano 75' |                                  |  |

#### Octavos de final
El rival para octavos de final fue de nuevo un equipo de Primera División, el Rayo Vallecano.
El partido de ida se disputó el 11 de enero de 2001 en el Vicente Calderón, con resultado de empate a dos. El primer gol lo marcó Salva en el minuto 21 cuando, tras dejar atrás a dos defensas con dos amagos, marcó con un potente disparo desde la frontal. Cuatro minutos después vino el segundo, también de Salva, cabeceando sin oposición un centro desde la derecha. En aquel momento, los rojiblancos empezaron a soñar incluso con la goleada. Sin embargo, Hernández, que ya tenía una tarjeta amarilla, cometió una entrada más dura de lo normal y fue expulsado del terreno de juego. El Atlético se vio obligado a reorganizarse y, aunque no sufrió apuros en defensa, perdió todo el mordiente ofensivo. Sin embargo, en la segunda parte, los locales supieron encontrar el equilibrio perfecto y volver loco al rival con sus contras. Justo cuando parecía que el tercero estaba al caer llegó el gol del Rayo Vallecano. En el minuto 69, Quevedo anotó tras un saque de córner, reduciendo distancias. El Atlético empezó a dudar, pero entonces la suerte les sonrió con un penalti. Salva lo falló, y en la siguiente acción, una falta lateral, De Quintana hizo el gol del empate cuando corría el minuto 85. El resultado fue una enorme decepción para los aficionados atléticos, que esperaban dejar resuelta la eliminatoria en aquel partido.
El partido de vuelta se jugó el 17 de enero de 2001 en el estadio Teresa Rivero, con victoria del Atlético por 0-2. El primer gol lo marcó Salva en el minuto 16, tras recibir un fantástico pase de tacón de Roberto Fresnedoso. El partido fue duro y exigió un derroche físico de todos los jugadores. El Atlético, a pesar de encontrarse con un jugador más durante gran parte del encuentro, sufrió hasta los últimos minutos, cuando el gol de Kiko llevó la tranquilidad a la hinchada colchonera. Fue en el minuto 78, después de una espectacular jugada individual de Roberto, el mejor del partido. Tras dejar atrás al portero, el control se le fue algo largo y el delantero gaditano aprovechó para empujarlo a portería vacía. 0-2, y el Atlético pasaba a la siguiente ronda.
| 11 de enero de 2001 | Atlético de Madrid    | 2:2 (2:0) | Rayo Vallecano                | Estadio Vicente Calderón, Madrid |  |
|                     | Salva 21' · Salva 25' |           | Quevedo 69' · De Quintana 85' |                                  |  |

| 17 de enero de 2001 | Rayo Vallecano | 0:2 (0:1) | Atlético de Madrid   | Estadio Teresa Rivero, Madrid |  |
|                     |                |           | Salva 16' · Kiko 78' |                               |  |

#### Cuartos de final
En los cuartos de final, el rival fue el Granada, equipo de Segunda División B.
El partido de ida se jugó el 31 de enero de 2001 en el Estadio Nuevo Los Cármenes, con victoria del Atlético por 0-1. El único gol lo marcó Correa en el minuto 40. El uruguayo, que llevaba desaparecido todo el encuentro, recibió en la esquina izquierda del área y, casi sin mirar, mandó la pelota a la red de un tremendo zapatazo. Con este resultado, el Atlético afrontaba con más tranquilidad el partido de vuelta.
El partido de vuelta se jugó el 6 de febrero de 2001 en el estadio Vicente Calderón, con una cómoda victoria del Atlético por 3-1. El primer gol lo marcó Salva en el minuto 31, cabeceando a la red un centro desde la derecha. Dani, en el 53, hizo el segundo con un disparo raso al segundo palo. Y de nuevo Salva, en el 74, transformó un penalti que hacía el tercer gol de los madrileños. Justo un minuto después, Puntas hizo el único gol del Granada en la eliminatoria, pero ya no sirvió de nada. El Atlético, al que las cosas no le estaban yendo muy bien en Liga, continuaba en su idilio con la competición copera, alcanzando su tercera semifinal consecutiva.
| 31 de enero de 2001 | Granada | 0:1 (0:1) | Atlético de Madrid | Estadio Nuevo Los Cármenes, Granada |  |
|                     |         |           | Correa 40'         |                                     |  |

| 6 de febrero de 2001 | Atlético de Madrid               | 3:1 (1:0) | Granada    | Estadio Vicente Calderón, Madrid |  |
|                      | Salva 31' · Dani 53' · Salva 74' |           | Puntas 75' |                                  |  |

#### Semifinal
El rival del Atlético para la semifinal fue el Real Zaragoza.
El partido de ida se jugó el 20 de junio de 2001 en el Estadio Vicente Calderón, con victoria del Zaragoza por 0-2. El primer gol lo marcó Acuña en el minuto 27, con una falta directa colocada a la escuadra. En el segundo, Jamelli batió a Toni de disparo cruzado en el minuto 69. Aunque lo más destacado del partido se encontró fuera del terreno de juego. Durante los primeros 20 minutos, el fondo sur, donde se ubicaba el Frente Atlético, se quedó vacío. Sobre las butacas había un crespón negro y algunas pancartas de mal gusto. Transcurridos esos veinte minutos, aparecieron con pelotas de goma y petardos que lanzaron al césped. Los jugadores estuvieron todo el tiempo más pendientes de la grada que del juego, con la consecuente derrota.
El partido de vuelta se jugó el 23 de junio de 2001 en La Romareda, con victoria del Atlético por 0-1. El único gol lo marcó Fagiani en el minuto 29, rematando en el segundo palo un centro de Aguilera desde la derecha. El Atlético fue inmensamente superior al Zaragoza y gozó de múltiples ocasiones, pero sufrió la falta de acierto de Salva, y un solo gol les privó de empatar la eliminatoria. Tras jugar un gran partido, los colchoneros se quedaron a las puertas de una final que podría haber endulzado un poco una temporada más que amarga.
| 20 de junio de 2001 | Atlético de Madrid | 0:2 (0:1) | Real Zaragoza           | Estadio Vicente Calderón, Madrid |  |
|                     |                    |           | Acuña 27' · Jamelli 69' |                                  |  |

| 31 de enero de 2001 | Real Zaragoza | 0:1 (0:1) | Atlético de Madrid | Estadio La Romareda, Zaragoza |  |
|                     |               |           | Fagiani 29'        |                               |  |

### Campeonato Nacional de Liga
El 3 de septiembre de 2000, en la primera jornada de Liga, el Atlético jugó su primer partido de Segunda División, perdiendo por 4-1 ante el Levante. En el minuto 34, entró Ettien como una exhalación por el carril del ocho, cedió al centro a Salillas y este marcó a placer. En el 43, sin embargo, Salva aprovechó una pelota muerta en el punto de penalti para empalmar por la escuadra de Veiga. En la segunda mitad, minuto 52, Salillas abrió a la derecha para Ettien, que centró al área y Roa, solo, marcó. El tercero del Levante llegó en el minuto 69, Miguel Ángel envió largo a Kaiku, que rompió el fuera de juego y marcó ante la salida de Toni. Por último, Alberto transformó un penalti en el minuto 90 para hacer el cuarto gol. Con este resultado, el Atlético comenzó la Liga como colista de la Segunda División.
La segunda jornada fue una nueva derrota, contra el Recreativo de Huelva en el Vicente Calderón por 0-1. El único gol llegó en el minuto 37, cuando Juan Gómez le pegó mal para despejarla y la metió en propia meta. El Atlético seguía último clasificado, empatado a 0 puntos con Ferrol y Salamanca.
El panorama empeoró en la tercera jornada, cuando se cayó frente al Jaén por 1-0. El único gol del encuentro lo marcó Puche en el minuto 53, rematando una dejada de cabeza de Carlos Torres, a la salida de un córner. El Atlético era el farolillo rojo de la categoría, y ya empezaba a sonar el nombre de Marcos Alonso para sustituir a Zambrano.
En la cuarta jornada, el Atlético batió por 2-0 al Compostela, salvando provisionalmente el puesto de Zambrano. Ambos goles fueron marcados por Salva, el primero en el minuto 29 tras rematar de cabeza un saque de esquina de Aguilera, y el segundo en el 86 cabeceando un centro de Llorens. Estos tres puntos auparon dos posiciones al Atlético, hasta el vigésimo puesto, pero seguía en posiciones de descenso a 2.ª B.
Sin embargo, tras una semana tranquila, el 1 de octubre el Atlético empató a uno contra el Betis en el Benito Villamarín, en la quinta jornada de liga. El primer gol lo marcó el debutante Casas en el minuto 45, el empate fue obra de Correa, transformando un penalti en el minuto 97. Tras aquel punto, el Atlético continuaba vigésimo en la clasificación, aún en puestos de descenso. El tercer puesto, último que daba el ascenso a Primera, lo ocupaba el Levante con una distancia de 11 puntos. Después de aquella jornada, Gil destituyó a Zambrano y contrató a Marcos Alonso.
El debut de Marcos resultó un desastre. El Atlético empató a un gol ante el Racing de Ferrol en el Vicente Calderón, en la sexta jornada de liga. El primer gol lo marcó Jordi en el minuto 46. Falta al borde del área del Atlético que lanzó Sanromán al hueco; Jordi superó con facilidad a Llorens y batió a Toni con la izquierda. Justo un minuto después, Aguilera centró desde la derecha al segundo palo y Correa, desde el vértice del área pequeña, cabeceó en plancha a la escuadra contraria, marcando el gol del empate. Aquel resultado los aupaba a la decimonovena posición, con solo 5 puntos, pero continuaban en puestos de descenso.
Por otra parte, el 10 de octubre, la Audiencia de Málaga condenó a 6 meses de arresto mayor y 28 años de inhabilitación por cuatro delitos de prevaricación a Jesús Gil en el llamado "caso de las camisetas".
La séptima jornada, empataron a cero en Badajoz en la séptima jornada de liga. Fue un encuentro espantoso del Atlético, que solo trianguló una vez a lo largo de todo el partido, y que hasta la salida de Kiko por Lardín en el minuto 64, no creó ni una ocasión de peligro. Un punto a todas luces insuficiente que, sin embargo, lo sacaba de las posiciones de descenso y lo colocaba decimoséptimo con seis puntos. Tras este partido, saltaron las alarmas con Kiko, que pidió ausentarse de un entrenamiento por temas personales. En realidad, viajó a Milán para pasar un reconocimiento médico y jugar con el equipo de allí. No firmó con el Milan porque no les convencieron sus pruebas médicas. Tras una fuerte polémica, el jugador decidió quedarse en el equipo aunque manifestó su descontento con ser suplente. No se volvió a mencionar el tema de Kiko hasta el verano.
Con la victoria por 2-0 al Elche en la octava jornada, el equipo salió por fin de la mala racha que los asolaba. El primer gol lo marcó Correa de penalti en el minuto 10. En el 60, Juan Carlos se plató solo frente a César Gálvez y marcó el segundo definiendo con la derecha. Estos tres puntos, además de mejorar el ánimo del equipo, sirvieron para escalar un puesto más en la tabla, situándose decimosextos con 9 puntos. Los puestos de ascenso aún no se encontraban muy lejanos: el tercero, el Real Murcia, les sacaba solo cinco puntos.
Sin embargo, volvió a sumirse en un terrible bache. El 29 de octubre empató a uno contra el Córdoba en el Calderón, en la novena jornada de liga. En el minuto 85, Cubillo convirtió un penalti cometido sobre Kiko. Sin embargo, en el 90, Melgar transformó el penalti cometido por Amaya sobre Manolo. A pesar de la nefasta imagen del equipo, el sumar puntos le sirvió para escalar puestos. El Atlético se situó decimoquinto con diez puntos, a siete del Sevilla, que ocupaba la tercera posición.
El 1 de noviembre, en la décima jornada, cayó contra el colista y recién ascendido Universidad Las Palmas por 2-1. En el minuto 7, en un córner que cabeceó Ojeda, Jonathan no acertó a rematar, pero la pelota rebotó en Cubillo y le cayó al propio Jonathan, que empujó el primer gol. En el 47, el Universidad sacó un córner desde la izquierda, la defensa sacó el balón hacia ese mismo lado, donde lo recogió de nuevo Oti, que centró y Prieto cabeceó en el primer palo. El único tanto atlético lo marcó Correa en el minuto 71, tras una combinación de Lardín con Kiko, al que derribó Ojeda dentro del área. Esta derrota los llevó de nuevo al decimoctavo puesto, a solo dos puntos del descenso,y a ocho del ascenso. Tras aquel partido, Gil explotó en cólera, con unas declaraciones en las que amenazaba con despidos, y con hacer que los jugadores volviesen a la península nadando.
El 3 de noviembre, tras reunirse el presidente con la plantilla, ningún jugador resultó despedido, aunque sí el secretario técnico Miguel Ángel Ruiz. Paulo Futre, exjugador rojiblanco, ocupó su posición. El 7 de noviembre, el portugués presentó a Abel y Manolo, exjugadores rojiblancos que se incorporaron a la secretaría técnica para ayudarle en su labor. Inmediatamente se puso manos a la obra con varias charlas con plantilla y cuerpo técnico. Consiguió convencer a Gil de que no hablase con los medios ni bajase al vestuario, con lo que la situación se tranquilizó notablemente.
El 11 de noviembre de 2000, en la decimoprimera jornada de liga, el Atlético cayó por 1-2 frente al Tenerife. El Atlético se adelantó en el marcador en el minuto 47, cuando Salva dejó de cabeza dentro del área a Aguilera, que marcó elevando la pelota sobre Sergio. En el minuto 57, Dani, en la frontal, cambió el juego a la izquierda sobre Luis García, que en el pico del área chica bajó el balón con el pecho y marcó de tiro cruzado. La remontada del Tenerife se culminó en el minuto 71, con gol de penalti de Luis García. Esta nueva derrota los devolvía a puestos de descenso, en la posición 19. La afición estalló en cólera y se volcó en gritos y cánticos contra los jugadores y contra el presidente, Jesús Gil.
El Atlético de Madrid reaccionó en la decimosegunda jornada con una victoria frente al Extremadura por 0-1. En el minuto 13, Hugo Leal recuperó el balón en la línea de tres cuartos, lanzó al hueco a Correa que, con habilidad, superó al portero para, con la derecha, colar el balón cerca del poste izquierdo. Este resultado los sacaba de nuevo de los puestos de descenso, situándose decimoséptimos con 13 puntos, a 8 del Córdoba, que ocupaba la tercera posición.
En la decimotercera jornada regresaron los malos resultados, empatando a 1 ante un Éibar que estuvo con diez jugadores desde el minuto 24. En el minuto 21, Salva se adelantó a la defensa rival tras el saque de un córner y aprovechó la salida en falso de Jáuregui para marcar de gran cabezazo. Sin embargo, en el 71, Olano recibió un balón largo en el área, cedió atrás y Sendoa fusiló el gol del empate. Este resultado los mantuvo en la decimoséptima posición, pero el ascenso se alejaba ya a 10 puntos.
El empate a uno ante Murcia en la decimocuarta jornada volvió a despertar las iras del presidente. Futre consiguió tranquilizarlo y evitó que despidiese a Marcos Alonso, dándole una semana más de margen. El primer gol lo marcó Hugo Leal en el minuto 27, que tras robar un balón en el centro del campo, se plantó en la frontal del área y marcó un tremendo golazo de vaselina. El gol del empate lo marcó Loreto en el minuto 65. El empate los descendió a la decimoctava posición, a un punto del descenso y 9 del ascenso.
Después de una semana movida en la que incluso el presidente envió una carta a los aficionados tratando de ganarse su favor, el Atlético goleó por 3-0 al Salamanca en la decimoquinta jornada y volvieron las buenas sensaciones. En el minuto 13 sucedió una combinación entre Kiko, Salva y Aguilera, cuyo disparó lo rechazó Stelea, pero el balón le cayó a Salva, que fusiló el primer tanto. En el 37, Juan Gómez envió a Luque, que dejó a Aguilera para que este marcase tras driblar a Stelea. Y, para cerrar la goleada, en el minuto 83, Luque centró desde la izquierda, Salva cabeceó en plancha y coló el balón por debajo de Stelea. Tres goles y tres puntos que lo auparon a la decimosexta posición, a cuatro puntos del descenso y siete del ascenso.
Sin embargo, no duraron mucho, ya que la decimosexta jornada se perdió 3-1 contra el Sevilla en el Sánchez-Pizjuán. En el minuto 36, Víctor marcó tras un gran pase de Olivera. En el 44, fue el propio Olivera quien marcó el segundo de un formidable derechazo. Y en el 49, una rápida contra que nació de nuevo de Olivera y que culminó Diego Ribera cruzando el balón ante la salida de Toni hizo el tercer gol. El gol del Atlético llegó en el minuto 72, tras rematar Salva dentro del área un pase de Lawal. Esta derrota volvió a hundirlos en la clasificación hasta el decimoséptimo puesto, con 18 puntos, a 4 del descenso y a 8 del ascenso.
A continuación, la escuadra rojiblanca afrontó su debut en la copa del rey, eliminando al Salamanca.
De vuelta a la Liga, el Atlético venció al Lérida por 3-2 en la decimoséptima jornada. En el minuto 15, Óscar Álvarez se adelantó a la defensa y cabeceó desde cerca, marcando el primero para el Lérida. En el minuto 28, un lío en el área lo resolvió Aguilera marcando el gol del empate. En el minuto 38, la remontada se culminó con un penalti sobre Hibic que transformó Salva. En el 48, Lusarreta cabeceó ante la salida en falso de Toni para volver a adelantar a los visitantes en el marcador. Y, en el minuto 49, llega el definitivo 3-2 en un penalti que lanzó Salva, rechazó Busquets, pero el propio Salva remachó a gol. Esta victoria lo colocaba de nuevo en la decimoquinta posición, ponía cinco puntos de distancia con el descenso y mantenía el ascenso a ocho puntos.
Después, en la decimoctava jornada, venció al CD Leganés por 1-2, y se marchó de vacaciones de Navidad tras la mejor racha de la temporada. En el minuto 30 empezaron los problemas para el Atlético: Merino cabeceó hacia el centro y Macanás remachó también de cabeza para adelantar a su equipo en el marcador. Sin embargo, en el minuto 37, Correa tocó en el primer palo tras un córner e Hibic cabeceó en el segundo para devolver las tablas al marcador. Y, en el 69, Salva se escapó y marcó con la derecha ante la tardía salida del portero Tito, consiguiendo así la remontada. Con esta nueva victoria, el Atlético se aupaba a la decimocuarta posición, la mejor de toda la temporada. El descenso se alejaba a seis puntos, pero la distancia con el ascenso seguía siendo la misma.
Durante el mercado de invierno, llegaron Dani, Wicky y Fagiani, y se marcharon Paunovic, Gaspar, Llorens, Lardín y Zahínos.
El año 2001 comenzó eliminando al Osasuna en Copa, encadenando ya una racha de cuatro victorias consecutivas, que se rompió en la décimo novena jornada de Liga al empatar contra el Albacete con resultado de cero a cero. Con este empate, se mantuvieron en decimotercera posición. La distancia con el descenso se redujo a cinco puntos, y con el ascenso se aumentó a nueve.
Perdió contra el Sporting de Gijón en la vigésima jornada de Liga, con un resultado de 1-0. El gol llegó en el minuto 72, cuando la afición gijonesa había perdido las esperanzas, Soto cazó un balón en un saque de esquina y desató la fiesta en El Molinón. Con esta derrota bajaron de nuevo a la decimoquinta posición, a solo cuatro puntos del descenso, y a diez de las plazas que daban derecho a regresar de nuevo a Primera División.
Justo después se eliminó al Rayo Vallecano en una agónica eliminatoria, para finalmente cerrar la primera vuelta con una victoria ante el Getafe por 2-1 en la vigésimo primera jornada. Nzinkeu adelantó al Getafe en el minuto 63, y en el 70 comenzó la remontada atlética liderada por Roberto. Fue el propio Roberto quien marcó el gol del empate, cabeceando en la esquina del área pequeña un saque de falta que venía desde la izquierda. En el minuto 76, Hugo Leal cazó un rechace y disparó fuertemente. El balón se estrelló contra el cuerpo del portero y entró casi llorando, pegadito al palo. Con esta victoria, el Atlético se encontraba de nuevo decimotercero, con 28 puntos, a cinco puntos del descenso y a diez del ascenso.
El Atlético arrancó la segunda vuelta de forma irregular, con un empate a uno ante Levante en la vigesimosegunda jornada. En el minuto 39, Aguilera cazó en el segundo palo un pase forzado de Salva, rematando totalmente solo en boca de gol y adelantando al Atlético. El empate lo marcó Alberto en el minuto 66, de penalti. A pesar del empate, el Atlético subió una posición en la tabla alcanzando el decimosegundo puesto, el mejor en lo que llevaban de temporada. El descenso se alejaba ya a seis puntos, pero el ascenso quedaba a once.
También empató a uno ante el Recreativo de Huelva en la vigesimotercera jornada de Liga. Tras el descanso, en el minuto 56, el Recreativo se encontró rápidamente con un buen cabezazo de David que se convirtió en gol. Pero en el 89, cerca del descuento, un potente saque de falta lanzado por Mena desde unos 40 metros no pudo ser despejado por César, y supuso el gol del empate. El ascenso se complicaba con doce puntos de distancia, el Atlético descendía de nuevo a la decimotercera posición con 30 puntos, pero ponía un punto más de distancia con el descenso.
Sin embargo, tras eliminar al Granada en Copa del Rey y acceder a semifinales por tercera temporada consecutiva, el equipo se llenó de moral y comenzó su remontada en el campeonato liguero.
El Atlético encadenó cinco triunfos consecutivos: Jaén, Compostela, Betis, Racing de Ferrol y Badajoz.
El primero de ellos, contra el Real Jaén, ocurrió el 11 de febrero en la vigesimocuarta jornada de Liga, con resultado de 5-0. En el minuto 12, Njegus abrió el marcador, batiendo al portero por bajo tras quedarse en mano a mano al recibir un pase de Salva. Tras la expulsión de Aitor en el minuto 49, el equipo se vino arriba y, con un inspirado Correa, llegaron el resto de los goles. El primero de ellos, que suponía el segundo tanto para el Atlético, lo marcó Hugo Leal en el minuto 56. Correa recuperó un balón en la banda izquierda, dejó atrás a varios rivales mientras se internaba hacia la frontal y, cerca de la media luna, puso un pase perfecto a Hugo Leal que lo dejó solo frente al portero. 2-0. El tercero fue obra del propio Correa en el minuto 61. El propio uruguayo comienza la jugada en la esquina del área y, tras una gran combinación de todo el equipo, finaliza él mismo pegado al palo izquierdo, con un disparo cruzado. El cuarto fue un gol de Salva de penalti en el minuto 68. Tras la expulsión de Chumilla en el minuto 83, con dos hombres menos y cuatro goles en contra, el Real Jaén bajó definitivamente los brazos, y así llegó el quinto, obra de Njegus, en el minuto 90, con una excelente vaselina desde la derecha, sin apenas ángulo. Estos tres puntos, además de aumentar la moral del equipo, le hicieron dar un salto en la tabla, colocándose décimo. El descenso quedaba ya a diez puntos, y el ascenso seguía a doce.
El segundo triunfo consecutivo vino en la vigesimoquinta jornada, contra el Compostela, por 2-3. En el minuto 25, Fabiano metió un pase muy largo a Gudelj que se elevó por encima de la defensa, el bosnio se anticipó a todos y, ante el acoso de Amaya, remató con lo que pudo, en este caso la rodilla, que le bastó para hacer una especie de sombrero inalcanzable para Sergio. En el 35, de nuevo el propio Gudelj aumentó la ventaja local en el marcador, rematando un excelente centro de Nando. Sin embargo, en la segunda mitad, el Atlético reaccionó, y Luque redujo distancias en el minuto 60 con un gran zurdazo que tocó ligeramente en Pinillos y entró en la portería tras golpear en el larguero. Las dudas empezaron a invadir al Compostela, y tres minutos después el propio Pinillos se marcó en propia puerta el gol del empate. Y ya, en los últimos minutos, cuando el partido agonizaba, en el minuto 91, Hugo Leal llevó la locura a los aficionados rojiblancos que habían viajado a Santiago de Compostela. Salva de tijera recuperaba un balón que se salía por la línea de fondo, y Hugo Leal, solo en el segundo palo, solo tuvo que empujarla para culminar la remontada. Tras esa jornada dejó de mirarse el descenso, ya a 13 puntos de distancia, y se volvió a soñar con el ascenso, que se había acercado a 9 puntos. El Atlético alcanzó la octava posición en la tabla y a los aficionados rojiblancos les invadía el optimismo.
La vigesimosexta jornada de Liga supuso la tercera victoria consecutiva del Atlético, 2-1 frente al Betis. El primer gol lo marcó Aguilera en el minuto 19, tras una gran jugada colectiva, definiendo por bajo solo ante el portero. El gol del empate lo hizo Arzu en el 36. Corría Mena junto a Arzu, cuando de pronto se paró en seco y se volvió hacia Denilson para recriminarle no se sabe qué cosa. Arzu siguió corriendo, llegó libre hasta el área y se inventó una volea imparable. Cuando las cosas parecía que se ponían peor, llegó Dani en el minuto 63 para hacer el gol de la victoria. Dejó atrás a dos defensas con un recorte y después, con precisión de cirujano, colocó el balón justo en el hueco al que no llegaba el portero en el palo contrario, para marcar el 2-1. Esta victoria supuso un salto hasta la sexta posición. El ascenso quedaba ya solo a siete puntos.
El 4 de marzo de 2001, en la vigésimoséptima jornada, el Atlético ganó 0-2 al Racing de Ferrol sumando su cuarto triunfo seguido. El partido se puso difícil con la expulsión de Mena en el minuto 55, y l primer gol no llegó hasta el 83, en un saque de córner. Salva se elevó para rematar de cabeza, pero su disparo se marchaba fuera cuando apareció Correa, en el segundo palo, y cabeceó de nuevo, corrigiendo la trayectoria del balón e introduciéndolo en la portería. En el minuto 90, una arrancada de Hugo Leal por la izquierda los dejó en situación de dos contra uno con el portero. Centró a Salva, que se encontraba solo, y el delantero definió ante el guardameta para marcar el segundo. Con esta victoria, aunque se mantuvieron en el sexto puesto, el ascenso se acercó a solo cinco puntos.
El quinto y último triunfo consecutivo se consiguió ante el Badajoz en el Calderón, en la vigésimoctava jornada, con un resultado de 2-0. En el minuto 36, en un saque de banda de Njegus cerca del área, Salva prolongó de cabeza, Correa remató, el balón se estrelló en el poste y Dani, solo dentro del área, recogió el rechace y marcó el primer gol rojiblanco. En el 58 llegó el segundo gol, de nuevo de Dani. Un fuerte disparó desde la frontal, a casi 40 metros, se coló bajo el cuerpo de Baines, suponiendo el segundo gol rojiblanco. De esta forma se colocó quinto, a cuatro puntos del ascenso cuando aún restaban catorce jornadas de liga.
La euforia llegó al Vicente Calderón, no obstante, la vigésimonovena jornada se perdió 2-1 contra el Elche frente a 4.000 colchoneros desplazados. En una mediocre primera mitad de los rojiblancos, el Elche sacó dos goles de ventaja. El primero lo marcó Benja en el minuto 31, rematando de cabeza un excelente centro de Serban. El segundo lo marcó el propio rumano en el 46, interceptando un pase de Juan Gómez a Njegus cuando trataba de sacar el balón jugado desde su área. Condujo hasta la frontal y allí disparó para hacer el 2-0. El Atlético reaccionó en la segunda mitad y se hizo dueño del partido, pero ya era demasiado tarde. La entrada de Luque y Kiko dio algo más de mordiente al equipo, y en el minuto 59, Salva recortó distancias. Un gran centro de Dani desde la derecha fue rematado de cabeza por Correa. Iñaki sacó una mano espectacular ante el disparo a bocajarro, pero el rechace fue a caer a los pies de Salva, que marcó el único gol del Atlético. El equipo se volcó sobre la portería contraria, especialmente durante el descuento, tras la expulsión de Benja, pero el resultado no se volvió a mover. Esta derrota los descendió hasta la séptima posición, pero por suerte la tercera plaza, ocupada por el Betis, continuaba a cuatro puntos.
Se empató a uno en la trigésima jornada contra el Córdoba. Fue un partido complicado, en el que los rojiblancos jugaron la última media hora con un jugador menos, y casi todo el partido dominados por una ansiedad que había sido tónica habitual desde el descenso. En el minuto 19, Salva cabeceó dentro del área un balón que, aunque Leiva llegó a tocar, no pudo evitar que se colase en la portería. Desde ese momento, el equipo se olvidó totalmente de jugar y se encerró en su área a defender la ventaja. Y así, en el minuto 91, Gallego marcaba el gol del empate y echaba por tierra todo el esfuerzo. Aún tuvo una última ocasión el Atlético, dos minutos más tarde, en las botas de Aguilera. Sin embargo, el canterano se entretuvo demasiado frente al portero y privó de la victoria a su equipo. El empate no tuvo ningún efecto para el Atlético en la tabla, ya que continuaba séptimo y a cuatro puntos del tercero, que en esta ocasión era el Recreativo de Huelva.
En la trigésimoprimera jornada se retornó a la senda de la victoria venciendo por 2-0 a Universidad Las Palmas. El Atlético salió, como venía siendo costumbre, caótico y aterrorizado. No fue hasta bien entrada la segunda parte, en el minuto 63, cuando Salva marcó el primer gol. Fue en un salto en el que tanto él como Amaya trataron de rematar un saque de córner, y finalmente fue el delantero quien impactó el balón con la cabeza para introducirlo en la portería. En el 92, Aguilera pudo redimirse de la ocasión perdida en Córdoba marcando el gol de la tranquilidad, ante una hinchada a la que ya no le quedaban uñas que morderse. Fue tras recibir un exquisito pase de Kiko, que hizo un partidazo. El canterano superó a Moisés y, completamente solo ante el arco, marcó sin problemas el segundo. Con esta victoria regresaron a la quinta posición y recortaron un punto a la tercera plaza, de nuevo ocupada por el Betis.
También se venció al Tenerife en la trigésimosegunda jornada, con un resultado de 1-2. El primer gol lo marcó Luque en el minuto 6, lanzando una falta desde la frontal que superó la barrera y se coló por la escuadra izquierda. 8 minutos después, Torrado fue expulsado y el Atlético se encontró en superioridad numérica, pero aun así no abandonó su juego ultradefensivo. El Tenerife se volcaba al ataque y dejaba numerosos espacios para el contragolpe, pero ni siquiera eso fue capaz de aprovechar el equipo rojiblanco. En el 68, Luis García transformaba un penalti injusto, ya que Hugo Leal le había robado limpiamente el balón a Mista, consiguiendo el empate para su equipo. Las cosas parecían pintar muy mal para el Atlético pero, en contra de toda lógica, en el 74 volvieron a ponerse por delante. Hibic remató de cabeza un gran centro de Luque desde el córner y la mandó a donde era inalcanzable para el portero, recuperando la ventaja para el Atlético. Esta victoria les servía para mantenerse en los puestos de cabeza, quintos con 52 puntos, a tres del tercero, el Betis.
El 10 de abril de 2001, Luis Romasanta, interventor judicial del Atlético de Madrid, propuso el levantamiento de las medidas cautelares de intervención judicial. Ese mismo día, el juez de la Audiencia Nacional, Juan del Olmo, abrió un procedimiento judicial contra Jesús Gil y Gil, Miguel Ángel Gil Marín y Enrique Cerezo, al encontrar indicios de que cometieron un delito de apropiación indebida, falsedad documental mercantil, societarios y de otorgamiento de contratos simulados, en su gestión en el Atlético de Madrid.
En el plano deportivo, el Atlético seguía centrado en la lucha por el ascenso. El entrenador Marcos Alonso insistía en las posibilidades de alcanzar los objetivos, y seguía confiando en el equipo. El 15 de abril, en la trigesimotercera jornada, una victoria por 2-0 frente al Extremadura los situó cuartos a dos puntos del ascenso. La jornada se presentaba propicia cuando, durante la primera mitad, el videomarcador anunciaba que tanto Betis como Recreativo estaban perdiendo sus partidos. Una victoria del Atlético los metía en puestos de ascenso, pero los jugadores no parecían enterarse. La segunda mitad, sin embargo, fue otro cantar. El equipo salió con ánimos renovados, y en el minuto 65, Hugo Leal vio a Salva incorporarse a su izquierda, le puso una asistencia medida y el delantero fusiló con la izquierda para marcar el primer gol. En el 85, Kiko se dejó caer dentro del área, el árbitro picó, y el correspondiente penalti lo marcó de nuevo Salva, haciendo el 2-0. Por desgracia, finalmente el Betis ganó su partido, y el Recreativo empató, así que los rojiblancos no pudieron meterse en puestos de ascenso, pero sí se colocaron cuartos con 55 puntos, a dos puntos del Tenerife, tercero, y a tres del Betis, segundo, que la siguiente jornada se medía al Sevilla, líder con 62 puntos.
El equipo vivía momentos de euforia, sin embargo, dos derrotas consecutivas les arrebataron las ilusiones. La primera de ellas fue contra el Eibar en la trigésimocuarta jornada, con resultado de 2-1. El Eibar planteó un partido muy físico en un campo embarrado, donde combinar el balón era imposible y todas las oportunidades se reducían a pelotazos y juego aéreo. El Atlético se encontraba desquiciado en aquel ambiente, y así llegó el gol de Leniz en el minuto 28, en un saque de esquina. En el 35, la caótica defensa rojiblanca concedió el segundo a Arenaza. Y, ya en el minuto 72, Salva remataba completamente solo en el segundo palo un buen centro de Aguilera, recortando distancias. No fue suficiente, y la derrota los descendió al quinto puesto, y puso cuatro puntos de distancia con el tercero, el Betis.
La segunda derrota, en la trigésimoquinta jornada, sucedió en el Calderón ante el Murcia, con un resultado de 0-3. Los goles los marcaron Zárate, Loreto y Luis Gil en los minutos 26, 63 y 80. Esta nueva derrota significó que el ascenso se alejase ya a siete puntos, volviendo a construir el muro que ya parecía casi derribado.
Tras esto, el equipo directivo se reunió para debatir la continuidad de Marcos Alonso y, contra la voluntad de Gil, se decidió que continuase en su puesto. A pesar de todo, al día siguiente el técnico fue destituido. La entidad nombró a Carlos García Cantarero, técnico del filial, como su sustituto. La semana de la contratación del nuevo entrenador estuvo marcada por las noticias en prensa de que, la siguiente temporada, Luis Aragonés se haría con el banquillo atlético.
El 6 de mayo, en la trigesimosexta jornada, debutó con una victoria ante el Salamanca por 1-3. En el minuto 3, Luque, desde la frontal, la mandó a la escuadra, previo desvío en la mano de Salva. En el 29, el propio Salva marcaba el segundo, bajando con el pecho dentro del área un pase de Correa y rematando ante la presión de un defensa. El Atlético se dedicaba a aguantar su ventaja y Toni, en su vuelta a la titularidad, salvó hasta tres goles cantados, hasta que finalmente Toedtli, en el 64, recortó distancias. Los colchoneros desplazados empezaban a desesperarse, cuando en el 85, Dani puso la sentencia con una sensacional volea desde la esquina del área. A falta de seis jornadas, esta victoria los colocaba a cinco puntos del ascenso, aún quintos. Los jugadores lloraron tras aquel partido por las fuertes emociones vividas en los últimos tiempos.
Una semana después, en la trigésimoséptima jornada, llegó su victoria ante el Sevilla por 2-0. Un fallo en cadena de la defensa del Sevilla hizo que un balón bombeado, inofensivo, cayese en los pies de Salva dentro del área, marcando el primer gol del Atlético en el minuto 56. En el 69 vino el segundo, cuando Roberto Fresnedoso remató en el segundo palo un centro de Dani desde la izquierda. La distancia con el ascenso se redujo a dos puntos, aunque el Atlético continuaba quinto, empatado a 61 puntos con el cuarto, el Recreativo de Huelva.
Tras esta buena racha colchonera, algunos jugadores y entrenadores de los equipos que peleaban por el ascenso empezaron a hacer declaraciones diciendo que el ascenso estaba amañado y que la Federación favorecía al Atlético. Caparrós, técnico del Sevilla, afirmó de forma tajante que una de las plazas de ascenso sería para el Atlético.
Sin embargo, en la trigésimoctava jornada se empató a uno ante el Lleida. En el minuto 43, Renaldo se aprovechó de un tremendo error de Toni para marcar el primer gol. En el 71, un centro perfecto desde la derecha de Juan Gómez lo cabeceó con todo Correa, después de cerca de 20 ocasiones, para finalmente materializar el gol del empate. Este resultado los dejó sin más margen de error: debían ganar los cuatro partidos restantes y esperar los tropiezos de sus rivales, ya que continuaban quintos empatados con el cuarto, el Recreativo, pero el ascenso se encontraba a cuatro puntos.
Aquella semana, Cantarero llamó al juvenil Fernando Torres a entrenar con el equipo, tras haber sido máximo goleador y campeón con España en el Europeo sub-16. Al final de la semana, el entrenador convocó a Torres para el inminente compromiso liguero. En la trigésimonovena jornada de liga, el Atlético venció por 1-0 al CD Leganés. El gol llegó en el minuto 54, cuando un excelente pase atrás de tacón en un detalle de calidad de Salva le llegó a Luque en la frontal y, con la izquierda, batió al portero con un disparo raso al segundo palo. Volvió a colocarse cuarto, a tres puntos del ascenso y a dos del quinto, el Albacete. Fernando Torres debutó al sustituir a Luque, autor del gol, en el minuto 65.
Días después, el Atlético de Madrid se personó en el recurso que el Betis planteó ante el Comité Español de Disciplina Deportiva por alineación indebida de Barata y Basavilbaso en el encuentro Betis-Tenerife. De confirmarse la alineación indebida, el Tenerife perdería los tres puntos, lo cual beneficiaba tanto al club sevillano como al madrileño.
Por otro lado, Luis Aragonés afirmaba en el programa "Supergarcía" de Onda Cero su compromiso con el Atlético de Madrid para la siguiente temporada.
En la cuadragésima jornada se venció al Albacete por 0-1. Volvió a jugar Fernando Torres, marcando su primer gol como rojiblanco. Lo hizo en el minuto 80, tras salir sustituyendo a Kiko. En un centro perfecto de Amaya, el juvenil se quita de encima a un defensa mucho más pesado que él y cabecea de forma perfecta a la cepa del poste, donde el balón rebota antes de entrar. Ese gol dio la victoria al equipo por 0-1. De esta forma, el Atlético quedaba empatado a 68 puntos con el Tenerife, tercer clasificado, con el que tenía empatado el golaverage particular, pero perdía el general por seis tantos. Del segundo clasificado, el Betis, le separaba solo un punto. Y el líder, el Sevilla, con su victoria por 1-0 frente al Tenerife garantizaba su plaza en Primera División aquella jornada.
El Atlético de Madrid pensaba en el ascenso, aunque, de nuevo, las noticias judiciales acosaron al club. El 5 de junio, la Fiscalía Anticorrupción pidió en sus conclusiones provisionales 17 años de cárcel para Jesús Gil, 10 años y medio para su hijo Miguel Ángel Gil Marín y 6 años para Enrique Cerezo por supuestos delitos de apropiación indebida, falsedad contable y otorgamiento de contratos simulados dentro del “Caso Atlético”; a Cerezo solo se le imputaban los dos primeros.
Aquella semana volvieron a saltar los rumores de amaño de partidos por parte del Atlético desde Sevilla. El capitán del Betis, Merino, afirmó que muchos jugadores del Sporting de Gijón se habían sentido presionados. El Atlético de Madrid hizo pública una nota en la que anunció que desde aquel momento denunciaría ante los Tribunales de justicia a todas las personas que realizasen comentarios malintencionados sobre la entidad rojiblanca.
Tras esta polémica, el Atlético cosechó otra victoria, en la cuadragésimoprimera jornada, ante el Sporting de Gijón por 1-0. El equipo se encontraba perdido sobre el terreno de juego hasta la salida de Torres en el minuto 55. El joven canterano revolucionó el juego del Atlético, y en el 69, Luque marcó el gol del triunfo. Fue en un excepcional lanzamiento de falta que se coló por la escuadra. Esta victoria por la mínima le mantenía el empate a puntos con el Tenerife, y la distancia de solo un punto con el Betis.
Por otro lado, continuaba el recurso del Betis ante el Tenerife por alineación indebida. Pudo demostrar que el pasaporte comunitario del brasileño Barata era falso, pero faltaba demostrar que el Tenerife lo sabía en el momento de hacer su ficha federativa. El 7 de junio, el jugador se ausentó del entrenamiento y acudió a Madrid, donde, ante notario, levantó un acta de manifestación en la que declaraba y firmaba que el Tenerife conocía la falsedad de su pasaporte comunitario cuando le contrató y tramitó la ficha. Sin embargo, al poco tiempo rectificó aduciendo que debía matizar su declaración ante el notario “por problemas debidos a sus dificultades con el idioma”. El brasileño cambió su postura para salvar su cabeza y a su club. A pesar de eso, el hecho de que el jugador no hubiese hecho uso de su pasaporte comunitario en ninguno de sus anteriores equipos españoles (Mérida y Deportivo de la Coruña) siguió dando argumentos a Lopera para continuar con la lucha. El 15 de junio de 2001, el Comité Español de Disciplina Deportiva dio la razón al Tenerife en el caso Barata y no le descontó ningún punto en la clasificación.
El 17 de junio de 2001, en la cuadragésimosegunda jornada, el Atlético de Madrid venció por 1-0 al Getafe en un lleno Coliseum Alfonso Pérez. El único gol lo marcó Luque en el minuto 27, de nuevo un lanzamiento de falta que se cuela por la escuadra. Sin embargo, el Atlético no ascendió a Primera debido a las victorias del Betis por 2-0 en Jaén y del Tenerife por 1-0 en Leganés.
Este primer año el club no pudo ascender ya que Sevilla FC, Real Betis y CD Tenerife fueron los equipos que lo consiguieron. El Atlético de Madrid quedó 4.º empatado a puntos con el 3.º, el CD Tenerife, y con el golaveraje particular igualado con los chicharreros. Solo la diferencia de goles privó al Atlético de subir a Primera División; así, simplemente con haber goleado 7-0 al Getafe en la última jornada se hubiera ascendido a Primera.

#### Alineación
| - Toni Jiménez - Njeguš - Hibić - Juan Gómez - Fagiani - Aguilera - Mena - Hugo Leal - Luque - Kiko - Salva - Ent: Carlos García Cantarero |  | Toni Jiménez Njeguš Hibić Juan Gómez Fagiani Aguilera Luque Mena Hugo Leal Kiko Salva |
| Toni Jiménez Njeguš Hibić Juan Gómez Fagiani Aguilera Luque Mena Hugo Leal Kiko Salva                                                      |  |                                                                                       |

#### Clasificación
| Pos | Equipo                    | J  | PTS | G  | E  | P  | GF | GC | DG  |
| --- | ------------------------- | -- | --- | -- | -- | -- | -- | -- | --- |
| 1   | Sevilla FC                | 42 | 80  | 23 | 11 | 8  | 66 | 39 | +27 |
| 2   | Real Betis                | 42 | 75  | 21 | 12 | 9  | 49 | 32 | +17 |
| 3   | CD Tenerife               | 42 | 74  | 21 | 11 | 10 | 58 | 32 | +26 |
| 4   | Atlético de Madrid        | 42 | 74  | 21 | 11 | 10 | 59 | 39 | +20 |
| 5   | Albacete                  | 42 | 66  | 18 | 12 | 12 | 46 | 40 | +6  |
| 6   | Recreativo de Huelva      | 42 | 65  | 15 | 20 | 7  | 45 | 29 | +16 |
| 7   | Sporting de Gijón         | 42 | 63  | 17 | 12 | 13 | 55 | 49 | +6  |
| 8   | Levante UD                | 42 | 60  | 13 | 21 | 8  | 58 | 50 | +8  |
| 9   | UD Salamanca              | 42 | 59  | 17 | 8  | 17 | 51 | 48 | +3  |
| 10  | Real Jaén                 | 42 | 59  | 15 | 14 | 13 | 37 | 40 | -3  |
| 11  | CF Extremadura            | 42 | 58  | 16 | 10 | 16 | 42 | 46 | -4  |
| 12  | Córdoba CF                | 42 | 56  | 14 | 14 | 14 | 40 | 43 | -3  |
| 13  | Real Murcia               | 42 | 52  | 13 | 13 | 16 | 53 | 54 | -1  |
| 14  | CD Badajoz                | 42 | 51  | 10 | 21 | 11 | 34 | 38 | -4  |
| 15  | SD Eibar                  | 42 | 50  | 11 | 17 | 14 | 30 | 32 | -2  |
| 16  | Racing de Ferrol          | 42 | 50  | 12 | 14 | 16 | 46 | 50 | -4  |
| 17  | CD Leganés                | 42 | 47  | 9  | 20 | 13 | 45 | 41 | +4  |
| 18  | Elche CF                  | 42 | 46  | 10 | 16 | 16 | 45 | 56 | -11 |
| 19  | SD Compostela             | 42 | 45  | 11 | 12 | 19 | 41 | 65 | -24 |
| 20  | Universidad de Las Palmas | 42 | 39  | 8  | 15 | 19 | 34 | 63 | -29 |
| 21  | Getafe CF                 | 42 | 35  | 8  | 11 | 23 | 42 | 65 | -23 |
| 22  | UE Lleida                 | 42 | 28  | 5  | 13 | 24 | 40 | 65 | -25 |

J = Partidos Jugados; G = Partidos Ganados; E = Partidos Empatados; P = Partidos Perdidos; GF = Goles Anotados; GC = Goles Recibidos; GA = Gol Average; Pts = Puntos
|  | Ascendido a Primera División    |
|  | Descendido a Segunda División B |

## Temporada 2001/2002: el ascenso a Primera División
El Atlético solamente logró retornar a primera división el 28 de abril de 2002, con un equipo dirigido por Luis Aragonés. Este período se conoce como los años en el infierno, debido a una campaña de captación de socios lanzada por el club.
El club consiguió el ascenso tras una victoria en el estadio del CD Leganés, quedando finalmente campeón de segunda división.
En el Club se contó como entrenador con Luis Aragonés, que dejaba un Mallorca en Champions para venir al equipo de su vida en el peor momento de su historia, con la colaboración de Paulo Futre en la dirección deportiva. La marca de electrodomésticos IDEA siguió siendo el patrocinador de las camisetas, y el contrato con Reebok expiró, iniciando una nueva etapa con la firma Nike.

### Altas y bajas
| Altas                     |                |                       |          |                  |
| Jugador                   | Posición       | Procedencia           | Tipo     | Costo            |
| Javi Guerrero             | Centrocampista | Albacete Balompié     | Traspaso | 150.000.000 ptas |
| Jesús                     | Centrocampista | Albacete Balompié     | Traspaso | 250.000.000 ptas |
| José Antonio García Calvo | Defensa        | Real Valladolid       | Traspaso | 800.000.000 ptas |
| Germán "Mono" Burgos      | Portero        | Mallorca              | Traspaso | 400.000.000 ptas |
| Armando                   | Defensa        | Mallorca              | Traspaso | 400.000.000 ptas |
| Carreras                  | Defensa        | Mallorca              | Libre    |                  |
| Colsa                     | Centrocampista | Racing de Santander   | Traspaso | 700.000.000 ptas |
| Movilla                   | Centrocampista | Málaga CF             | Traspaso | 600.000.000 ptas |
| Stanković                 | Centrocampista | Olympique de Marsella | Traspaso | 800.000.000 ptas |
| Nagore                    | Centrocampista | Numancia              | Traspaso | 500.000.000 ptas |
| Pindado                   | Portero        | Granada               | Traspaso |                  |
| Diego Alonso              | Delantero      | Valencia CF           | Cesión   |                  |
| Otero                     | Defensa        | Real Betis            | Libre    |                  |

| Bajas      |                |                     |                   |                    |
| Jugador    | Posición       | Destino             | Tipo              | Cobro              |
| Juninho    | Centrocampista | Vasco de Gama       | Cesión            |                    |
| Fagiani    | Defensa        | Valencia            | Final de cesión   |                    |
| Toni Muñoz | Defensa        |                     | Retiro del fútbol |                    |
| López      | Defensa        |                     | Retiro del fútbol |                    |
| Kiko       | Centrocampista | Extremadura         | Final de contrato |                    |
| Carcedo    | Centrocampista | Niza                | Final de cesión   |                    |
| Njeguš     | Defensa        | Sevilla             | Cesión            |                    |
| Llorens    | Defensa        | Alavés              | Cesión            |                    |
| Munteanu   | Centrocampista | RCD Español         | Cesión            |                    |
| Zahínos    | Centrocampista | Jaén                | Cesión            |                    |
| Paunović   | Centrocampista | Mallorca            | Cesión            |                    |
| Lardín     | Delantero      | Xerez               | Cesión            |                    |
| Cubillo    | Centrocampista | Xerez               | Cesión            |                    |
| Hernández  | Defensa        | Rayo Vallecano      | Cesión            |                    |
| Hugo Leal  | Centrocampista | Paris Saint-Germain | Traspaso          | 1.600.000.000 ptas |
| Salva      | Delantero      | Valencia            | Traspaso          | 2.000.000.000 ptas |
| Mena       | Centrocampista | Racing de Santander | Traspaso          |                    |
| Rubio      | Portero        | Leganés             | Libre             |                    |
| Mena       | Defensa        | Valladolid          | Cesión            |                    |
| Lawal      | Centrocampista | Córdoba             | Cesión            |                    |
| Wicky      | Defensa        | Hamburgo            | Cesión            |                    |

De esta forma, la plantilla del Atlético de Madrid para la temporada 2001/2002 quedó conformada por: Germán "Mono" Burgos, Armando, García Calvo, Hibić, Carreras, Aguilera, Movilla, Colsa, Stanković, Fernando Torres, Diego Alonso, Dani, Roberto, Otero, Correa, Santi, Nagore, Luque, Antonio López, Toni Jiménez, Jesús, Sergio, Del Pino, Amaya, Ortiz, Juan Gómez y Juan Carlos.
Luis Aragonés utilizó un 4-4-2 y apostó por un once tipo a lo largo de la temporada, compuesto por: Mono Burgos en la portería, Armando en el lateral derecho, García Calvo e Hibic como centrales, Carreras de lateral zurdo, Aguilera ocupando la banda derecha, Stankovic la izquierda, Nagore y Movilla como mediocentros, y Fernando Torres con Diego Alonso en punta. Dani se convirtió en el jugador número 12 y apareció en numerosos partidos como sustituto de Stankovic y en otros puestos, dada su polivalencia. Correa fue el principal recambio para la delantera, y actuó de titular en varios encuentros. En la portería, Toni y Sergio permanecieron como sustitutos del "Mono" cuando se lesionaba o tenía que ir con la selección argentina. Como suplentes de los defensas quedaron Otero (lateral derecho), Santi (central) y Antonio López (lateral izquierdo), mientras que Amaya, Ortiz y Juan Gómez apenas jugaron. Como recambios en el mediocampo figuraban Colsa, que empezó la temporada como titular pero su puesto fue arrebatado por Nagore, Roberto, que en ocasiones jugó como segundo delantero, Luque y Jesús. El punta Juan Carlos no llegó a debutar debido a una lesión, y el joven punta del filial, Del Pino, debutó a final de temporada.

### Pretemporada
El 21 de julio de 2001, el Atlético de Madrid realizó el primer entrenamiento en el Estadio Vicente Calderón. Luis Aragonés se ausentó de la sesión debido a que se encontraba recuperándose de una reciente operación de peritonitis. Su ayudante, Marina, y el preparador físico, Paredes, dirigieron el entrenamiento. Luis se incorporó paulatinamente al trabajo del equipo a medida que se restablecía de su dolencia.
Del 22 de julio al 5 de agosto, la plantilla se concentró en el Club Náutico Náyade en Los Ángeles de San Rafael. El 28 de julio, el Atlético de Madrid disputó su primer partido de pretemporada. Los rojiblancos se impusieron por 2-0 al Ávila en el Estadio Adolfo Suárez. El primer gol lo marcó Correa en el minuto 10, de tiro cruzado. El segundo, en el 53, fue un tiro lejano de Colsa que desvió un defensa a portería.
El 4 de agosto, el Atlético batió por 3-1 al Alcalá de Henares en el Municipal El Val, en el que fue el segundo partido de su pretemporada, con goles de García Calvo, Colsa y Diego Alonso. Algunos miembros del "Frente Atlético" exhibieron estas pancartas: "Forza Futre, Kiko muérete", "A muerte con el equipo y con Luis, fuera Gil". Además, protagonizaron incidentes al desalojarles del estadio. El presidente, Jesús Gil, apareció muy enfadado en los medios criticando duramente los acontecimientos.
El 8 de agosto, el conjunto colchonero disputó su tercer partido de pretemporada, y venció por 1-0 al CD Leganés en el Estadio de Butarque. El gol de penalti de Fernando Torres en el minuto 89 dio el XXII Trofeo Villa de Leganés al Atlético.
Tres días después, en el cuarto partido veraniego, la escuadra madrileña ganó por 1-0 al Salamanca en el Estadio Helmántico en el Trofeo Ciudad de Salamanca merced al tanto de Diego Alonso, en el minuto 32, de cabeza a centro de Fernando Torres. El Frente Atlético volvió a provocar incidentes ya que se enfrentó a varios seguidores locales durante el encuentro.
El 15 de agosto, el Atlético empató a uno contra el Rayo Vallecano en el Estadio Teresa Rivero-Vallecas, en lo que fue el quinto partido amistoso. El primer gol fue un golazo de Arteaga en el minuto 47 desde casi el centro del campo, con un derechazo aprovechando un error de Toni Jiménez. En el minuto 85, Fernando Torres transformó un penalti de manera magistral, devolviendo el empate al marcador.
Cuatro días más tarde se celebró el sexto partido amistoso de pretemporada, la formación de Luis Aragonés goleó por 4-1 al Badajoz en el Estadio Nuevo Vivero en el Trofeo Ciudad de Badajoz. En el minuto 4, Torres controlaba en carrera un balón con el pie izquierdo y se lo dejaba a tiro para engatillarlo con la derecha y marcar el primer gol. En el 8, una falta lanzada por Txutxi superó al Mono Burgos y puso el empate en el marcador. En el minuto 50, Stankovic volvió a adelantar al Atlético al rematar con la derecha un envío desde el lateral. En el 82 Roberto marcó un gol de magnífica ejecución, y en el 85 Correa cerró la goleada.
El Atlético de Madrid cerró su pretemporada con cinco triunfos y un empate, si bien había escogido rivales de escasa entidad.

### Copa del Rey
Aquella temporada, la actuación en Copa del Rey fue estrepitosamente mala. El equipo había alcanzado dos finales y una semifinal en las tres ediciones anteriores, sin embargo en esta temporada cayó en treintaidosavos de final, la primera ronda, frente al Rayo Vallecano.
La eliminatoria se disputó a partido único el 10 de octubre de 2001 en el Vicente Calderón, con victoria del Rayo Vallecano por 1-3. El primer gol lo marcó en el minuto 12 Fernando Torres, de penalti, cometido por Cota sobre Aguilera. En el minuto 24, García Calvo cometía penalti sobre Bolo y era expulsado, dejando al Atlético con un jugador menos. La pena máxima se encargó de transformarla Pablo Sanz. A partir de ahí, la hecatombre. El Atlético se mostró terrible en todas sus líneas y dio al Rayo un baño de autoestima que le sirvió para marcar dos goles más. El primero de ellos lo marcó Bolo en el minuto 34, de cabeza, a pase de Cembranos. El segundo, en el 65, de nuevo Bolo, dentro del área, tras un dejada de Luis.
| 10 de octubre de 2001 | Atlético de Madrid  | 1:3 (1:2) | Rayo Vallecano                       | Estadio Vicente Calderón, Madrid |  |
|                       | Fernando Torres 12' |           | Pablo Sanz 24' · Bolo 34' · Bolo 65' |                                  |  |

### Campeonato Nacional de Liga
Aquel año, el claro favorito de la Segunda División fue el Atlético de Madrid. Con los ascensos de Tenerife, Sevilla y Betis la temporada anterior, la categoría había bajado mucho su nivel. Luis Aragonés apostaba por defender esa posición de favorito desde el principio de la temporada.
En la primera jornada se venció por 2-0 al Real Jaén en el estadio Vicente Calderón. El primer gol lo marcó Fernando Torres en el minuto 68, aprovechó en el segundo palo un fallo de Curro Montoya y la empalmó con la derecha a la escuadra. En el 85, Stankovic puso un magnífico centro desde la izquierda que remató Dani en el segundo palo, consiguiendo el segundo gol atlético. Con esta victoria, el Atlético comenzaba la temporada como segundo empatado a puntos con el líder, el Albacete, que había vencido por 3-0 al Levante.
En la segunda jornada, superó por 3-0 al Éibar en el estadio de Ipurúa. En el minuto 34, Stankovic realizó un centro-chut, el guardameta Almunia despejó como pudo, la pelota rebotó en el palo y Diego Alonso aprovechó para marcar el primer gol. En el minuto 42, de nuevo Diego Alonso aprovechó un fallo garrafal de Almunia en su salida, y de cabeza, marcó el 0-2. En el 46, un saque de banda cercano al área contraria acabó en los pies de Stankovic que, a la media vuelta, disparó raso y pegado al palo para marcar el definitivo 0-3. Aquella nueva victoria situaba al Atlético líder, empatado a puntos con el Burgos y el Xerez. La prensa se deshacía en alabanzas con el equipo, y tras ese partido, Fernando Torres se marchó con la selección sub-17 a jugar el Mundial de Trinidad y Tobago.
En la tercera jornada, el Atlético empató a uno contra el Racing de Ferrol en casa. En el minuto 41, Ismael recogió el balón rebotado del larguero y marcó el gol de los gallegos. En el 80, Diego Alonso remató de cabeza un centro apurado de Roberto para restablecer el empate. Este empate lo descendió al segundo puesto con siete puntos, a dos del líder, el Xerez, y a uno del tercero y cuarto, Real Jaén y Burgos.
Volvió a la senda del triunfo al derrotar al CD Leganés en Butarque por 0-3 en la cuarta jornada de liga. El primer gol lo marcó Correa en el minuto 24, empujando un balón que se le escapó de las manos al portero. En el minuto 29, una rápida combinación de todo el equipo propició un contragolpe en el que Correa, solo, centró raso para que Diego Alonso rematase en boca de gol. El tercero fue un golazo de falta directa por toda la escuadra de Correa, en el minuto 46. Esta victoria volvía a situarlos líderes con diez puntos, a solo uno de Xerez y Burgos, segundo y tercer clasificado.
En la quinta jornada venció al Levante en el Calderón por 2-1. En el minuto 8, Correa cabeceaba un saque de esquina con mucha rosca de Stankovic y marcó el primer gol de los rojiblancos. El Levante empató en el 40, cuando Josemi cazó un rechace y disparó a bocajarro. En el 46, de nuevo en un córner botado por Stankovic, Correa prolongó de cabeza en el primer palo y García Calvo apareció en el segundo para hacer el gol, en una jugada ensayada. El equipo era entonces líder con trece puntos, a uno de Xerez y Burgos.
Vino entonces una mala racha de dos empates, primero el Salamanca a domicilio en la sexta jornada, con el que empató a cero. Fue un partido de mucho centrocampismo y pocas ocasiones, en el que el Atlético se cargó de tarjetas y tuvo que realizar un juego algo más duro para contrarrestar la superioridad numérica del Salamanca en el centro del campo. El empate lo dejó en segunda posición con catorce puntos, a uno del líder, el burgos, y empatado a puntos con el tercero, el Real Oviedo.
El segundo empate fue a uno contra el Recreativo en casa en la séptima jornada de liga. En el minuto 16, Raúl Molina, sin dejar caer el balón, batió a Burgos de preciosa vaselina. En el 67, Diego Alonso picó el balón de cabeza tras un centro de Correa desde la izquierda. Este resultado lo mantenía segundo a un punto del Burgos, todavía líder, y empatado con el Oviedo, tercero.
La primera derrota, por 2-1, vino frente al Sporting de Gijón en El Molinón en la octava jornada. En el minuto 16, Aguilera llegó hasta el área pequeña, donde puso un pase atrás a Correa que fusiló en boca de gol, marcando el gol de los atléticos. Los dos goles del Sporting llegaron de penalti, el primero en el minuto 46 obra de Lozano, y el segundo en el 89 por Lediakhov. Como anécdota, aquel fue el primer día que el Atlético vistió la equipación amarilla, a pesar de que Luis Aragonés detestaba aquel color. Con esta derrota, el Atlético descendió hasta la tercera posición, empatado a quince puntos con el cuarto, el Xerez. En la segunda plaza se encontraba el Burgos, empatado a dieciséis puntos con el líder, el Real Oviedo.
Después vino la eliminación copera a manos del Rayo Vallecano, pero aun así en el seno del Club se mantuvo la calma. En la novena jornada, el equipo de Luis venció por 1-0 al Badajoz en el Calderón. El gol se lo marcó Cidoncha en propia puerta en el minuto 54, cuando un balón mal rematado por Diego Alonso se estrelló en su cuerpo y se metió en la portería. Esta victoria ponía al Atlético de nuevo líder, empatado a dieciocho puntos con el Xerez, y a un punto de Oviedo y Ferrol, tercero y cuarto respectivamente.
En la décima jornada derrotó al Numancia por 1-2. El primer gol llegó en el minuto 30 tras una jugada de estrategia: en un córner botado por Stankovic, Torres prolongó desde el primer palo y Diego Alonso entró con todo para rematar de cabeza. En el minuto 81, Aguilera culminaba un contragolpe batiendo al meta con la derecha y daba el gol de la tranquilidad a los rojiblancos, hoy de amarillo. El tanto del Numancia, obra de Armada en el minuto 89 tras un fallo garrafal de Burgos, quedó en mera anécdota. Esta victoria los mantenía líderes una jornada más con veintiún puntos, a uno del Real Oviedo y tres del Xerez.
En la undécima jornada, derrotó al Albacete por 3-2 en el Calderón. En el minuto 8, un fuerte disparo de Aguilera desde fuera del área supuso el primer gol de los rojiblancos. Toril empató en el 38 de falta directa, y de nuevo se adelantó el Atlético en el minuto 65 por medio de una volea de Dani. Correa marcó el que parecía ser el gol de la tranquilidad en el minuto 84 tras una gran combinación de todo el equipo, pero en el 89, Basti se aprovechó de un barullo en el área para recortar distancias y añadir algo de sufrimiento por parte del público atlético durante los últimos minutos de partido. Estos tres puntos los mantenían a la cabeza de la clasificación con veinticuatro puntos, a tres del Xerez, segundo clasificado, y a cuatro del Oviedo, tercero.
Durante la duodécima jornada venció al Córdoba por 0-2. El primer gol lo marcó Aguilera en el minuto 5 tras un fantástico control orientado. En el 56, Diego Alonso culminó una contra con un excelente gol que daba la victoria definitiva a los rojiblancos. Con una nueva victoria se manteían líderes con 27 puntos, a cinco del Xerez, segundo clasificado, y siete del Real Oviedo, tercero.
En la décimotercera jornada, el Atlético derrotó al Elche por 4-0. En el minuto 22, un error del portero hizo que el balón cayese a los pies de Torres, con la meta vacía, y el joven canterano solo tuvo que empujarla para marcar el primer gol. En el minuto 45, Movilla fue emparedado entre dos jugadores del Elche dentro del área. El penalti se encargó de transformarlo Diego Alonso. En el minuto 64, Dani remató una asistencia de Luque tras una gran jugada personal del sevillano por la izquierda. Y en el minuto 89, Correa culminaba un contragolpe marcando el cuarto gol del equipo. Esta victoria ponía al Atlético con treinta puntos, aún líder a cinco puntos del Xerez, y aumentaba su ventaja con el tercero, el Recreativo de Huelva, a ocho puntos.
Con esta buena racha, los colchoneros consiguieron sumar más puntos a estas alturas de la temporada que en toda la primera vuelta de la temporada anterior.
En la jornada decimocuarta se cayó ante el Murcia en la Nueva Condomina por 3-1. En el minuto 20, Loreto fusiló por la escuadra un buen servicio de Aguilar. En el minuto 29, Nagore cabeceó en el primer palo un saque de córner para devolver las tablas al marcador. En el 36, Carrero remató limpiamente de cabeza un centro bombeado desde la izquierda, marcando el segundo gol del Murcia. Y el tercero, en el minuto 89, fue de Toni en propia puerta, que metió de un palmetazo un disparo de Godino desde el centro del campo que se iba fuera. Esta derrota lo mantenía líder con 30 puntos, pero a solo dos del Xerez y a siete del tercer clasificado, el Burgos. El Oviedo, cuarto, se encontraba a ocho puntos de distancia.
En la decimoquinta jornada se venció al Xerez por 0-1 en El Palmar. El único gol lo marcó Aguilera en el minuto 17, remachando el despeje de Luis tras una falta botada por Correa. Con esta victoria sumaban 33 puntos y mantenían el liderato, aumentando la distancia con el Xerez a 5 puntos. El Oviedo, que seguía a ocho, se había aupado a la tercera posición, y el cuarto era el Racing de Ferrol, a nueve puntos de distancia.
La decimosexta jornada se jugó en el Calderón frente al Polideportivo Ejido, al que venció por 1-0. El gol lo marcó Correa en el minuto 15, rematando en el segundo palo un bonito contraataque de Luque. Con estos tres puntos ya eran 36 los que sumaba el Atlético, aún a cinco puntos del segundo clasificado, el Xerez, y a diez de la tercera plaza, que había pasado a ocuparla el Burgos. El Recreativo, cuarto clasificado, también se encontraba a diez puntos.
En la decimoséptima jornada venció al Gimnàstic de Tarragona por 1-2 en el Nou Estadi. El primer gol lo marcó Diego Alonso en el minuto 59, de cabeza. En el 76, Torres cabeceaba en el primer palo un saque de falta para marcar el segundo. Y, por último, en el minuto 81, Félix Prieto marcó gracias al error en la salida de Burgos. Una nueva victoria que mantenía al Atlético líder con 39 puntos, a cinco del Xerez, once del Oviedo y doce del Racing.
La decimoctava jornada fue el partido contra el Real Oviedo en el Vicente Calderón, que finalizó con empate a cero. Ambos equipos, muy bien posicionados tácticamente y con perfectos movimientos defensivos, formaron sendas barreras y carecieron de imaginación para penetrar la contraria. El punto conseguido los mantenía líderes con 40 puntos, a 5 del Xerez, que había empatado con el Salamanca, once del Oviedo, tercero, y doce del Racing, cuarto.
En la décimo novena jornada se perdió contra el Extremadura en el estadio Francisco de la Hera por 2-0. En el minuto 45, un centro bombeado de Cortés rebotó en la rodilla de Santi y se metió en propia puerta, suponiendo el primer gol local. El segundo lo marcó Moreno en el minuto 63. Con esta derrota, a pesar de continuar líder, la distancia con el Xerez se recortó a dos puntos, y con el tercero y el cuarto, Racing y Recreativo respectivamente, a nueve.
La vigésima jornada una victoria contra el Racing de Santander por 2-0 en el Calderón. En el minuto 63, Torres, tras una serie de rebotes en el área pequeña, consiguió empujarla para marcar el primero. En el 89, Luque, tras una sesancional jugada individual sorteando a varios rivales, lanzó un disparo bombeado desde la frontal que se coló por la escuadra. El Atlético finalizó el mes de diciembre con 43 puntos, a 4 del Xerez, y 11 del Burgos y el Recreativo.
Después de este partido, el Club dio vacaciones de Navidad a sus jugadores.
Antes de regresar al campeonato liguero, el Atlético de Madrid disputó un trofeo amistoso, el Trofeo Madrid 2012, creado por el Ayuntamiento de Madrid para promover los Juegos Olímpicos de 2012. El 2 de enero de 2002, el Real Madrid se impuso al Atlético de Madrid por 3-2 en la primera edición del torneo.
Volviendo a la competición, el Atlético cerró la primera vuelta el 6 de enero, en la vigésimoprimera jornada, goleando por 4-0 al Burgos en El Plantío. En el minuto 39, José Mari fue expulsado por agresión a Nagore. En el saque de esa falta, ejecutado por Luque, el balón pegó en la barrera y se desvió hacia la cabeza de Carreras, que marcó el primer gol atlético. En el 47, Hibic remató en la frontal del área pequeña un centro raso desde la derecha, marcando el 0-2. El tercero llegó en el minuto 78, obra de Dani, que se revolvió entre dos contrarios y se sacó un increíble disparó ajustado a la cepa del palo. El cuarto y último, también obra de Dani, lo marcó en el minuto 82, rematando de volea un gran centro de Stankovic al primer palo. Terminó así la primera mitad de la Liga como líder con 46 puntos seguido por el Xerez, con 39, el Racing, con 34, y el Albacete, Oviedo y Recreativo con 33.
En la vigesimosegunda jornada, primera de la segunda vuelta, se perdió contra el Real Jaén en La Victoria por 1-0. En el minuto 12, un gol fantasma de Sierra que Hibic sacó sobre la línea terminó subiendo al marcador, suponiendo la victoria local ante la suficiencia y la pasividad de los rojiblancos. Esta derrota reducía la distancia con el Xerez a 4 puntos, 9 con el Racing y 10 con el Recreativo.
En la vigesimotercera jornada se retornó a la senda de la victoria venciendo por 1-0 al Éibar en el Calderón. En único gol lo marcó Diego Alonso en el minuto 51, transformando un penalti cometido sobre Fernando Torres. Eran ya 49 puntos los que sumaba, a 7 del Xerez, 11 del Racing y 12 del Recreativo.
En la vigesimocuarta jornada empató a uno contra el Racing de Ferrol en A Malata. El gol del Atlético lo marcó Diego Alonso en el minuto 20, transformando un penalti cometido sobre Torres. En el minuto 44, Ismael marcó el gol local, también de penalti. Este punto aumentó su ventaja con el Xerez a 8, pero disminuyó distancias con Recreativo y Racing a 10 y 11.
La vigesimoquinta jornada supuso la primera derrota en el Calderón, frente al CD Leganés, por 0-2. Los goles fueron de Óscar en el minuto 62 y Villa en el 74, ambos debidos a errores de Burgos, que acabó pitado por la afición. Esta derrota supuso que el Xerez se acercase a 5 puntos, el Recreativo a 9, y el Racing siguiese a 11.
La vigesimosexta jornada enfrentó al Atlético y al Levante en el estadio Ciutat de Valencia, con victoria rojiblanca por 2-4. En el minuto 31, García Calvo cometió penalti sobre Ettien, que transformó Lima adelantando a los locales. En el 41, un pase raso de Nagore con toda la ventaja para los centrales, se lo llevó Torres por velocidad y, con un toque sutil, lo mandó al segundo palo, devolviendo las tablas al marcador. En el 61, un remate acrobático de Correa unido a una cantada de Jon Ander adelantó al Atlético, sin embargo, en el 63 el Levante volvió a empatar por medio de Kaiku. En el 87, una sensacional chilena de García Calvo en el centro del campo dejó a Diego Alonso en mano a mano con el portero. Le acompañaba Aguilera, pero prefirió definir y así marcar el 2-3. En el 89, tras una tosca jugada de combinación en el centro del campo, Torres se inventó una sensacional vaselina desde la frontal que supuso el definitivo 2-4. Con esta victoria, el Atlético sumaba ya 53 puntos, se ponía a 7 del Xerez, mantenía al Recreativo a 9, y alejaba al Racing a 13 puntos.
En la vigésimoséptima jornada, el Salamanca visitó el Calderón y perdió por 2-1. Tras la expulsión de Tom en el minuto 29 y el penalti fallado por Torres, el Atlético jugó cómodo y tranquilo, y el primer gol acabó cayendo, inevitablemente, en el minuto 39. Un gran pase entre líneas de Fernando Torres dejó a Nagore solo frente al portero con muchos metros para pensar. El mediocentro la picó lo justo para que entrase suavecita en el segundo palo. Sin embargo, en el minuto 60, Makukula aprovechaba un mal despeje de Antonio López para marcar el gol del empate y al Atlético, contra todo lo previsto, le tocó sufrir. Se vino arriba con todo, asediando una y otra vez la portería del Salamanca sin encontrar el gol y, cuando todo parecía perdido, en el minuto 89, una gran volea de Aguilera desde la frontal dio la merecida victoria al equipo rojiblanco. Con 56 puntos, el Atlético continuaba líder y mantenía la distancia de 7 puntos con el segundo clasificado, el Xerez, se ponía a 12 del tercero, el Recreativo, y seguía a 13 del cuarto, el Racing.
El 16 de febrero, en la vigésimoctava jornada, el Atlético sumó una victoria más, por 1-3 contra el Recreativo en el estadio Nuevo Colombino. En el minuto 15, Hibic cazó el despeje de la defensa onubense tras un saque de córner y, de cabeza, marcó el primer tanto. En el 25, Movilla ganó la espalda a la defensa y, en un mano a mano con Luque con todo el tiempo del mundo, amagó para engañar al portero y clavó el segundo en las redes. En el minuto 50, Antoñito recortó distancias para el Recre. Y, finalmente, en el 89, Diego Alonso se escapó por la banda derecha, dejó atrás a un defensa con el cuerpo y, muy escorado, se sacó un derechazo que se metió por la escuadra. Con esta victoria, el Atlético se asentaba aún más en el liderato, aumentando a 10 puntos la distancia con el Xerez, y a 15 con el tercero, cuarto y quinto; Racing, Oviedo y Recreativo respectivamente.
Por otra parte, el 10 de febrero el diario Marca desveló que el centrocampista Effenberg estaba en Madrid para negociar su fichaje por el Atlético. El futbolista del Bayern de Múnich pasó el día en la finca de Valdeolivas con Miguel Ángel Gil Marín, hecho que contrarió a Futre, que había descartado su fichaje hace meses. El Club salió a desmentir el rumor de su fichaje, reconociendo que el jugador había estado en Madrid, pero declarando que los motivos no eran deportivos. El incidente dejó entrever la inestabilidad de la situación de Futre dentro del Club.
De vuelta al plano deportivo, el 24 de febrero el Atlético cayó por 0-1 frente al Sporting de Gijón en el Vicente Calderón en la vigésimonovena jornada. El único gol lo marcó Pirri en el minuto 86, rompiendo un encuentro que se había vuelto loco y en el que ambos equipos acosaban la portería contraria sin orden ni control. Esta derrota volvía a acercar al Xerez a 7 puntos de distancia, y dejaba a Oviedo y Recreativo, tercero y cuarto respectivamente, a 14 puntos.
En la trigésima jornada, superó al Badajoz en el Nuevo Vivero por 0-1. El único gol lo hizo Santi en el minuto 17. Dani sacó un córner, toda la defensa del Badajoz se fue al primer palo, y Santi, de cabeza desde el punto de penalti, marcó. Tanto la prensa como el propio Luis Aragonés empezaron a dar el ascenso por seguro, ya que sacaba 15 puntos de distancia al cuarto clasificado a falta de doce jornadas.
Tras estas declaraciones del técnico madrileño, los rojiblancos tuvieron la peor racha de la temporada, que empezó con un empate a dos ante el Numancia en la trigésimoprimera jornada. El primer gol llegó en el minuto 15, cuando Dani abrió hacia la derecha, por donde entraba Aguilera, que lanzó un disparo que se coló por alto. En el 47, durante un saque de falta, Dani centró de rosca desde la derecha y Nagore cabeceó marcando el segundo gol de la noche. El partido parecía sentenciado y el Atlético bajó los brazos, lo que resultó un tremendo error. En el minuto 71, en un balón sobre Parri, García Calvo no llegó al corte y el disparo de aquel dio en el poste y superó a Burgos. Y finalmente, cuando parecía que ya no quedaba tiempo, Octavio metió un balón al área, Marini se revolvió y marcó. Este empate dejaba al Xerez a 7 puntos de distancia, al Racing a 13 y al Recreativo a 14.
En la trigésimosegunda jornada se perdió por 2-1 ante el Albacete en el estadio Carlos Belmonte, continuando la mala dinámica del equipo. En el minuto 39 se adelantaron los locales: José sacó un córner desde la derecha, Duré peinó hacia atrás y Juanlu barrió el balón para hacer el 1-0. En el 44 llegó el gol de Basti, desde el centro del área, a pase de Perera. Y en el minuto 45, Aguilera, de tiro raso desde el borde del área, tras una dejada de García Calvo, avivó la esperanza atlética. Pero el equipo no daba para más, y con aquel resultado finalizó el encuentro. A pesar de la derrota, el Xerez también perdió su encuentro ante el Elche, por lo que se mantenía a 7 puntos de distancia. El Racing, sin embargo, se acercaba hasta los 10, y el Recreativo hasta los 11.
La trigesimotercera jornada fue un nuevo empate, esta vez a cero contra el Córdoba en el Vicente Calderón. El equipo acusó varias ausencias importantes, como Movilla, Dani o Torres, pero sobre todo su alarmante mediocridad, desidia y falta absoluta de fútbol. La victoria del Xerez le sirvió para acortar distancias y ponerse a 5 puntos, el Recreativo se aupó a la tercera posición con una distancia de 9 puntos, y el Racing quedó cuarto, alejándose hasta los 11.
Después, la mala racha continuó en la trigésimocuarta jornada con otra derrota contra el Elche por el sonrojante resultado de 5-1. En el minuto 20, Serrano batió a Burgos con una parábola a pase de Ivars. En el 27, Rondo sacó una falta, el balón rebotó en Ivars, Burgos no lo atrapó y Nino marcó en la línea de meta. En el minuto 67, un centro de Serrano desde la izquierda fue rematado por Nino sin oposición. En el 75 llegó un pase de Moha a Ivars, que acertó a marcar el 4-0 de fuerte disparó. En el 82, Dani, desde fuera del área, recortó inútilmente distancias marcando el único gol rojiblanco. Y en el 89, Israel, a pase de Ivars, marcó el definitivo 5-1. Entremedias, las expulsiones de Correa y García Calvo, y el penalti fallado por Diego Alonso, aumentaron aún más la frustración e impotencia del equipo rojiblanco. Era la primera vez que el equipo pasaba cuatro jornadas sin conocer la victoria. La prensa empezó a hablar de crisis, sin embargo, la ventaja acumulada los mantenía líderes a cuatro puntos del segundo, el Xerez. El presidente apareció en los medios criticando duramente al equipo.
El 5 de abril, el Tribunal Supremo confirmó la condena a 28 años de inhabilitación y seis meses de arresto mayor al alcalde de Marbella y presidente del Atlético de Madrid, Jesús Gil y Gil, por los delitos de prevaricación y tráfico de influencia en el "caso de las camisetas" lo que supondría la pérdida de su cargo público.
En la trigésimoquinta jornada, en Atlético venció por 4-2 al Murcia en el Vicente Calderón. En el minuto 31, Diego Alonso, de penalti, hizo el 1-0. En el minuto 43, un fuerte disparo de Dani desde la frontal rebotó en Diego Alonso y entró en la portería. Dos minutos después, Cuadrado redujo distancias de penalti. Y en el 59, Aguilera volvió a recuperarlas marcando un gol de tremenda definición en el mano a mano, tras una pared con Dani. En el 88, tras una magistral asistencia de Dani, Diego Alonso se quedó solo frente al portero y, tras fallar en el primer disparo, cazó el rechace y metió el segundo. Por último, en el 94, Loreto marcó el definitivo 4-2. Esta victoria, unida al empate del Xerez, los alejaba ahora a seis puntos. El Racing, de nuevo tercero, se encontraba a diez, y el Recreativo, tras su empate, a once.
De nuevo todo parecía volver a la normalidad en el equipo rojiblanco. El propio Jesús Gil bajó al vestuario a felicitar a los jugadores, ya que las declaraciones tras los anteriores resultados no habían sentado muy bien en el equipo.
El 9 de abril, la Audiencia Nacional acordó mantener la intervención judicial del Atlético de Madrid al menos hasta que terminase el juicio a su presidente, Jesús Gil, al director general, Miguel Ángel Gil Marín y al vicepresidente, Enrique Cerezo, por el "Caso Atlético" que comenzaría el próximo 25 de abril. Además, tres días después, el juez de la Audiencia Nacional, Juan del Olmo, ordenó el embargo de las acciones del Atlético de Madrid a nombre del presidente, Jesús Gil, de sus bienes y el bloqueo de los saldos de diversas cuentas bancarias por el "Caso Atlético". Gil se quejó ante los medios de una supuesta persecución hacia su persona, pero la plantilla no se vio afectada por estas interferencias judiciales y siguió entrenando con normalidad.
En la trigesimosexta jornada, se empató a cero contra el Xerez en el Vicente Calderón, manteniendo la ventaja que se tenía sobre el mismo de seis puntos.
Otra vez, el club se vio inmerso en la maraña judicial. El 16 de abril de 2002, el juez de la Audiencia Nacional, Juan del Olmo, decretó la prisión incondicional e incomunicada para Jesús Gil y Gil por los delitos de malversación de caudales públicos y falsedad documental en relación con el denominado "Caso saqueo" en el que se le acusaba de apropiarse de 26.7 millones de euros de las arcas municipales de Marbella valiéndose de cuatro sociedades públicas falsas a través de las cuales se hacían facturas por servicios inexistentes. Gil entró en la penitenciaría de Alcalá Meco (Madrid) donde permanecería en prisión incomunicada durante 72 horas. Gil pasó la primera noche en la enfermería de la cárcel dada su precaria salud. Todos los estamentos del club mostraron su apoyo al presidente. Miguel Ángel Gil Marín junto a Paulo Futre se reunió con los jugadores y técnicos de la primera y segunda plantilla antes del entrenamiento para transmitir un mensaje de tranquilidad. El 19 de abril, el juez Del Olmo acordó mantener la prisión incondicional para Jesús Gil hasta el día 22, pero sin incomunicación. Horas después, el presidente colchonero habló por teléfono con Luis Aragonés para darle ánimos a la plantilla y manifestarle que se encontraba en buen estado.
El 20 de abril, en la trigésimoséptima jornada, el Atlético venció por 2-1 al Polideportivo Ejido en el Estadio de Santo Domingo. En el minuto 20, Diego Alonso pugnó con Urbano, cayó y el árbitro decretó penalti, que transformó el propio Diego Alonso. En el 82, Patri sacó una falta desde el lateral y Bordi, libre de marcaje, cabeceó. Y, por último, en el 85, llegó un centro de Jesús desde la derecha que Correa cabeceó picado para conseguir la victoria. Esta victoria los dejaba a 8 del segundo (Racing), 9 del tercero (Xerez) y 11 del cuarto (Recreativo) con solo 15 puntos por jugar. Jesús Gil presenció el partido en la sala de televisión de la cárcel junto a cuarenta presos. El Atlético ya podría ascender en la siguiente fecha del campeonato. Además, la plantilla dedicó el triunfo y el inminente retorno a Primera a su presidente.
El lunes 22 de abril de 2002 arrancó la semana del ascenso. Si el Atlético de Madrid vencía al Gimnástic de Tarragona (colista de Segunda) en el Vicente Calderón, los rojiblancos volverían a la máxima categoría del fútbol a falta de todavía cuatro jornadas. Además, ese mismo día, el juez Del Olmo decretó la libertad de Jesús Gil bajo una fianza de 700.000 euros. Al día siguiente, el presidente anunció que dimitía de forma inmediata como alcalde de Marbella.
El 25 de abril se inició el juicio del "Caso Atlético" en la Audiencia Nacional; el fiscal anticorrupción, Carlos Castresana pedía 17 años y 6 meses de prisión para Jesús Gil, 10 años y 6 meses para Miguel Ángel Gil Marín y 6 años para Enrique Cerezo por los supuestos delitos de apropiación indebida, falsedad contable y otorgamiento de contratos simulados, además de que las acciones de Gil en el Atlético fuesen vendidas en subasta pública.
Mientras tanto la plantilla preparó el choque frente al Tarragona. El club vendió todas las entradas incluso antes de sacarlas a la venta por los compromisos con las peñas. Así, el 27 de abril, en la trigésimoctava jornada, el Vicente Calderón registró un lleno a rebosar. Sin embargo, el partido se saldó con un decepcionante empate a 3. En el minuto 10, Albert Tomás, de cabeza, adelantó al conjunto visitante. Sin embargo, solo siete minutos después, Diego Alonso empujó a la red un remate pifiado de Fernando Torres. En el 70, de nuevo Diego Alonso, ganó el salto a Javi Ruiz y, cuando caía el balón, fusiló a placer. En el minuto 74, un balón frontal del Nástic, ante la pasividad de la defensa, fue aprovechado por Cuéllar. En el 81, Correa, de fuerte zurdazo por la escuadra, volvió a poner al Atlético por delante. Y cuando ya se acariciaba el ascenso, en el minuto 90, Cuéllar, de falta directa, volvió a aguar la fiesta rojiblanca.
Hubo que esperar al día siguiente para conocer el resultado del resto de partidos. El Recreativo perdió 1-2 frente al Leganés en el Nuevo Colombino, y el Oviedo empató a 1 frente al Murcia en la Condomina, de manera que el Atlético era matemáticamente de Primera División. Unos 10 000 seguidores colchoneros abarrotaron la Fuente de Neptuno si bien no pudieron acceder a ella ni el club preparó una visita de la plantilla como en anteriores ocasiones; solamente se acercaron algunos jugadores como Diego Alonso, García Calvo, “Mono” Burgos, Movilla, Dani y Fernando Torres, pero la policía les impidió subir a la estatua del dios Neptuno. La entidad festejó el ascenso con una cena oficial en el Asador Frontón unos días más tarde.
El 5 de mayo, en la trigésimonovena jornada el Atlético venció por 3-2 al Oviedo en el Nuevo Tartiere. En el minuto 7, Correa cabeceó en el segundo palo un saque de falta, marcando el primer gol atlético. En el 27 empató Tomic para los locales. El partido parecía que iba a finalizar en empate a 1, pero los minutos finales fueron de locura. En el 86, Carreras resolvió un mano a mano metiéndola entre las piernas del portero. En el 89, Correa consiguió entrar con el balón en el área y se sacó un duro disparó que rebotó en un defensa. Cazó su propio rechace, se fue de dos marcadores con un recorte y la metió pegada al palo derecho, aumentando las distancias. Y en el 90, Geni, de penalti, marcó el definitivo 3-2. El Atlético, ya matemáticamente ascendido y peleando por el título de segunda división, se ponía con esta victoria a 8 puntos del segundo clasificado, el Racing.
Seis días más tarde, venció por 3-2 en la cuadragésima jornada al Extremadura en el Vicente Calderón. En el minuto 21, tras una gran combinación en la frontal entre Diego Alonso y Correa, el pichichi uruguayo se quedó solo ante el portero y marcó picándola al segundo palo. 9 minutos después empató Jesús para el Extremadura. Aún en la primera parte, en el minuto 36, Correa volvió a adelantar al Atlético con un gol calcado al del partido anterior: cabeceando una falta desde el segundo palo. Fue Poli, de penalti en el minuto 55, quien volvió a conseguir la igualada. Y por último, en el minuto 69, un contragolpe liderado por el Petete Correa terminó en asistencia a Diego Alonso que, tras un recorte en el área, marcó su gol número 21. Se proclamó así el Atlético campeón de Segunda a falta de dos jornadas.
La cuadragésimoprimera jornada, en la que ya no había nada en juego, perdió el Atlético contra el Racing en Santander, por 1-0, consiguiendo así el equipo cántabro el ascenso a primera división. El único gol lo marcó Mora en el minuto 74.
El equipo rojiblanco cerró la temporada en la cuadragésimosegunda jornada con un empate a un gol frente al Burgos en el Vicente Calderón. En el minuto 18, Diego Alonso marcó el gol 22, que le haría pichichi de la categoría. Merino, en el 41, puso las tablas en el marcador.
El Atlético de Madrid acabó primero con 79 puntos, seguido en plaza de ascenso por el Racing con 71 y el Recreativo de Huelva con 69 puntos, en tanto que se quedaron a las puertas de Primera el Xerez, cuarto, con 66 puntos, el Elche, quinto, con 65 y el Sporting de Gijón, sexto, con 64 puntos. Diego Alonso se adjudicó el Trofeo Pichichi con 22 goles por delante de Makulula (Salamanca) 20 tantos y Villa (Sporting de Gijón) 19 goles.

#### Alineación
| - Mono Burgos - Armando - García Calvo - Hibić - Carreras - Aguilera - Movilla - Nagore - Stanković - Diego Alonso - Fernando Torres - Ent: Luis Aragonés |  | Mono Burgos Armando Hibić García Calvo Carreras Aguilera Stanković Movilla Nagore Diego Alonso Fernando Torres |
| Mono Burgos Armando Hibić García Calvo Carreras Aguilera Stanković Movilla Nagore Diego Alonso Fernando Torres                                            |  | |

#### Clasificación
| Pos | Equipo                  | J  | G  | E  | P  | GF | GC | Pts | DG  |
| --- | ----------------------- | -- | -- | -- | -- | -- | -- | --- | --- |
| 1   | Club Atlético de Madrid | 42 | 23 | 10 | 9  | 68 | 44 | 79  | +24 |
| 2   | Racing de Santander     | 42 | 19 | 14 | 9  | 58 | 37 | 71  | +21 |
| 3   | Recreativo de Huelva    | 42 | 18 | 15 | 9  | 47 | 35 | 69  | +12 |
| 4   | Xerez CD                | 42 | 19 | 9  | 14 | 43 | 42 | 66  | +1  |
| 5   | Elche CF                | 42 | 17 | 14 | 11 | 52 | 39 | 65  | +13 |
| 6   | Sporting de Gijón       | 42 | 17 | 13 | 12 | 57 | 47 | 64  | +10 |
| 7   | Real Oviedo             | 42 | 13 | 19 | 10 | 41 | 40 | 58  | +1  |
| 8   | SD Eibar                | 42 | 14 | 16 | 12 | 41 | 27 | 58  | +14 |
| 9   | Racing de Ferrol        | 42 | 16 | 8  | 18 | 58 | 60 | 56  | -2  |
| 10  | Albacete Balompié       | 42 | 15 | 11 | 16 | 43 | 42 | 56  | +1  |
| 11  | UD Salamanca            | 42 | 13 | 15 | 14 | 52 | 53 | 54  | -1  |
| 12  | CD Badajoz              | 42 | 15 | 8  | 19 | 43 | 52 | 53  | -9  |
| 13  | Córdoba CF              | 42 | 14 | 11 | 17 | 46 | 51 | 53  | -5  |
| 14  | CD Leganés              | 42 | 13 | 14 | 15 | 40 | 46 | 53  | -6  |
| 15  | Real Murcia             | 42 | 12 | 16 | 14 | 37 | 38 | 52  | -1  |
| 16  | Burgos CF               | 42 | 12 | 16 | 14 | 31 | 37 | 52  | -6  |
| 17  | CD Numancia             | 42 | 13 | 12 | 17 | 45 | 53 | 51  | -8  |
| 18  | Polideportivo Ejido     | 42 | 12 | 14 | 16 | 41 | 54 | 50  | -13 |
| 19  | Levante UD              | 42 | 12 | 14 | 16 | 41 | 54 | 50  | -13 |
| 20  | Gimnàstic de Tarragona  | 42 | 12 | 13 | 17 | 45 | 49 | 50  | -4  |
| 21  | CF Extremadura          | 42 | 10 | 13 | 19 | 37 | 50 | 43  | -13 |
| 22  | Real Jaén               | 42 | 11 | 9  | 22 | 30 | 52 | 42  | -22 |

## Temporada 2002/2003: El año del Centenario
En la temporada 2002/2003, el Atlético regresaba por fin a la máxima categoría del fútbol español, con el principal objetivo de consolidarse en Primera, pero sin renunciar a nada en su primera temporada. La permanencia matemática se consiguió varias jornadas antes de la finalización de la Liga, e incluso se estuvo cerca de alcanzar puestos europeos, pero un nefasto final de campaña acabaron con las oportunidades rojiblancas de acabar entre los seis primeros. En Copa del Rey, fue decepcionantemente eliminado por un flojo Recreativo de Huelva en cuartos de final.
Pero más allá de los resultados deportivos, la temporada 2002/2003 se recuerda por las fuertes polémicas y los altercados públicos de Jesús Gil, presidente de la entidad, con Paulo Futre, director deportivo, y Luis Aragonés, entrenador de la primera plantilla. La situación terminó con la dimisión, primero de Futre, y más adelante de Jesús Gil, y por último, con la destitución de Aragonés a final de temporada. Enrique Cerezo asumió la presidencia del club rojiblanco.
Además, en el año 2003 se llevaron a cabo las celebraciones del centenario del Club, con diversos actos a lo largo de todo el año por todo el país, y especialmente en Madrid.

### Altas y bajas
| Altas       |                |                        |          |             |
| Jugador     | Posición       | Procedencia            | Tipo     | Costo       |
| Sergi       | Defensa        | Barcelona              | Libre    |             |
| Luis García | Delantero      | Barcelona              | Cesión   |             |
| Javi Moreno | Delantero      | AC Milan               | Traspaso | 7.200.000 € |
| Contra      | Defensa        | AC Milan               | Traspaso | 8.800.000 € |
| José Mari   | Delantero      | AC Milan               | Cesión   |             |
| Coloccini   | Defensa        | AC Milan               | Cesión   |             |
| Albertini   | Centrocampista | AC Milan               | Cesión   |             |
| Emerson     | Centrocampista | Deportivo de La Coruña | Traspaso | 6.000.000 € |
| Jorge       | Centrocampista | Las Palmas             | Traspaso | 4.600.000 € |
| Esteban     | Portero        | Real Oviedo            | Cesión   |             |
| Juanma      | Portero        | Mérida Promesas        | Traspaso |             |

| Bajas           |                |                        |                 |             |
| Jugador         | Posición       | Destino                | Tipo            | Cobro       |
| Luque           | Centrocampista | Elche                  | Cesión          |             |
| Amaya           | Defensa        | RCD Español            | Cesión          |             |
| Sergio          | Portero        | Elche                  | Cesión          |             |
| Diego Alonso    | Delantero      | Valencia               | Final de cesión |             |
| Cubillo         | Centrocampista | Recreativo de Huelva   | Cesión          |             |
| Toni Jiménez    | Portero        | Elche                  | Libre           |             |
| Jesús           | Centrocampista | Deportivo de la Coruña | Traspaso        |             |
| Pindado         | Portero        | Getafe                 | Cesión          |             |
| Juan Carlos     | Delantero      | Getafe                 | Cesión          |             |
| Juninho         | Centrocampista | Middlesbrough          | Traspaso        | 9.500.000 € |
| Antonio López   | Defensa        | Osasuna                | Traspaso        |             |
| Roberto         | Centrocampista | Salamanca              | Cesión          |             |
| Colsa           | Centrocampista | Valladolid             | Cesión          |             |
| Javier del Pino | Delantero      | Xerez                  | Cesión          |             |

De esta forma, la plantilla atlética quedó conformada por: Burgos, Otero, Sergi, Hibić, Coloccini, Emerson, Albertini, Aguilera, Dani, Fernando Torres, Luis García, José Mari, Stanković, Correa, García Calvo, Javi Moreno, Esteban, Contra, Movilla, Jorge, Santi, Nagore, Carreras, Armando, Juan Gómez y Juanma.

### Pretemporada
La pretemporada comenzó, como siempre, con la concentración en Los Ángeles de San Rafael, desde el 22 de julio hasta el 4 de agosto. El 27 de julio jugó su primer encuentro, empató a cero con la Gimnástica Segoviana en el tradicional partido preparatorio. La Gimnástica se llevó el partido en los penaltis.
En su segundo partido, también perdió 3-0 contra el Porto el 2 de agosto. En el minuto 7, Postiga, de precioso remate, marcó el primer gol de los portugueses. En el 19, Derlei, tras una jugada personal de Postiga, remató de cabeza desde cerca aprovechando el fallo de la defensa. Y, por último, en el minuto 52, Deco, desde lejos, marcó el tercer tanto definitivo.
El día 6 de agosto, en su tercer partido, ganó el Trofeo Villa de Leganés venciendo por 1-0 al Leganés en Butarque. El único gol lo marcó Dani, en el minuto 67, con un fuerte disparó desde fuera del área.
A continuación, el equipo rojiblanco se trasladó a La Coruña para participar en el trofeo Teresa Herrera. El 9 de agosto, en semifinales, perdió 1-0 contra el Cruz Azul de México. En el minuto 4, Sergi cometió un error en una cesión hacia atrás a Burgos. Palencia se anticipó al portero argentino y logró marcar pese al acoso de Coloccini.
Al día siguiente, en el partido por el tercer y cuarto puesto, ganó 2-1 a Nacional de Uruguay. En el minuto 38, Dani realizó un gran pase en diagonal a Correa, que tiró al poste y remachó. En el 65, un balón bombeado lo remató Morales pese al acoso de Amaya. Y, por último, en el minuto 66 Fernando Torres, de tiro raso, volvió a deshacer el empate.
A renglón seguido, se desplazaron a Huelva para disputar el trofeo Colombino. El 15 de agosto, en semifinales, empataron a 1 frente al Sevilla, al que derrotaron en los penaltis. En el minuto 71, Torres, de cabeza, adelantó a los atléticos. El empate lo consiguió el Sevilla en el 78 por medio de un disparo cruzado de Antoñito.
Al día siguiente, en la final, venció por 1-0 al Recreativo de Huelva, llevándose el trofeo. En el minuto 21, Colsa aprovechó el rechace de un mal despeje de Almunia con la cabeza para marcar desde fuera del área, raso, a puerta vacía.
El 20 de agosto, en el octavo partido de pretemporada, venció por 3-2 al Murcia en La Condomina. En el minuto 16, un saque de banda peinado por Javi Moreno dejaba el balón para que Dani, de un toque con el exterior, mandase el balón lejos del alcance del portero. En el 52, un disparo de Luis García despistó en el bote al meta rival, suponiendo el segundo gol rojiblanco. Carrero le puso un poco de emoción reduciendo distancias en el 82 y, en el 89, con el Murcia volcado, Alfonso consiguió el empate. Colsa, un minuto más tarde, volvió a adelantar a los colchoneros en el marcador anotando el gol de la victoria definitiva.
El 24 de agosto, en el trofeo San Roque, cayó por 3-2 ante Osasuna. En el minuto 4, Torres, de cabeza, inauguró el marcador. En el 31, con un gran gesto técnico que le permitió superar al portero, volvió a marcar El Niño. Se fue el Atlético con esta ventaja al descanso y, en la segunda parte, salió el equipo suplente, que dilapidó todo el trabajo realizado. Iván Rosado, en los minutos 53 y 55, marcó sendos goles de cabeza debidos a errores de marcaje de la defensa rojiblanca. Finalmente, Ochoa, a quince minutos del final se deshizo de Pinola y batió a Esteban.
Y el 27 de agosto, en el trofeo Villa de Madrid, perdió de nuevo 4-2 ante el Chievo Verona. En el primer minuto de partido, Luis García, de tiro raso, hizo el primer gol. El empate lo pondría Corini, de penalti, en el 35. Dos minutos después, Albertini, de falta directa, volvió a adelantar a los locales. Sin embargo, en el 53, de nuevo Corini y también de falta, restableció el empate en el marcador. En el minuto 65, Bierhoff adelantó a los italianos de volea. Y cuatro minutos después, Cossato remachó el cuarto gol visitante.

### Copa del Rey
Tras la hecatombe del año anterior en esta competición, eliminados en la primera fase, el Atlético se proponía esta temporada luchar por volver a ser competitivo y llegar a las fases finales. Pudo superar las dos rondas preliminares, a partido único, y también los octavos de final contra el Xerez. Sin embargo, en cuartos, el Recreativo de Huelva los apeó de la competición.

#### Primera ronda
La primera ronda de Copa del Rey se jugó el 11 de septiembre de 2002 en la Ciudad Deportiva de Lanzarote, frente al UD Lanzarote, con victoria por 1-2. En el minuto 8, Sergio, de penalti cometido por Otero sobre Pedro Cruz, marcó el gol local. En el 28, Fernando Torres transformó un penalti por manos de Fali. Y, en el 83, Movilla lanzó un tremendo derechazo desde más allá de la frontal, firmando la victoria colchonera.
| 11 de septiembre de 2002 | UD Lanzarote | 1:2 (1:1) | Atlético de Madrid                | Ciudad Deportiva de Lanzarote, Lanzarote                    |                                                             |
|                          | Sergio 8'    |           | Fernando Torres 28' · Movilla 83' | Asistencia: 4.500 espectadores Árbitro(s): Medina Cantalejo | Asistencia: 4.500 espectadores Árbitro(s): Medina Cantalejo |

#### Segunda ronda
La segunda ronda, correspondiente a los dieciseisavos de final, se jugó el 6 de noviembre de 2002 en el Nuevo Estadio Antonio Amilivia, contra la Cultural Leonesa, con resultado de 0-2 para el Atlético. En el minuto 52, Movilla sirvió a Stankovic a la izquierda tras un córner, el yugoslavo centró de rosca, Carreras cabeceó al larguero y Coloccini empujó el rechace también de cabeza. Y en el 78, tras un extraordinario pase enroscado de Stankovic a Correa, este corrió hasta Rubio y marcó.
| 6 de noviembre de 2002 | Cultural Leonesa | 0:2 (0:0) | Atlético de Madrid         | Nuevo Estadio Antonio Amilivia, León                |                                                     |
|                        |                  |           | Coloccini 52' · Correa 78' | Asistencia: 12.500 espectadores Árbitro(s): Puentes | Asistencia: 12.500 espectadores Árbitro(s): Puentes |

#### Octavos de final
El rival para octavos de final fue el Xerez CD, equipo de Segunda División que venía de eliminar al Málaga y al Cacereño.
El partido de ida se disputó el 8 de enero de 2003 en el Estadio Municipal de Chapín, con victoria atlética por 0-1. El único gol lo marcó Albertini en el minuto 30, en una falta directa.
El partido de vuelta se jugó en el Vicente Calderón el 15 de enero, con una entrada pésima, y finalizó 3-0. En el minuto 43, Javi Moreno controló un pase largo de Nagore, avanzó, se deshizo del portero y marcó a placer. En el 54, Aguilera cabeceó una falta botada por Stankovic.  Y por último, en el minuto 84, de nuevo Javi Moreno se revolvió en el área y puso el tercero de un potente derechazo. Con este resultado, el Atlético se clasificaba para los cuartos de final de la competición, en una eliminatoria gris en juego aunque notable en resultados.
| 8 de enero de 2003 | Xerez CD | 0:1 (0:1) | Atlético de Madrid | Estadio Municipal de Chapín, Jerez de la Frontera              |                                                                |
|                    |          | Reporte   | Albertini 30'      | Asistencia: 15.000 espectadores Árbitro(s): Rodríguez Santiago | Asistencia: 15.000 espectadores Árbitro(s): Rodríguez Santiago |

| 15 de enero de 2003 | Atlético de Madrid                               | 3:0 (1:0) | Xerez CD | Estadio Vicente Calderón, Madrid                      |                                                       |
|                     | Javi Moreno 43' · Aguilera 54' · Javi Moreno 84' | Reporte   |          | Asistencia: 5.000 espectadores Árbitro(s): Pérez Lasa | Asistencia: 5.000 espectadores Árbitro(s): Pérez Lasa |

#### Cuartos de final
En cuartos de final se enfrentaron al Recreativo de Huelva, equipo de Primera División que venía de eliminar al Villanueva, al Almería y al Betis, y que posteriormente alcanzaría la final del torneo, que tuvo como campeón al Mallorca.
El partido de ida se jugó el 22 de enero de 2003 en el Estadio Nuevo Colombino, en Huelva, con victoria local por 1-0. El único gol del partido lo marcó Viqueira en el minuto 53, mandando a la escuadra una falta directa. Pero lo verdaderamente importante no fue el partido en sí. En el minuto 85, Carlos Aguilera sufrió un balonazo en la sien y cayó desplomado al suelo, sin poder respirar. Sufrió una parada cardiorrespiratoria de casi 30 segundos, y no recuperó el conocimiento hasta que estaba en la ambulancia, camino del hospital.
El partido de vuelta se disputó el 28 de enero de 2003 en el Vicente Calderón, con un empate a cero que eliminó al Atlético, privándole de la posibilidad de ganar un título en la temporada de su centenario. La afición, descontenta y desilusionada, cada vez se encontraba más molesta con la directiva, y la situación era delicada en el Calderón. La buena noticia del partido fue que Aguilera pudo jugar unos minutos.
| 22 de enero de 2003 | Recreativo de Huelva | 1:0 (0:0) | Atlético de Madrid | Estadio Nuevo Colombino, Huelva                               |                                                               |
|                     | Viqueira 53'         | Reporte   |                    | Asistencia: 8.000 espectadores Árbitro(s): Iturralde González | Asistencia: 8.000 espectadores Árbitro(s): Iturralde González |

| 28 de enero de 2003 | Atlético de Madrid | 0:0 (0:0) | Recreativo de Huelva | Estadio Vicente Calderón, Madrid                             |                                                              |
|                     |                    | Reporte   |                      | Asistencia: 14.250 espectadores Árbitro(s): González Vázquez | Asistencia: 14.250 espectadores Árbitro(s): González Vázquez |

### Campeonato Nacional de Liga
El Campeonato de Liga de Primera División 2002/2003 se presentaba con cuatro candidatos: el Valencia de Benítez, vigente campeón que había mantenido su bloque, el Madrid de Del Bosque, que había mantenido su bloque, el Barcelona de Van Gaal, con Saviola y Riquelme como figuras, y el Deportivo de Jabo Irureta, que tenía una delantera de lujo: Makaay, Tristán y Luque. Además, había algunos equipos con altas aspiraciones: el Betis de Víctor Fernández, comandado por "la quinta de Joaquín", el Atlético de Madrid de Luis Aragonés, que regresaba a Primera con figuras como Fernando Torres y Albertini, el Celta de Lotina, con Mostovi y Catanha como referentes, el Athletic de Heynckes, que había incorporado buenos jugadores jóvenes, la Real Sociedad de Denoueix, con la vuelta de Karpin y la recuperación de Nihat, y el Málaga de Peiró, con su dúo Darío Silva-Dely Valdés.
El 1 de septiembre de 2002, primera jornada de liga, en su regreso a Primera, el Atlético de Madrid plantó cara a un grande y empató a dos en el Nou Camp. En el minuto 5, Xavi sacó una falta y Luis Enrique remató a bote pronto, inaugurando el marcador. En el 45, justo antes del descanso, Otero entró por banda derecha y su centro chut sorprendió a Víctor Valdés, y supuso el gol de la igualada en un momento crucial del partido. En el 55, de nuevo se adelantó el Barcelona tras un tuya-mía entre Saviola y Luis Enrique que el asturiano remató a gol. Y en el 85, cuando el partido agonizaba, Correa engatilló en el segundo palo un centro de Stankovic. Con este punto, el Atlético comenzó la liga en novena posición.
Después de la primera jornada, y con el motivo del descanso de la Liga por jornada de selecciones, el Atlético participó en el Trofeo del Estadio Olímpico de Sevilla. El 8 de septiembre ganó por 1-0 al Madrid, él perdió por el mismo resultado ante el Sevilla y los sevillanos, tras su victoria ante los blancos, se adjudicaron el trofeo.
Justo después, los rojiblancos se desplazaron a las Islas Canarias para disputar la segunda ronda de la Copa del Rey. El 11 de septiembre, se impusieron por 1-2 al Lanzarote, equipo de Segunda B.
De regreso a la Liga, el 15 de septiembre, en la segunda jornada, el Atlético empató a uno con el Sevilla en un lleno Vicente Calderón. En el minuto 45, Sergi se comió una internada de Gallardo y le derribó. Moisés marcó el penalti. En el 58 se recuperaron las tablas cuando Movilla sacó un córner, Hibic cabeceó desde el segundo palo y Torres, tras un gran salto, picó a un rincón. El partido destacó por la violencia de Pablo Alfaro, que mandó a Aguilera al hospital y sin embargo finalizó el partido. Torres, sin embargo, fue expulsado por doble amarilla, ambas por supuestas simulaciones de penalti. El Atlético, con dos puntos en su casillero, descendía al undécimo puesto.
La primera victoria se resistió hasta que el 22 de septiembre, en la tercera jornada de liga, el Atlético goleó al Mallorca en Son Moix por 0-4. El primer gol vino en el minuto 8, cuando Poli derribó a Contra en el área. Fernando Torres marcó el penalti. En el 42, Correa recogió un rechace, amagó, recortó y batió a Franco de un derechazo. En el minuto 54, Albertini profundizó sobre Torres, que se coló entre los centrales y superó a Franco por bajo. Y ya en el 66, Jorge, a la salida de un córner, marcó el cuarto gol que culminaba la goleada. Con estos tres puntos, el Atlético ya sumaba 5 y regresaba a la novena posición.
En las cuarta jornada, el Atlético empató a un tanto frente al Recreativo de Huelva en el Calderón. En el minuto 16, Bermejo falló un penalti, y no fue hasta el 26 que llegó el gol recreativista: Raúl Molina recibió dentro del área y batió a Burgos por bajo. Y en el 34,  Fernando Torres controló con la mano, se internó en el área, cedió atrás a Correa, que centró y Luis García, con la derecha, marcó. En el minuto 42, Otero fue expulsado por una dura entrada a José Mari, y en el 85, también lo fue Galán tras derribar a Torres en el área. El propio Torres se encargó de tirar el penalti, y lo falló, perdiendo la oportunidad de conseguir la victoria. Este empate servía para sumar otro punto, pero los descendía a la décima posición.
Cosechó su primera derrota por 3-1 contra el Málaga en La Rosaleda, en la quinta jornada de liga. En el minuto 44, Dely Valdés, de penalti, marcó el primer gol malaguista. En el 66, en otro penalti cometido por Esteban, que supuso la expulsión del guardameta, y lanzado también por Dely Valdés, Burgos rechazó el disparo y el balón fue a parar a Fernando Sanz, que marcó. Y ya en el 73, un disparo de Manu, duro y seco a la escuadra, supuso el tercero de los andaluces. En el 86 recortó diferencias José Mari, de tiro raso, pero ya nada se podía hacer. Para echar más leña al fuego, en el 94 Emerson y Albertini fueron expulsados también, por sendas segundas amarillas por protestar. Con esta derrota, y solo 6 puntos en su casillero, el Atlético caía ya a la undécima posición, a 3 puntos de puestos europeos.
El 15 de octubre, saltó de nuevo la polémica en el Club. Ya eran conocidas por la prensa las malas relaciones entre Futre, director deportivo, y Jesús Gil, presidente de la entidad. Paolo Futre acudió al programa "El Intermedio", de Radio Marca, y se defendió de las acusaciones vertidas por Gil unos días antes contra él. En ese momento, el presidente entró en antena, y ambos estuvieron discutiendo ante toda España acerca de discrepancias en fichajes y temas deportivos.
El 19 de octubre, en la sexta jornada, el Atlético empató a un tanto ante el Valencia en el Calderón, y seguía sin ganar en su estadio. En el minuto 40, Baraja recogió el balón tras un fallo de Burgos y marcó el 0-1. En el 74, un tiro lejano de Nagore bastante flojito se escapó entre las piernas de Cañizares. El balón se quedó muerto junto a la línea de meta, y Javi Moreno llegó antes que la defensa para empujarla a gol. A pesar del punto conseguido, el Atlético caía a la decimotercera posición, aún a tres puntos de los puestos europeos.
Una semana después, en la séptima jornada liguera, volvió a empatar, esta vez a cero frente al Celta en Balaídos. El punto le sirvió para ascender a la duodécima posición, pero los puestos europeos se alejaban a 4 puntos.
Tras unas declaraciones de Luis Aragonés asegurando que el equipo tenía poco gol, el Atlético reaccionó encadenando una serie de resultados positivos. El 3 de noviembre vencieron al Rayo por 2-0 en el Vicente Calderón en la octava jornada de liga. En el minuto 5, en una falta en la izquierda del área, Albertini amagó un centro, pero sacó raso hacia el centro y atrás, y García Calvo remató y adelanto a los rojiblancos en el marcador. En el 34, el árbitro expulsó a Graff por doble amonestación, allanando el camino del Atlético. Ya en el 54, Dorado agarró a Jorge dentro del área y Fernando Torres marcó el penalti. Se colocó el Atlético en décima posición con 11 puntos, solo a dos del sexto puesto, que ocupaba el Real Madrid.
A continuación viajó a León para disputar la tercera ronda de la Copa del Rey, batiendo por 2-0 a la Cultural Leonesa en el Estadio Antonio Amiliva.
De vuelta a la liga, se empató a tres contra el Athletic en el Vicente Calderón en la novena jornada. En el minuto 23, Stankovic sacó un córner desde la derecha y José Mari cabeceó hacia atrás desde el primer palo, abriendo el marcador. El empate llegó en el minuto 49, cuando Tiko colgó un balón sobre la espalda de los defensas, Coloccini se quedó clavado y Urzaiz, ante la pasividad de Burgos, marcó a placer. 3 minutos después culminó la remontada el Athletic: Yeste robó la pelota, la colgó y Urzaiz se anticipó en el primer palo y marcó de cabeza. Sin embargo, en el 75, volvió el empate al marcador cuando Stankovic sacó un córner desde la derecha, Emerson picó hacia atrás y José Mari empujó a la red. Se adelantó de nuevo el Athletic en el 82: Javi González dobló a Etxeberria por la derecha, tiró el pase de la muerte, Aleiza dejó pasar la pelota y Urzaiz fusiló. Y ya en el descuento, José Mari hizo la pared con Emerson y conectó un derechazo fortísimo desde la frontal. Este punto los mandó de nuevo a la undécima posición, a 3 del Barcelona, sexto clasificado.
En la décima jornada cosecharon un 1-2 ante el RCD Español en el estadio Olímpico de Montjuic. En el minuto 49, Maxi, tras un pase de De la Peña, regateó a Esteban y marcó. En el 74, jugada por la izquierda de José Mari, cedió a Stankovic y el centro de este lo remató de cabeza Luis García. Y ya en el 88, vino un nuevo centro de Stankovic por la izquierda que García Calvo, de cabeza, remató. Se colocaba el Atlético noveno con 15 puntos, a 2 de la sexta plaza, que ocupaba en ese momento el Celta.
Otra victoria consecutiva: 1-0 frente al Betis en el Calderón. Así, tras once jornadas, el Atlético ocupaba la quinta posición empatado con el cuarto, el Madrid, a tres puntos del tercero, el Valencia, cuatro del segundo, el Mallorca, y cinco del líder, la Real Sociedad.
El mes de diciembre resultó nefasto para los rojiblancos: el día uno, en la duodécima jornada, cayó ante Osasuna en El Sadar por 1-0. La siguiente semana, vencieron 1-0 al Valladolid en el Calderón, completando con victoria el encuentro 700 en Primera División de Luis Aragonés. Sin embargo, las derrotas ante el Alavés en Mendizorroza y ante el Racing en el Calderón (primera en casa) lo colocaron el octava posición.
El 1 de enero de 2003 arrancó el año del Centenario del Atlético de Madrid, durante el que se realizaron diversos actos conmemorativos.  El 3 de enero, Jesús Gil fue intervenido quirúrgicamente para implantarle un marcapasos. Aseguró en rueda de prensa sentirme fenomenal tras el alta. El primer partido del año del Centenario, el 5 de enero, el Atlético cayó 4-3 ante el Villarreal en El Madrigal. Jesús Gil, en el programa "El Larguero" de la cadena SER arremetió contra los jugadores Carreras, Santi y Otero, insultándolos y descalificándolos por su mala actuación sobre el campo. Inmediatamente, salió Luis Aragonés a defender a su plantilla, y algunos de los aludidos transmitieron un mensaje de tranquilidad.
El 8 de enero, en la ida de los octavos de final de la Copa del Rey, el Atlético venció por 0-1 al Xerez en Chapín. Esa misma noche, en el programa "El Tirachinas" de la cadena Cope, Luis Aragonés anunció que volvería a haber polémica ya que, por parte de la directiva del Club, se podrían haber iniciado contactos con Schuster, entrenador del Xerez. El 9 de enero, todos los implicados en las tensiones se reunieron. Hablaron Luis Aragonés, Paolo Futre, Jesús Gil, su hijo Miguel Ángel Gil y Clemente Villaverde. Tras esa reunión, Jesús Gil compareció ante los medios pidiendo perdón por sus declaraciones contra los jugadores, y negando los contactos con otros entrenadores. Asimismo, también se disculpó Aragonés por sus precipitadas palabras tras el partido ante el Xerez. El presidente se reunió con la plantilla para pedir disculpas en persona.
Una vez zanjada la crisis, el 12 de enero, el Atlético de Madrid batió por 3-1 al Deportivo de la Coruña en el Calderón. Antes del derbi, el 15 de enero, el equipo cerró los octavos de la Copa del Rey con victoria por 3-1 ante el Xerez en el Calderón. El Atlético llegaba al partido contra el eterno rival en octava posición, luchando por entrar en Europa, en tanto que el Madrid era segundo, peleándole la Liga a la Real Sociedad. Aunque el claro favorito era el "Madrid de los galácticos", el 18 de enero empataron a 2 en el Santiago Bernabéu.
El 21 de enero, el Atlético firmaba un contrato televisivo con Audiovisual Sport hasta 2006, por una sustanciosa cantidad de millones, con la única condición de la permanencia en Primera División. Se desmarcaba así del resto de clubes de Primera (excepto Madrid y Barcelona, que habían firmando sendos contratos hasta 2008), que pretendían negociar sus contratos de forma conjunta. Muchos años después, se demostraría que la fórmula adoptada era a todas luces errónea.
El 22 de enero, el equipo viajó a Huelva para disputar la ida de los cuartos de final de la Copa del Rey, en la que perdió 1-0 en el Colombino ante el Recreativo de Huelva con un equipo plagado de suplentes. De regreso a la Liga, el 25 de enero, en la decimonovena jornada, volvió a perder por 2-1 frente a la Real Sociedad en el estadio Vicente Calderón. A continuación, el 28 de enero, se disputó el partido de vuelta de cuartos de la Copa en el Calderón, donde el Atlético no pudo pasar del empate a cero ante el recién ascendido y colista de Primera. De esta forma, el Atlético quedó fuera de la competición, y perdió la oportunidad de una vía para clasificarse para Europa.
Después del fiasco copero, el 1 de febrero, de vuelta a la liga, el Atlético venció por 3-0 al Barcelona en el Calderón, cargándose de moral para seguir adelante.
El 14 de febrero de 2003, la Audiencia Nacional dio a conocer la sentencia del "Caso Atlético": condena a Jesús Gil a dos años de prisión por delito de apropiación indebida, y a un años y seis meses por estafa por simulación de contrato; a Enrique Cerezo, en concepto de cooperador necesario, a un año por apropiación indebida; y a Miguel Ángel Gil Marín, a un año y seis meses por simulación de contrato. Además, Jesús Gil y Enrique Cerezo debían restaurar al Atlético 236.056 acciones, un total del 98% del total, al Club; Miguel Ángel Gil y Jesús Gil debían reponer la situación contable anterior a la ficción, y también reponer al Club el importe del IVA de los contratos que se declararon ficticios. Jesús Gil y el resto de condenados recurrieron al Tribunal Supremo, y mientras tanto, la vida continuó igual: con Gil de Presidente y con un interventor judicial. Nadie tuvo que ingresar en prisión.
Aparcado el tema del juicio hasta que el Tribunal Supremo dictase sentencia, el Atlético de Madrid volvió a centrarse en el tema deportivo, y en los actos conmemorativos del Centenario. El 23 de febrero, en la vigesimotercera jornada, perdió por 3-0 ante el Recreativo en el Nuevo Colombino. Por otra parte, el 1 de marzo, al "Mono" Burgos se le extirpó con éxito un tumor maligno del riñón izquierdo. El guardameta argentino permaneció 10 días ingresado en la Clínica Cemtro y volvió a jugar en unos tres meses.
De vuelta a la liga, el Atlético encadenó dos victorias consecutivas: 2-1 frente al Málaga en el Calderón y 0-1 contra el Valencia en Mestalla, y ascendió a la sexta plaza empatado con el quinto, el Celta, y a ocho puntos de la Champions League.
El 13 de marzo de 2003, el Atlético de Madrid presentó su Centenario en la Casa de Correos de la Puerta del Sol, en un acto al que acudieron más de 800 personas. Allí, varios de los personajes más influyentes del Club y del mundo del deporte pronunciaron unas palabras, y se presentaron el logo y el calendario de eventos. Uno de los primeros actos llegó al día siguiente presentando la camiseta del Centenario. El equipo la estrenaría el 26 de abril ante Osasuna en el Estadio Vicente Calderón.
El 16 de marzo, el Atlético afrontaba un partido vital contra el Celta en el Vicente Calderón, toda vez que se encontraba empatado a puntos con el equipo gallego en la lucha por los puestos europeos. Perdió por 1-0 y, aunque continuaba en la sexta posición, la derrota supuso un mazazo, ya que suponía perder casi definitivamente la oportunidad de Champions, y además Betis y Sevilla se acercaban peligrosamente.
El 17 de marzo, Futre compareció para anunciar que abandonaba el club por incompatibilidades profesionales con el presidente, tras dos años sacando al club de la ruina deportiva.
De regreso a la Liga, el Atlético no dio la talla en dos salidas consecutivas: empate ante el Rayo Vallecano en Vallecas y derrota contra el Athletic de Bilbao en San Mamés.
Dentro de los actos del Centenario, el 26 de marzo, el Atlético derrotó al Real Madrid por 2-1 en el II Trofeo Madrid 2012. Además, Toni Muñoz fue presentado como nuevo director deportivo del Club.
En Liga, en las dos siguientes jornadas, el equipo obtuvo dos empates: 3-3 contra el Español en el Calderón, y 2-2 frente al Betis en Sevilla. El Atlético ocupaba la novena posición a un punto de la zona UEFA, pero ya a diez de la Champions League.
Tras estos dos partidos, comenzaron los actos del día del centenario: el 24 de abril, Joaquín Sabina presentó el himno oficial del centenario. Ese mismo día, se presentó el sello oficial del Centenario. El 25 de abril, se celebró la misa del Centenario en la Colegiata de San Isidro.
El Atlético celebró su centenario el 26 de abril del 2003 con una gran fiesta popular,. A las 12:00, en la plaza de Cánovas del Castillo, con la estatua de Neptuno, comenzó la Caravana Rojiblanca, con una bandera de 8 metros de ancho por 1.5 kilómetros de largo, que se fue paseando por las calles de Madrid hasta llegar al estadio, a las 14:30 horas. Tras el acto, se invitó a los aficionados a una paella.
A las 17:15 se abrieron las puertas del estadio para el comienzo de los actos. Se proyectaron diversos vídeos-homenaje y, a las 18:00, se jugó el partido de veteranos del Atlético contra el Athletic de Bilbao. La victoria fue para los bilbaínos por 1-2. Tras el encuentro, la banda de música del Ejército del Aire entró tocando el himno del Atlético de Madrid. A filo de las 20:00, se guardó un minuto de silencio por los atléticos fallecidos en el último siglo. A continuación, una brigada de paracaidistas cayó en el césped del estadio portando la bandera del Atlético de Madrid, mientras los aviones de la Patrulla Águila del Ejército del Aire sobrevolaban el estadio. A las 20:55, el estadio se convirtió en un enorme mosaico con el mensaje "Atleti te amo para siempre".
Posteriormente, el equipo perdió el partido de liga celebrado aquel día contra el Atlético Osasuna, con la consiguiente decepción y pañolada de la afición. Al día siguiente, Jesús Gil, en el programa "Fútbol es fútbol" de Telemadrid, Jesús Gil volvió a cargar fuertemente contra los jugadores. Además, al día siguiente, en "El Círculo de Primera Hora" de la misma cadena, el presidente cargó contra Luis Aragonés, poniendo en duda su continuidad la siguiente temporada, y también contra la política de fichajes de Futre. La noche del 28 de abril, en "El Larguero" de Cadena Ser, Luis Aragonés y Jesús Gil volvieron a enzarzarse públicamente. El técnico pedía que los asuntos se resolvieran de puertas para dentro, y el presidente insistía en su tónica de hacerlo todo de cara a los medios.
El 29 de abril, técnico y presidente volvieron a reunirse, con la presencia de Miguel Ángel Gil, Clemente Villaverde y Toni Muñoz. Al día siguiente, Gil volvió a pedir disculpas públicas por sus declaraciones, alegando que habían sido fruto del enfado, y habló bien del técnico, aunque volvió a tener duras palabras para Futre. El portugués no respondió a las provocaciones.
De vuelta a la Liga, el 4 de mayo, en la trigésimosegunda jornada, el Atlético perdió 3-1 ante el Valladolid en el Nuevo Estadio José Zorrilla. Se colocaba duodécimo y, aunque estaba a 3 puntos de la UEFA, había 7 equipos en la lucha por la plaza europea. El 7 de mayo saltó la noticia: Luis Aragonés abandonaría el Club tras finalizar la temporada. A continuación, el 10 de mayo, en la trigesimotercera jornada, el Alavés se impuso al Atlético por 0-1 en el Vicente Calderón.
El 12 de mayo, el Consejo de Administración aprobó una ampliación de capital. El 16, el diario "As" informó de que Ignacio del Río, teniente de alcalde del Ayuntamiento de Madrid, lideraría una plataforma alternativa a Jesús Gil. Esta plataforma se oponía a la ampliación de capital y sostenía que era capaz de destituir al actual presidente. Por otro lado, los defensores de Gil aseguraban que la salvación económica pasaba por vender el Calderón y desplazarse al estadio de La Peineta, que iba a ser reformada y ampliada con el motivo de la candidatura olímpica de Madrid para 2012.
El 17 de mayo, en la trigésimocuarta jornada, el Atlético ganó 2-0 al Racing de Santander en El Sardinero, y se colocó octavo a dos puntos de los puestos UEFA.
El 21 de mayo, saltó la noticia en el seno de la entidad rojiblanca: Jesús Gil abandonaba la presidencia. Decía no sentirse apoyado ni querido en el Club, y que debido a su edad, ya no podía aguantar más. El detonante fue una entrevista el día anterior en "El Larguero", en la que ni Enrique Cerezo ni su hijo Miguel Ángel lo defendieron ante las feroces críticas a su gestión que vertió José Ramón de la Morena. Además de los enfrentamientos con entrenador y plantilla, la mala prensa, la situación del Centenario y la precaria economía del club, el aún presidente había sabido de una reunión a sus espaldas entre Enrique Cerezo, Miguel Ángel Gil y la denominada "Alternativa Atlética".
El 24 de mayo, en la trigésimoquinta jornada, el Atlético de Madrid batió al Villarreal por 3-2 en el Calderón. Con esta victoria se colocó séptimo, empatado con Barcelona, Sevilla y Mallorca, a cuatro puntos del sexto.
El 28 de mayo, Jesús Gil presentó oficialmente su dimisión como presidente de la entidad, y el Consejo de Administración nombró como sustituto a Enrique Cerezo. Aún continuaba el debate acerca de la ampliación de capital propuesta, ya que la oposición a Gil sostenía que supondría un aumento de poder de la familia, mediante la adquisición de nuevas acciones.
De vuelta al plano deportivo, el 1 de junio, en la trigesimosexta jornada, el Atlético perdió 3-2 contra el Deportivo de la Coruña, cayendo a la undécima posición, a cinco puntos de la UEFA con cinco conjuntos por delante. Solo un milagro les permitiría participar en Europa. Además, se abrió un nuevo frente en el seno del club: Luis Aragonés podría continuar la siguiente temporada, o incluso aumentar su contrato en dos temporadas más, reduciendo su sueldo. Finalmente, el 6 de junio se anunció que Luis cumpliría su contrato, continuando un año más y percibiendo la cifra de 1.8 millones de euros.
El 15 de junio, en la trigésimoséptima jornada, se disputó el derbi madrileño en el Calderón, en el que el Atlético, ya salvado del descenso y sin opciones de alcanzar competición europea, aún podía evitar que el Madrid ganase la liga ante la Real Sociedad. Sin embargo, el equipo cayó goleado por 0-4. El 22 de junio de 2003, el Atlético perdió por 3-0 ante la Real Sociedad en Anoeta. Aun así, la liga se la llevó el Madrid, que venció al Athletic de Bilbao en el Santiago Bernabéu.
Los rojiblancos acabaron la temporada en la decimosegunda posición, con 47 puntos.
Tras la Liga, continuó el culebrón Aragonés, que finalmente accedió a rescindir su contrato por petición de la directiva. Además, durante el verano circularon los rumores de posibles ofertas de compra del Atlético, tanto de un conocido empresario mexicano como de la plataforma "Alternativa Atlética". Ninguna de ellas fructificó.

## Temporada 2003/2004
La siguiente liga, la 2003-2004 comenzó con un Atlético más ambicioso. Contrató al entrenador Gregorio Manzano, que acababa de conseguir la Copa del Rey con el RCD Mallorca. Algunos integrantes de aquella campaña fueron Germán Burgos, Matías Lequi, Diego Simeone (estandarte del doblete de la 95/96), Fernando Torres, y Demis Nikolaidis. Los rojiblancos rozaron puestos de Copa de la UEFA, y acabaron séptimos con 55 puntos, teniendo que jugar en la Copa Intertoto.

## Temporada 2004/2005
Un mes antes de empezar la liga 2004-2005 el Atlético se jugó un puesto en la Copa de la UEFA contra el Villarreal CF, pero cayó en los penaltis en la final de la Intertoto. El entrenador fue César Ferrando; que en la temporada anterior había hecho del Albacete un equipo duro, aun así recién ascendido.
Algunos futbolistas de aquella temporada fueron Leo Franco, Pablo Ibáñez, Luis Amaranto Perea, Antonio López, Peter Luccin, y Fernando Torres. Finalmente, los colchoneros quedaron a mitad de la tabla con 51 puntos.

## Temporada 2005/2006
La siguiente campaña, la 2005-2006, fue una temporada de fichajes importantes como Maxi Rodríguez del RCD Español, o Martin Petrov del Wolfsburgo. Además de ello, el Atlético contrató al goleador Mateja Kežman, quien en 5 años en la Liga Holandesa había marcado 140 goles, pero que no había tenido un buen año en el Chelsea FC. El Atlético de Madrid volvió a quedar a mitad de la tabla después de los malos resultados obtenidos por el entrenador argentino Carlos Bianchi, quien fue cesado a mitad de temporada.

## Temporada 2006/2007

### Liga
En la temporada 2006-2007 llegó al club el mexicano Javier Aguirre, dejando el banquillo de Osasuna de Pamplona, habiendo conseguido para el equipo navarro la clasificación para la Liga de Campeones. El entrenador tomó las riendas del equipo madrileño, que contaba con jugadores como Leonardo Franco, Pablo Ibáñez, Luis Amaranto Perea, Antonio López, Luccin, Maxi Rodríguez, Martin Petrov, y Fernando Torres, entre otros. Además se sumaron: Jurado, Agüero, Zé Castro, Mista, Seitaridis y Costinha.
Después de estar 30 de 38 jornadas entre los seis primeros puestos, el conjunto rojiblanco acabó fuera de la Copa de la UEFA, finalizando séptimo con 60 puntos.

### UEFA
El 28 de julio de 2007, el conjunto rojiblanco logró su paso a la Copa de la UEFA, tras imponerse al Gloria Bistrita de Rumanía por uno a cero en el Estadio Vicente Calderón (dos a uno a favor de los rumanos en la ida) en una de las finales de la Copa Intertoto de la UEFA. Así, el club obtuvo el tercer título internacional oficial de su historia.

## Temporada 2007-2008
En la temporada campaña 2007-2008 se registraron muchos movimientos en la plantilla del Atlético de Madrid. Se mantuvo como técnico del Club a Javier Aguirre, no así el buque insignia Fernando Torres, quien fue transferido al Liverpool FC. También el club contrató a futbolistas de relevancia como Forlán, Reyes, Luis García y Simão. Además, el club recuperó a Maxi Rodríguez de su lesión. El presupuesto de esta campaña fue el más elevado de su historia, con 130.000.000 euros (con un balance positivo de 2.000.000 en las cuentas), y se realizó el fichaje más caro de su historia tras contratar a Simão por 20 millones de euros, más la cesión de 2 jugadores.

### Liga
En la Liga, el equipo finalizó en el cuarto puesto con 64 puntos, clasificándose matemáticamente para disputar la tercera ronda previa de la Liga de Campeones de Europa.

### UEFA
En la Copa de la UEFA, el Atlético logró su clasificación a la primera fase tras eliminar a la Vojvodina de Serbia (resultado global de 5-1). Tras superar la fase de grupos como primero fue eliminado en deiceisavos de final por el Bolton Wanderers de Inglaterra tras ser derrotado por 1-0 en Inglaterra y empatar sin goles en el partido de vuelta.

### Copa del Rey
Mientras tanto, en la Copa del Rey, el Atlético quedó eliminado en cuartos de final por el Valencia CF. En la ida en Mestalla el Atlético cayó por 1-0. En el partido de vuelta el Atlético, pese a ganar por 3-2, quedó eliminado por el valor doble de los goles en campo contrario, con un resultado global de 3-3.

## Temporada 2008-2009
Tras el cuarto puesto obtenido en la temporada anterior, el Atlético de Madrid regresaba a la Champions 11 años después. En ella hizo un digno papel, peleando hasta el final el primer puesto en un grupo complicado y cayendo sin haber perdido ningún partido. En la Copa del Rey fue eliminado prematuramente por el campeón de aquella edición, el FC Barcelona, y en Liga alcanzó de nuevo el cuarto puesto que le daba derecho a regresar a la Liga de Campeones.
Hubo un gran movimiento en el mercado de fichajes, en el que se incorporaron Paulo Assunçao (Oporto), Coupet (Olympique de Lyon), Heitinga (Ajax Ámsterdam), Sinama Pongolle (Recreativo de Huelva), Ujfalusi (Fiorentina), Ever Banega (cedido desde el Valencia) y Maniche (regresaba de su cesión en el Inter de Milán). En el apartado de bajas, se marcharon Falcón (Celta de Vigo), Mista (Deportivo de la Coruña), Zé Castro (cedido al Deportivo de la Coruña), Jurado (cedido al Mallorca), Roberto Jiménez (Recreativo de Huelva), Reyes (cedido al Benfica), Cléber Santana (cedido al Mallorca), Valera (cedido al Racing de Santander), Abbiati (regresaba al Milán tras su cesión), Eller (Santos), Mario Ruyales (Sevilla B) e Iván Cuéllar (Sporting de Gijón). Diego Costa, Mario Suárez y Braulio regresaron de sus respectivas cesiones en Celta de Vigo y Getafe, pero ninguno de ellos empezó la temporada con el equipo, ya que el primero se fue a una nueva cesión en el Albacete, el segundo fue vendido al Mallorca con opción de recompra y el tercero fue traspasado al Zaragoza. De esta forma, la plantilla para la temporada 2008/2009 quedó conformada por: Coupet, Antonio López, Pernía, Heitinga, Forlán, Raúl García, Luis García, Agüero, Maxi, Assunçao, Sinama, Banega, Ujfalusi, Miguel de las Cuevas, Simao, Perea, Pablo, Camacho y Leo Franco. El entrenador continuó siendo, una temporada más, Javier Aguirre.

### Pretemporada
La primera parte de la pretemporada fue una gira por México que no resultó demasiado exitosa. El primer partido se jugó el 13 de julio contra el Puebla, perdiendo 1-0. El único gol lo marcó Álvaro González en el minuto 4 de partido.
El segundo partido, el 16 de julio ante el Cruz Azul, también fue una nueva derrota con idéntico resultado, 1-0. Un descuido de Coupet permitió que el centro de Edgar Andrade lo rematara Sabah y, aunque fue un remate bastante defectuoso, el balón entró en la portería. No comenzaba muy bien la preparación veraniega el Atlético de Madrid, con dos derrotas consecutivas.
El tercer partido, ante el Tigres, se jugó tres días después y se saldó con un empate a dos. El primer gol lo marcó de cabeza el holandés Heitinga en el minuto 58 de juego, y Forlán coronó un contragolpe con un disparo raso para marcar el segundo en el 62. Sin embargo, en ese momento reaccionaron los locales, y en los últimos minutos del partido llegaron los goles de Blas Pérez y Manuel Viniegra para conseguir el empate. A pesar de no conseguir ganar, se apreció una notable mejoría en el juego del equipo.
El cuarto y último partido de la gira mexicana se jugó el 23 de julio frente al Toluca, con resultado de empate a 1. El mexicano Ponce abrió el marcador en el minuto 58 al ejecutar una falta desde borde del área, con un remate preciso, a media altura y lejos del portero Coupet. El Atlético respondió pronto con el cabezazo de Luis García que hacía el empate. Con este resultado, el Atlético volvió a España sin haber ganado un solo partido de su gira mexicana.
El 2 de agosto, el Atlético jugó su primer partido en España contra el Alcalá, al que ganó por 0-4, levantando así el Trofeo Cervantes. En el minuto 28, Diego Costa remató un centro de Reyes a balón parado, y en el 39 Cléber Santana remató otro de Miguel de las Cuevas, marcando los dos primeros goles visitantes. En la segunda mitad, minutos 77 y 90, Heitinga y Ujfalusi cabecearon sendos saques de esquina para cerrar el marcador. A pesar de la poca entidad del rival, la abultada victoria sirvió para devolver la confianza al equipo.
El siguiente partido, el 5 de agosto, el Atlético se enfrentó al Rayo Vallecano en el Torneo Teresa Rivero, ganando el partido y el trofeo por 2-4. En el minuto 16, gol de Sinama Pongolle a saque de esquina de Maxi con un impecable cabezazo al primer palo que entró por la escuadra abriendo el marcador. Fue el primer gol del delantero francés como jugador rojiblanco. Después, en la segunda mitad, en el minuto 51, llegó el gol de Maxi Rodríguez tras un magnífico pase de Simao. El argentino fusiló la meta de Tete con un derechazo imparable. Sin embargo, no estaba todo decidido, y en el minuto 61 se marcó el gol de Piti a centro con la zurda de Manolo desde la banda derecha para su perfecto remate de cabeza al fondo de la red. Dos minutos después, gol de Aganzo tras un centro al área de Albiol con la derecha. El balón rozó la cabeza de Hietinga antes de entrar. Sin embargo, el Atlético supo sobreponerse a la adversidad y en el minuto 78 marcó Maxi Rodríguez dentro del área y de fuerte disparó cruzado. Para finalizar el partido, en el minuto 84, llegó el último gol, de Camacho a centro Simao desde la banda derecha.
Tras jugar el partido de ida de los play-offs de la Liga de Campeones, y antes de disputar el de vuelta, el Atlético participó en el Trofeo Teresa Herrera. La semifinal la disputó contra el Sporting con un resultado de empate a tres. El Atlético se adelantó en el marcador en el minuto 8, con un gol de cabeza obra de Maniche. Sin embargo, dos minutos después, Gerard aprovechó una serie de rechaces en el área para marcar el empate. En el minuto 31, el Pichu Cuéllar, el exportero del Atlético, falló en un remate de cabeza de Luis García, que marcó el segundo. En el minuto 80, Diego Costa marcó el 3-1 tras una combinación entre Maniche y Forlán, y con ello parecía el partido sentenciado. Sin embargo, en el 82, Barral de volea recortó distancias y, en el 89, transformó un penalti que él mismo recibió, culminando la remontada. En la tanda de penaltis, Bilić falló el primero para el Sporting, pero la situación se igualó con el fallo de Pernía en el tercer lanzamiento. Sin embargo, inmediatamente después, Iván Hernández erró el tiro, y en el quinto y definitivo se equivocó Diego Costa, pasando el equipo a muerte súbita. No fue hasta el noveno penalti, con el fallo de Cámara y el gol de Domínguez, cuando el Atlético se clasificó para la final del torneo.
Ésta se jugó el 19 de agosto contra el Deportivo de la Coruña, contra quien se perdió por 2-1. En el minuto 8, Sergio transformó un penalti cometido por Pablo sobre Valerón, adelantando al conjunto coruñés. El segundo también fue de Sergio, en el minuto 37, con un lanzamiento lejano que golpeó en Abreu, futbolista brasileño de la cantera, y sorprendió a Leo Franco. En el descuento de la primera mitad, Abreu remató de cabeza una falta escorada, y así el Atlético se marchó con vida al descanso. En la segunda mitad el marcador no se movió, y el Deportivo ganó su noveno Teresa Herrera consecutivo. Con este encuentro finalizó la pretemporada del Atlético que, tras el partido de vuelta contra el Schalke 04, comenzó la temporada de forma fulgurante.

### UEFA Champions League
El Atlético de Madrid debió enfrentar en la tercera ronda clasificatoria de la Liga de Campeones al FC Schalke 04, derrotándolo por un global de 4-1 (0-1 en la ida y 4-0 en la vuelta). El sorteo de la fase de grupos colocó al Atlético en el Grupo D junto al Liverpool FC, el PSV Eindhoven y el Marsella. El Atlético logró terminar segundo en el grupo con 12 puntos, producto de 3 victorias y 3 empates, tras el Liverpool, con 14 puntos. En el sorteo de los octavos de final, el Atlético se enfrentó al FC Porto, empatando en la ida en el Calderón a 2-2 y en la vuelta acabaron empatados a 0-0, lo cual le otorgó el pase a cuartos al FC Porto, eliminando al Atlético, por la regla del gol de visitante

#### Play-offs
El Atlético se jugó su participación en la fase de grupos de la UEFA Champions League en una ronda previa contra el Schalke 04.
En el partido de ida, el 14 de agosto de 2008 en el Arena AufSchalke, se saldó con una victoria de los alemanes por 1-0. El gol lo marcó Pander en el minuto 29 de falta directa.
El partido de vuelta se jugó el 27 de agosto de 2008 en el Vicente Calderón, con victoria atlética por 4-0 que daba el pase a los madrileños. En el minuto 22, Agüero cabeceó un centro de Perea para hacer el 1-0. En el 54, Forlán, en una jugada personal y tras marcharse de varios defensas del Schalke, fusiló la portería rival marcando el segundo. En el 82 el Kun Agüero, tras recibir un rechace del portero a su propio disparó, decidió centrar para que Luis García marcase el 3-0. Por último, en el 86, Maxi Rodríguez transformó el penalti cometido por Pander sobre Simao, haciendo el definitivo 4-0. El Atlético de Madrid volvía a jugar la Champions once años después.
| 14 de agosto de 2008, 20:45 (CET) | Schalke 04 | 1:0     | Atlético de Madrid | Arena AufSchalke, Gelsenkirchen                              |                                                              |
|                                   | Pander 29' | Reporte |                    | Asistencia: 54.142 espectadores Árbitro(s): Peter Frojdfeldt | Asistencia: 54.142 espectadores Árbitro(s): Peter Frojdfeldt |

| 27 de agosto de 2008, 20:45 (CET) | Atlético de Madrid                                   | 4:0 (1:0) | Schalke 04 | Estadio Vicente Calderón, Madrid                                |                                                                 |
|                                   | Agüero 19' · Forlán 50' · Luis García 82' · Maxi 89' | Reporte   |            | Asistencia: 55.000 espectadores Árbitro(s): Franck de Bleeckere | Asistencia: 55.000 espectadores Árbitro(s): Franck de Bleeckere |

#### Fase de grupos
En la fase de grupos, el sorteo deparó como rivales a Liverpool, Marsella y PSV Eindhoven. El Atlético se clasificó para octavos de final como segundo de grupo, con 12 puntos.
La primera jornada se jugó contra el PSV en el Philips Stadion, el 16 de septiembre de 2008, con victoria por 0-3. En el minuto 9, Agüero dentro del área pequeña aprovechó un gran pase desde la derecha de Luis García para batir al portero. En el 36, tras una gran carrera de Sinama por la banda izquierda, Agüero controló el centro del francés y, con un potente zurdazo, marcó el 0-2. En el 54, tras una preciosa jugada al primer toque entre Simao y Luis García, Maniche dentro del área marcó el tercero. Este resultado colocaba al Atlético líder de su grupo, empatado a puntos con el Liverpool que había vencido en Marsella.
En la segunda jornada, disputada el 1 de octubre de 2008, el Atlético recibía en el Calderón al Marsella, al que venció por 2-1. En el minuto 4, tras un excelente control, Agüero marcó un golazo ante el que nada pudo hacer el portero rival. Poco a poco el Olympique se fue metiendo en el partido, y en el 16 Bonnart puso un centro medido para que Mamadou Niang restableciese el empate en el marcador. En el 22, una falta sacada por Mariano Pernía con mucho efecto fue tocada por Raúl García, lo justo para marcar el segundo tanto. Con esta nueva victoria, el Atlético se mantenía líder empatado a puntos con el Liverpool, que había ganado frente al PSV.
La tercera jornada se jugó el 22 de octubre de 2008 en el Vicente Calderón, donde el Atlético recibió al Liverpool. El resultado fue de empate a 1. En el minuto 14, un buen pase de Gerrard a la espalda de la defensa fue aprovechado por Keane que, solo ante el portero, marcó el 0-1. En el minuto 83, Forlán se aprovechó de un error de la defensa inglesa para dar un pase a Simao que, sin oposición, marcó el gol del empate. Con este resultado se mantenía el empate a puntos entre los dos primeros clasificados: Liverpool y Atlético.
La cuarta jornada se jugó en Anfield, repitiendo el enfrentamiento Liverpool-Atlético, y con idéntico resultado. El primer gol lo marcó Maxi en el minuto 37 tras rematar un centro de Antonio López, en una jugada iniciada por Heitinga. El gol del empate fue la polémica del partido. En el minuto 95, Gerrard se tira en el área atlética, fingiendo un penalti de Pernía. El árbitro pica en el anzuelo y se lo concede, y el propio capitán de los Reds consigue el empate in extremis para su equipo. Aún no se resolvía el empate a puntos entre los dos líderes, y solo el golaverage general ponía como líder al Atlético por un gol.
En la quinta jornada, el Atlético de Madrid venció al PSV por 2-1 en un Vicente Calderón vacío por sanción de la UEFA. En el minuto 14, Simao recibió dentro del área un centro de Seitaridis y, al segundo intento, lo transformó en el primer gol de la noche. En el minuto 28, Maxi, desde la frontal, fusiló la portería para marcar el segundo. El gol visitante fue obra de Koevermans en el 47, idéntico al de Maxi: rematando un balón que se quedaba muerto tras un saque de córner. Con este resultado el Atlético se mantenía líder, aunque continuaba empatado a puntos con el Liverpool, y se clasificaba matemáticamente para los octavos de final. Solo quedaba por dilucidar cuál de los dos equipos sería el primero de grupo, y cuál el segundo.
La sexta jornada, última de la fase de grupos, enfrentó al Atlético de Madrid y al Olympique de Marsella en el Stade Vélodrome, con resultado de empate a cero. Este empate, unido a la victoria del Liverpool frente al PSV, dejaba al Atlético como segundo clasificado del grupo. Por culpa de un último pinchazo se quedó a dos puntos de ser líder.
| Equipo             | Pts | PJ | PG | PE | PP | GF | GC | Dif |
| ------------------ | --- | -- | -- | -- | -- | -- | -- | --- |
| Liverpool          | 14  | 6  | 4  | 2  | 0  | 11 | 5  | +6  |
| Atlético de Madrid | 12  | 6  | 3  | 3  | 0  | 9  | 4  | +5  |
| Marsella           | 4   | 6  | 1  | 1  | 4  | 5  | 7  | -2  |
| PSV Eindhoven      | 3   | 6  | 1  | 0  | 5  | 5  | 14 | -9  |

#### Octavos de final
El rival para octavos de final fue el FC Porto.
El partido de ida se disputó el 24 de febrero de 2009 en el Vicente Calderón, con resultado de empate a dos. En el minuto 3, Agüero levantó la cabeza y filtró un pase hacia Forlán. El uruguayo no llegó a controlar, pero sí lo hizo Maxi, que adelantó a su equipo en el marcador. En el minuto 22, Pablo midió mal un balón aéreo y se lo cedió a Lisandro en la frontal, que tuvo todo el tiempo del mundo para armar el disparo y restablecer el empate. Justo antes del descanso, un contragolpe del Atlético lo finalizó Forlán con un disparo centrado, en el que Helton erró el balón, tras chocar contra él, entró en la portería. En el minuto 73, cuando el ritmo del partido había bajado y las ocasiones empezaban a escasear, Cissokho apuró línea de fondo y centró raso para que Lisandro, sin oposición, marcase el tanto del empate a dos.
El partido de vuelta se disputó el 11 de marzo en el Estadio do Dragão, en la ciudad portuguesa de Oporto, y el resultado fue de empate a cero. Aunque la eliminatoria estaba empatada, el valor de los goles fuera de casa eliminó al Atlético en una competición que hasta ahora había disputado de forma impecable. La falta de ambición de su entrenador, que dejó a su máximo goleador en el banquillo, impidieron que el Atlético gozase de ocasiones claras con las que llevarse el partido y la eliminatoria. De esta triste forma terminaba el regreso del Atlético de Madrid a la máxima competición continental después de 12 años.
| 24 de febrero de 2009 | Atlético de Madrid          | 2:2 (2:1) | Oporto                 | Estadio Vicente Calderón, Madrid                                     |                                                                      |
|                       | Rodríguez 3' · Forlán 45+2' | Reporte   | Lisandro López 22' 72' | Asistencia: 47.000 espectadores Árbitro(s): Howard Webb (Inglaterra) | Asistencia: 47.000 espectadores Árbitro(s): Howard Webb (Inglaterra) |

| 11 de marzo de 2009 | Oporto | 0:0     | Atlético de Madrid | Estadio do Dragão, Oporto                                              |                                                                        |
|                     |        | Reporte |                    | Asistencia: 46.509 espectadores Árbitro(s): Pieter Vink (Países Bajos) | Asistencia: 46.509 espectadores Árbitro(s): Pieter Vink (Países Bajos) |

### Copa del Rey
El Atlético de Madrid eliminó al Orihuela en dieceisavos de final y en octavos de final fue eliminado por el FC Barcelona por un marcador global de 5-2 (1-3 en la ida y 1-2 en la vuelta)

### Liga
Tras un comienzo irregular, el Atlético inició una racha de 9 partidos sin perder en la Liga y se puso tercero al finalizar el año 2008. Sin embargo, el Atlético empezó en enero de la peor manera con 2 empates y 3 derrotas y Javier Aguirre fue destituido el 3 de febrero tras caer derrotado 2-1 contra el Real Valladolid en el Calderón. Fue sustituido por el resto de la temporada por Abel Resino, que retornaba al club donde consiguió su legendario récord de partidos imbatidos, dejando el banquillo del CD Castellón. Con Abel Resino, tras una segunda vuelta irregular, con victorias contra grandes equipos como el FC Barcelona (4-3), Villareal (3-2) y el empate sumado en el Bernabéu en el Derbi madrileño contra el Real Madrid (1-1), con derrotas contra Mallorca (0-2), Osasuna (2-4) y Racing de Santander (1-5). Al final, el Atlético culminó con 67 puntos en el cuarto lugar, clasificándose nuevamente para disputar la tercera ronda previa para no campeones de Liga de la Liga de Campeones de la UEFA 2009-10.

## Temporada 2009-2010: Campeones de la UEFA Europa League

### Pretemporada
Tras clasificarse para la Liga de Campeones durante la temporada anterior, el Atlético de Madrid comenzó a preparar el siguiente curso el 18 de julio en Colmenar Viejo, disputando un partido amistoso contra el equipo local, que celebraba su ascenso a Tercera División. Para dicho partido, el Atlético alineó a muchas de sus nuevas incorporaciones veraniegas y algunos canteranos. El once inicial estuvo conformado por Roberto en la portería; Valera, Domínguez, Pablo y Cabrera en la línea defensiva; Sinama Pongolle, Cléber Santana, Koke y Reyes por el centro, Jurado de mediapunta y Borja como único delantero. Abel Resino, que renovó su contrato con la entidad tras haber cumplido los objetivos para la anterior campaña, dirigió el encuentro. También participaron en el partido Joel, Keko, Juanito, Perea, Raúl García, Pacheco, Ujfalusi, Rubén Pérez y Cedric. El marcador final fue un 0-3 favorable al Atlético, y los goles fueron marcados por Cléber Santana al cabecear un centro de Valera, Domínguez al rematar un saque de esquina, y Pacheco con un potente disparo al borde del área.
Tras este partido, el Atlético viajó a Lisboa, donde disputó un partido amistoso con el Benfica, club en el que habían militado jugadores como Simão Sabrosa o José Antonio Reyes. El encuentro se disputó en el Estadio da Luz, y jugaron de salida Asenjo, Antonio López, Heitinga, Ujfalusi, Pablo, Reyes, Assunçao, Raúl García, Simao, Forlán y Agüero. El partido tuvo un ambiente espectacular, con 60000 espectadores llenando las gradas, y se saldó con victoria del Atlético por 1-2. El primer gol llegó cuando el encuentro solo llevaba 10 minutos, y salió de las botas de Raúl García a pase de Simao. El Benfica consiguió el empate hasta el minuto 20 cuando Saviola se coló entre líneas y esperó a Cardozo para darle el pase de la muerte. Al borde del descanso, el Kun controló un balón dentro del área, lo protegió con el cuerpo y Vitor, al tratar de arrebatárselo, provocó un penalti que transformó Forlán para poner el definitivo 1-2.
El 24 de julio, el Atlético debutó en su primer torneo del verano, el Torneo de Ámsterdam. El sistema de puntuación del torneo otorgaba 3 puntos al vencedor de cada encuentro y 1 punto a cada equipo en caso de empate. Además, cada gol contabilizaba un punto extra. El primer partido se jugó contra el Ajax Ámsterdam, con resultado de empate a tres. Salió el Atlético con Asenjo en la portería; Heitinga, Perea, Juanito y Antonio López en la defensa; Maxi, Assunçao, Cléber Santana y Reyes en el centro del campo; y Kun y Forlán en la delantera. No comenzó bien el choque para el equipo colchonero, que encajó el primer gol a los 8 minutos. Lo marcó Cvitanich, que solo tuvo que empujarla tras el centro raso que le puso un compañero que recibió el balón en posición dudosa. Más de un cuarto de hora después, Cléber Santana asistía al desmarque por la derecha de Maxi Rodríguez, que puso el balón en el área pequeña para la llegada de Agüero. El rechace de Stekelenburg le llegó a Simao, que no perdonó y mandó el balón al fondo de las mallas. Justo antes del descanso se adelantó el Atlético en el marcador. Un pase largo de Forlán cayó en las botas de Agüero, que tras un recorte metió el balón entre los dos centrales y fue directo a puerta. Así se marcharon a los vestuarios con el 1-2 en el marcador. Al regresar al césped, un error de la zaga provocó el empate. Fue por culpa de un despeje fallido de Heitinga que, con todo a favor y sin oposición, apenas llegó a rozar el balón y lo dejó en las botas de Sulejmani, que se sacó un preciso centro y puso el gol en la cabeza de Rommedahl. La respuesta del Atlético fue inmediata. Agüero, rodeado de cuatro defensas, encontró el hueco justo para la llegada de Maxi Rodríguez, que hizo el tercero. La victoria parecía asegurada para el conjunto colchonero cuando, en el tiempo de descuento, Rommedahl se tiró al suelo dentro del área ante la presión de Perea y el árbitro, engañado, pitó penalti. Luis Suárez se encargó de transformarlo y puso el definitivo 3-3 en el marcador.
Dos días después se disputó el encuentro contra el Sunderland. Ya sin opciones de conseguir el título, el Atlético disputó un partido incómodo, plagado de errores, en el que fue dominado por el Sunderland y perdió por 2-0. Salió el Atlético de inicio con una formación 4-2-3-1 con Asenjo en la portería, Valera, Pablo, Ujfalusi y Domínguez formando la línea defensiva; Raúl García y Koke como mediocentros, Jurado en la mediapunta, Sinama Pongolle y Reyes en las bandas, y Forlán como único delantero. El primer gol llegó al filo del descanso, en una falta dentro del área cometida por Valera cuando Malbranque se quedaba solo ante el portero. Richardson transformó el penalti, y el Sunderland finalizó la primera parte con ventaja en el marcador. A falta de 5 minutos para el final, un ajustado tiro raso de Richardson golpeó en el poste y entró a portería, poniendo el definitivo 0-2 en el marcador y dejando al Atlético como cuarto clasificado del torneo.
Tras el fiasco en Ámsterdam, el equipo rojiblanco viajó a Londres para disputar la Emirates Cup. El sistema de competición era idéntico al del Torneo de Ámsterdam: cada victoria contabilizaba 3 puntos, cada empate 1 punto, y cada gol era 1 punto extra. El 1 de agosto comenzó enfrentándose al equipo anfitrión, el Arsenal, contra quien perdió por dos goles a uno. En esta ocasión, Abel Resino se decantó por su habitual 4-4-2, con Asenjo; Heitinga, Ujfalusi, Juanito y Domínguez; Reyes, Raúl García, Assunçao y Sinama Pongolle; Kun y Forlán. El Arsenal encontró dificultades para atacar el área rojiblanca, con una defensa muy seria durante todo el encuentro, cuyos errores en los minutos finales le costaron el partido. El marcador se abrió en el minuto 86, cuando Fábregas dio un pase bombeado desde la esquina del área que Arshavin remató de primeras, haciendo el 1-0 para los locales. La reacción del Atlético no se hizo esperar, y a los dos minutos un gran pase de Jurado dejó a Pacheco solo en el mano a mano con Mannone, que no perdonó. Parecía que el encuentro iba a finalizar en empate, pero aún llegó un error más de la defensa atlética. Una serie de toques de cabeza entre los zagueros del Atlético de Madrid desembocó en un pase a Asenjo por parte de Juanito. Sin embargo, Arshavin le robó la cartera y, casi sin ángulo, la metió en la portería en el minuto 90.
Al día siguiente, el rival del Atlético fue el Paris Saint-Germain, equipo de la capital francesa que también había acudido a disputar la Emirates Cup. El partido finalizó con 1-1 a pesar de que el PSG jugó más de 50 minutos con un hombre menos. Abel Resino sacó como once titular a Roberto bajo los palos; Valera, Pablo, Perea y Antonio López en defensa; Cléber Santana y Koke como mediocentros de contención; Maxi y Simao en las bandas; Jurado de enganche y Agüero en punta. La acumulación de hombres en el centro del campo no otorgó ni mucho menos la posesión del balón al Atlético, y los franceses aprovecharon la oportunidad en la banda defendida por Valera para buscar las internadas de Sessegnon, el mejor de sus jugadores. Solo la falta de pegada parisina evitó que se adelantaran en el marcador. La mejor ocasión de la primera mitad, sin embargo, fue para el Atlético, con un disparo de Cléber Santana que se estrelló en el travesaño. Solo pudo encarrilar el partido una genialidad del Kun Agüero. Controló un pase largo con el exterior y, cuando se disponía a recortar al portero para quedarse solo ante el marco, una entrada por detrás de Baning lo derribó, provocando penalti y expulsión del defensa. El propio argentino se encargó de convertir la pena máxima y de adelantar al Atlético a falta de 5 minutos para finalizar la primera mitad. Tras el descanso, el juego de los rojiblancos mejoró. Abel Resino dio entrada a los canteranos, y un disparo de Jurado hizo temblar el poste. Sin embargo, conforme pasaban los minutos, el juego de los madrileños iba perdiendo intensidad, lo cual le pasó factura en el minuto 70, cuando la enésima internada por la izquierda de Sessegnon encontró despistado a Pablo, y pudo servirla en bandeja para que Giuly disparara a gol. Era el 1-1 con 20 minutos por delante. En ese momento, el Atlético pareció venirse arriba, pero su juego no tenía orden ni concierto, las pérdidas de balón eran constantes e imperaba el nerviosismo y la precipitación. Pacheco protagonizó el tercer disparó al palo de los rojiblancos tras una gran combinación con Simao, y con ello se esfumó la última ocasión clara del partido. El choque finalizó con las tablas en el marcador y la imagen de un Atlético que seguía cometiendo los mismos errores que la anterior temporada.
El Atlético de Madrid terminó la Emirates Cup en tercera posición con tres puntos, solo uno por delante del PSG y uno por detrás del Rangers FC, segundo clasificado. Resultó campeón el Arsenal con 11 puntos.
El último equipo importante al que se midió el Atlético en su pretemporada fue al Liverpool, el 8 de agosto en Anfield Road. Tras los fiascos de anteriores partidos, el conjunto colchonero por fin consiguió una victoria por 1-2 frente al equipo de Rafa Benítez. El encuentro fue especialmente emotivo por ser la primera vez que Fernando Torres, exjugador atlético, jugaba contra el equipo de su infancia. Los jugadores que saltaron al césped de inicio por parte del Atlético fueron Asenjo, Heitinga, Juanito, Ujfalusi, Antonio López, Maxi Rodríguez, Paulo Assunçao, Raúl García, Simao, Forlán y Agüero. No tardó mucho el equipo visitante en sacudirse el dominio inicial del Liverpool, y al cuarto de hora llegó el primer gol. Antonio López puso un centro medido que el Kun remató de cabeza, abriendo el marcador en favor de los madrileños. El segundo gol nació de una preciosa jugada entre Simao y Forlán, que culminó con un pase de tacón del portugués que recogió el charrúa en la frontal del área y disparó a la escuadra de Reina, ampliando la ventaja a 0-2. A la media hora de encuentro, Fernando Torres recibió un pase largo a la espalda de la defensa y, solo frente al portero, su disparo fue rechazado por el poste. Tuvo otra gran ocasión el de Fuenlabrada, que a falta de 10 minutos para el final recortó dentro del área y disparó entre los tres palos con potencia y precisión, pero el balón se encontró con los guantes de un ágil Asenjo que adivinó la intención del 9. Apenas un minuto después, Lucas Leiva recibió un pase completamente solo en la frontal del área, y esta vez no perdonó en el mano a mano. Faltaban menos de nueve minutos para la finalización del encuentro y el partido volvía a estar abierto. Sin embargo, el Liverpool no fue capaz de culminar la remontada, y el pitido final llegó con el 1-2 en el marcador, que significaba la victoria rojiblanca.
Tras su aventura europea, el Atlético de Madrid regresó a España para disputar el Trofeo Teresa Herrera contra el Deportivo de la Coruña el 10 de agosto. Se llegó al minuto 90 con empate a uno, y el encuentro tuvo que saldarse en los penaltis. Salió un once titular con Roberto en la portería, Valera de lateral derecho, Domínguez y Pablo en el centro de la defensa, Antonio López resguardando el carril izquierdo, Assunçao y Cléber Santana como mediocentros, Reyes y Pacheco por las bandas, Jurado en la mediapunta y Sinama Pongolle como único delantero. La mayor parte del partido fue un recital de errores defensivos del Atlético y clamorosas ocasiones del Deportivo, que se vieron frustradas la mayoría de las veces por soberbias intervenciones de Roberto. Se llegó al descanso con empate a cero, pero tras la reanudación entró Valerón por Juca, y le vino al Deportivo como un soplo de aire fresco. Se dedicó a buscar huecos, y fruto de ello llegó el primer gol del conjunto local. Pase en profundidad para Laure, centro de este a la olla que despeja Roberto muy forzado, remate de Iván Pérez y gol. El encuentro parecía sentenciado porque al Atlético no se le veía disposición de buscar la remontada. Sin embargo, esta llegó tras el error de Ángulo, que bajó un balón con la mano dentro del área y, además, levantó demasiado la pierna a la hora de intentar el despeje, provocando penalti sobre Perea por partida doble. Jurado fue el encargado de lanzarlo, y mandó un disparo imposible para Aranzubia. Tras quince minutos, el árbitro decretó el final del tiempo reglamentario, y el encuentro marchó a los penaltis. A pesar de que Koke mandara demasiado alto uno de los lanzamientos del Atlético, Roberto detuvo dos de los disparos del Deportivo, consiguiendo así la victoria y el primer título del verano para el Atlético de Madrid.
La pretemporada del Atlético finalizó con un partido gris ante el Castellón, en el que vencieron los rojiblancos por un escaso 0-1, y el césped estuvo plagado siempre de canteranos y suplentes. El único gol salió de las botas de Sinama Pongolle, que recortó a su marcador en el pico del área y metió un zurdazo ajustado al primer palo. Desde entonces y hasta el final del encuentro, todo el juego ofensivo fue creado por el Castellón y abortado por la defensa de un Atlético a medio gas que no pasó demasiados apuros. Así, el 13 de agosto de 2009, el Atlético de Madrid ponía fin a su pretemporada e iniciaba la preparación de la ronda previa de la Champions League, que le enfrentaría al Panathinaikos griego.
En cuanto a fichajes y ventas, se incorporaron al Atlético de Madrid el portero Sergio Asenjo procedente del Valladolid, el defensa uruguayo Leandro Cabrera desde el Defensor Sporting, el central Juanito del Betis, regresaron de su cesión en el Mallorca Jurado (mediapunta) y Cléber Santana (mediocentro), y también se reincorporó a la disciplina rojiblanca tras un año cedido en el Racing de Santander el lateral derecho Valera. Otro de los que regresaron tras un año fuera fue Reyes desde el Benfica, y Roberto, el joven portero del Recreativo, sobre el que el Atlético efectuó una opción de recompra.
Se marcharon del equipo colchonero los porteros Leo Franco y Coupet, al Galatasaray y el PSG respectivamente. Banega regresó al Valencia tras su cesión, y Diego Costa se fue cedido al Valladolid. Seitaridis, Maniche y Luis García fueron despedidos por su actitud, y terminaron recalando en el Vereinslos, Colonia y Racing de Santander respectivamente. Además, el último día del mercado de fichajes, el Club vendió a su lateral derecho titular, Heitinga, al Everton, sin tiempo ya para hacerse con un recambio.

### UEFA Champions League

#### Play-offs
Tras alcanzar el cuarto puesto en liga durante el año anterior, el Atlético de Madrid debió disputar una eliminatoria previa antes de acceder a la fase de grupos de la Champions. Su rival fue el Panathinaikos griego. La ida se jugó el miércoles 19 de agosto en el Spyros Louis de Atenas, con resultado de 2-3. El Atlético dominó el partido de principio a fin frente a un rival demasiado pobre. Tras una gran parada de Asenjo y un gol anulado a Salpingidis, llegó el primer tanto rojiblanco. Forlán controla con maestría un pase en largo de Raúl García, recorta a un defensa y la sirve en bandeja para que Maxi, que se incorporaba en carrera, se quede mano con Galinovic y lo bata raso, silenciando a la afición griega. Con la ventaja se marcharon al descanso, pero la defensa atlética salió dormida a la segunda mitad y, pocos instantes después de sacar desde el círculo central, Salpingidis superó en velocidad a Juanito y batió con una vaselina a Asenjo, que se había quedado a media salida. 1-1 y el partido volvía a abrirse. A falta de media hora para el final Simao encuentra una autopista por la banda izquierda, la toca atrás para Maxi y el argentino revienta la cruceta de un balonazo. La pelota sale despedida y la recoge Assunçao que deja para Forlán en la frontal. El uruguayo recorta y, entre un mar de piernas, se saca un disparo que Galinovic solo puede rozar con la punta de los dedos antes de que se cuele en la portería. Los rojiblancos vuelven a adelantarse en el marcador, 1-2. La puntilla la daría Agüero 5 minutos después. En un error de la defensa helena, el delantero estuvo listo para robarle el balón al rival y correr en solitario hacia la meta. Al llegar al área se detiene, rodeado de defensas, y al ver que aún no se ha incorporado al ataque ningún compañero, se va de dos de sus marcadores y hace el tercero con un disparo cruzado. Ya en los últimos compases del partido, Leto gana la espalda a la defensa rojiblanca y marca el definitivo 2-3 con un zurdazo que se cuela por la escuadra.
El partido de vuelta se disputó el 25 de agosto en el Vicente Calderón. La victoria del Atlético por 2-0 le permitió clasificarse para la liguilla. La eliminatoria ya parecía casi sentenciada en la ida, pero por si quedaba alguna duda, Heitinga se sacó un cambio de juego magistral que recibió Forlán dentro del área, disparó desviado y el balón se estrelló en la pierna de Vintra antes de entrar en portería. Era el 1-0 para los rojiblancos que ponía aún más cuesta arriba la eliminatoria al Panathinaikos. Cissé, tras una dura entrada sobre Assunçao, fue expulsado por el colegiado, dando aún más tranquilidad si cabe al conjunto local. El segundo gol vino tras una internada de Simao que la deja para el Kun en la frontal. Agüero, rodeado de defensas, consigue llevarse el balón y, con un disparo cruzado, hace el definitivo 0-2 que mete al Atlético de Madrid en la fase de grupos de la Champions por segundo año consecutivo.

#### Fase de grupos
El Atlético de Madrid quedó encuadrado en el grupo D junto al Chelsea FC, uno de los equipos más potentes de la competición, el Porto FC, equipo que los apeó del campeonato durante la anterior edición, y el APOEL Nicosia, un equipo chipriota que parecía, a priori, el más débil y asequible del grupo.
El martes 15 de septiembre de 2009 se disputó el primer duelo de la competición europea, que enfrentaba al APOEL y al Atlético en el Vicente Calderón. Los aficionados estaban realmente ilusionados con el campeonato y se mostraban optimistas de cara al duelo, pensando que se trataba de un rival inferior y que podrían vencerlo sin problemas en casa. Sin embargo, el resultado fue un decepcionante empate a cero. El Atlético tuvo infinidad de ocasiones y disparos a puerta, pero Chiotis, el portero chipriota, estuvo muy atento durante todo el partido, y el conjunto visitante muy bien ordenado sobre el campo, por lo que el encuentro finalizó sin goles. El Chelsea, por otra parte, venció por 1-0 al Porto en Stamford Bridge, situándose a la cabeza del grupo con 3 puntos.
El 30 de septiembre llegó un encuentro que muchos atléticos llevaban todo un año esperando: la oportunidad de revancha contra el Porto, equipo que los eliminó en los octavos de final de la edición anterior. El partido se disputó en el Estadio do Dragao, y el Porto venció por 2 goles a 0. En el minuto 76 llegó el primer gol, obra de Falcao. Hulk disparó con fuerza desde la derecha, De Gea despejó como pudo y el balón le cayó de nuevo a Hulk, que se la puso a Falcao para que rematase de espuela e hiciese el primero. Sin apenas tiempo para reaccionar, llegó el segundo a la salida de un córner. Bruno Alves remató de cabeza, De Gea volvió a despejar y el rechace le cayó a Rolando, que la empujó dentro a puerta vacía. El Chelsea, por su parte, volvió a vencer en Nicosia, sumando 6 puntos que le mantenían líder de grupo. Por detrás el Porto, con 3 puntos, y por último Atlético de Madrid y APOEL, con 1 punto cada uno.
En la tercera jornada, el 21 de octubre de 2009, llegó la visita a Stamford Bridge. El Atlético necesitaba una victoria para no descolgarse de los dos primeros puestos. Sin embargo, el Chelsea le pasó por encima de forma aplastante con un 4-0. En el minuto 41, Lampard metió un buen pase entre líneas a Cole que se desmarcaba por la izquierda, este centró raso y encontró a Kalou que remachó ante la puerta de Asenjo. El guardameta poco pudo hacer y el 1-0 subió al marcador. Tras la reanudación en el segundo tiempo, no habían pasado ni 5 minutos cuando Kalou cabeceó a la red un cóner botado por Lampard, haciendo el 2-0. La clasificación se le ponía muy cuesta arriba al Atlético de Madrid. Más cuesta arriba se le puso cuando, en el minuto 69, Lampard anotaba el tercero con un derechazo desde la frontal. Y, para rematar la faena, Perea anotó el 4-0 en propia meta en el 92'. El Porto, como era de esperar, había vencido por 2-1 al APOEL, con lo que aventajaba en tres puntos más al Atlético de Madrid. La clasificación en estos momentos la lideraba el Chelsea con 9 de 9 puntos, seguido del Porto con 6, y por último Atlético y APOEL que seguían empatados a un punto.
La cuarta jornada se disputó el 3 de noviembre de 2009, y enfrentó de nuevo a Atlético de Madrid y Chelsea FC, esta vez en el estadio Vicente Calderón. El Porto se enfrentaba al APOEL en Nicosia y, presuponiendo una victoria de los portugueses, el Atlético necesitaba ganar para mantener sus opciones de clasificación. El primer tanto fue rojiblanco, gol de Agüero en el 67' de volea, tras recibir un centro de Antonio López que había tocado en Álex. Lo locales se adelantaban en el marcador y comenzaban a creer que era posible la remontada en la clasificación. Sin embargo, en el 82' se bajaron los ánimos, después de que Drogba cabeceara a la red un centro de Malouda desde la izquierda. Solo cinco minutos después, el equipo inglés terminó de hundir al Atlético. En una buena contra, Drogba se quedó solo frente a Asenjo, y aunque el meta rojiblanco consiguió detener el primer disparo, el rechace le cayó de nuevo al delantero que machacó sin piedad en 1-2. A punto de cumplir el tiempo reglamentario, el Kun marcó el empate con un golazo de falta directa. Sin embargo, no quedó tiempo suficiente, y el empate a dos, sumado a la previsible victoria del Porto en Nicosia, eliminó definitivamente a los rojiblancos de la máxima competición europea. Ya solo quedaba luchar contra el APOEL por la tercera plaza, que daba acceso a la UEFA Europa League.
Precisamente, el partido de la quinta jornada enfrentaba a ambos equipos, esta vez en terreno del APOEL. Una victoria rojiblanca garantizaba la tercera plaza y la clasificación a la Europa League. Sin embargo, el resultado fue de empate a 1, quedando la clasificación pendiente para la última jornada. Apenas habían transcurrido 5 minuto de partido cuando Mirosavljević remató a placer un excelente pase desde la izquierda, adelantando al APOEL en el marcador. El Atlético quedaba virtualmente fuera de competición europea con este resultado, por lo que se volcó sobre la portería de Chiotis con más corazón que cabeza. Finalmente, en la segunda parte, un centro de Agüero fue despejado por el meta chipriota, el rechace le cayó a Simao y marcó el 1-1 que dejaba todo para el último partido. El Chelsea derrotó al Porto por 0-1 en el Estadio do Dragao, con lo que se aseguraba la primera plaza del grupo con 13 puntos de 15 disputados. Por detrás estaba el Porto, con 9, seguido del Atlético de Madrid con 3 puntos y el APOEL con 2.
El último partido de la fase de grupos enfrentó al Porto y al Atlético de Madrid en el estadio Vicente Calderón. Los aficionados daban por supuesto que el APOEL sería incapaz de ganar al Chelsea, por lo que el partido no fue recibido con gran expectación. El resultado fue un contundente 0-3. Eso, unido al empate en Stamford Bridge entre APOEL y Chelsea, otorgó la tercera plaza al Atlético de Madrid por superar al APOEL en el goal-average particular. Sin embargo, cuando el APOEL se adelantó en el marcador al comienzo del partido, los aficionados temieron por la clasificación para la Europa League. Finalmente, ésta se consiguió por los pelos y de una forma vergonzosa, sin sumar ni una sola victoria en toda la fase de grupos.
El Atlético de Madrid finalizó de esta forma su participación en la UEFA Champions League durante la temporada 2009/2010.
| Equipo             | Pts | PJ | PG | PE | PP | GF | GC | Dif |
| ------------------ | --- | -- | -- | -- | -- | -- | -- | --- |
| Chelsea FC         | 14  | 6  | 4  | 2  | 0  | 11 | 4  | 7   |
| FC Porto           | 12  | 6  | 4  | 0  | 2  | 8  | 3  | 5   |
| Atlético de Madrid | 3   | 6  | 0  | 3  | 3  | 3  | 12 | -9  |
| APOEL Nicosia      | 3   | 6  | 0  | 3  | 3  | 4  | 7  | -3  |

### UEFA Europa League

#### Dieciseisavos de final
Tras el estrepitoso fracaso en la fase de grupos de la UEFA Champions League, el Atlético de Madrid accedió como tercero de grupo a las eliminatorias de la segunda competición continental, la UEFA Europa League. Su primer rival fue el turco Galatasaray. El encuentro fue emotivo por el regreso de Leo Franco, portero del Atlético durante las cinco anteriores temporadas, al Vicente Calderón.
El partido de ida se disputó en el Vicente Calderón el 18 de febrero de 2010, con resultado final de 1-1. El primer gol fue obra de Reyes, enviando de forma espléndida a la escuadra un lanzamiento de falta directa. El Atlético estaba siendo mucho mejor que su rival y merecía una victoria más abultada, pero la suerte no estuvo de su lado. A mitad de la segunda parte, el portero De Gea se marchó lesionado y tuvo que entrar Asenjo en su lugar. Keita anotó el gol del empate en el minuto 77, rematando un centro al área en el que Asenjo hizo una pésima salida. Este gol postrero complicaba las cosas de cara al encuentro de vuelta.
Este se jugó una semana después, el 25 de febrero, en el estadio Ali Sami Yen de Estambul. El resultado de 1-2 proporcionó el pase a octavos al Atlético de Madrid con un global de 3-2, dejando en la cuneta a su rival turco. El primer gol vino a falta de media hora para finalizar el encuentro. Un zapatazo de Simao tras un saque de banda que rebotó en la espalda de Jurado se estrelló contra la red pegadito al palo. Tras una hora de sufrimiento, el Atlético se ponía por delante en el marcador. Sin embargo, a los cinco minutos, Keita volvía a rematar un centro al área, esta vez de cabeza, e igualaba la eliminatoria. En el minuto 82, Erkin recibió una segunda amarilla y abandonó el terreno de juego. Faltaban apenas 8 minutos y el equipo turco se preparaba para apretar los dientes durante la prórroga con uno menos, pero no fue necesario. En el descuento, Forlán recibió un balón en el área, regateó a toda la defensa y marcó el definitivo 1-2 que daba el pase a octavos de final.
| 18 de febrero de 2010 | Atlético de Madrid | 1:1     | Galatasaray SK | Vicente Calderón, Madrid                                             |                                                                      |
|                       | Reyes 23'          | Reporte | Keita 77'      | Asistencia: 55.000 espectadores Árbitro(s): Aleksei Nikolaev (Rusia) | Asistencia: 55.000 espectadores Árbitro(s): Aleksei Nikolaev (Rusia) |

| 25 de febrero de 2010 | Galatasaray SK | 1:2     | Atlético de Madrid      | Estadio Ali Sami Yen, Estambul                                       |                                                                      |
|                       | Keita 66'      | Reporte | Simao 63', · Forlán 33' | Asistencia: 22.000 espectadores Árbitro(s): Gianluca Rocchi (Italia) | Asistencia: 22.000 espectadores Árbitro(s): Gianluca Rocchi (Italia) |

#### Octavos de final
El rival para esta eliminatoria fue el Sporting de Portugal. El partido de ida se disputó el 11 de marzo en el Vicente Calderón, con el nefasto resultado de 0-0. Nefasto porque no se correspondía con el juego desplegado por el Atlético, que mereció vencer abultadamente, y porque el Sporting jugó con diez gran parte del tiempo, terminando con nueve jugadores el encuentro. Con este resultado, la eliminatoria quedaba completamente abierta para la vuelta.
El segundo partido se jugó en el Estadio José Alvalade de Lisboa el 18 de marzo, con un empate 2-2 que otorgaba la clasificación al Atlético para cuartos de final por el valor doble de los goles fuera de casa. El Kun Agüero hizo un partido espectacular, marcando los dos goles del equipo. El primero llegó nada más comenzar el encuentro, en el minuto 3, rematando en boca de gol un centro de Antonio López. A los 20 minutos de partido, Liédson igualó el marcador al rematar de cabeza un centro con rosca. Sin embargo, quince minutos después, Agüero volvió a adelantar a su equipo al recibir un balón en el área, regatear a dos defensas y sutilmente, mandar el balón con el exterior pegadito al palo. Antes de finalizar el primer tiempo, durante el descuento Polga volvió a establecer el empate con un golazo de falta directa. El marcador no se movió durante la segunda mitad, pero el empate a dos servía para que el Atlético avanzase otra ronda y se plantase en cuartos de final.
| 11 de marzo de 2010 | Atlético de Madrid | 0:0     | Sporting de Portugal | Vicente Calderón, Madrid                                               |                                                                        |
|                     |                    | Reporte |                      | Asistencia: 42.000 espectadores Árbitro(s): Pieter Vink (Países Bajos) | Asistencia: 42.000 espectadores Árbitro(s): Pieter Vink (Países Bajos) |

| 18 de marzo de 2010 | Sporting de Portugal      | 2:2     | Atlético de Madrid | José Alvalade, Lisboa                                               |                                                                     |
|                     | Liédson 19' · Polga 45+1' | Reporte | Agüero 3', 33'     | Asistencia: 41.919 espectadores Árbitro(s): Knut Kircher (Alemania) | Asistencia: 41.919 espectadores Árbitro(s): Knut Kircher (Alemania) |

#### Cuartos de final
El rival para cuartos de final fue el otro equipo español que quedaba vivo en la competición: el Valencia CF. El encuentro de ida se disputó en Mestalla, con un resultado de 2-2 que favorecía a los rojiblancos y que se antojaba justo tras un partido muy igualado. El primer gol lo marcó Diego Forlán en el minuto 59, después de que Agüero robara un balón a la defensa y se marchase completamente solo hacia César, acompañado del uruguayo y de Assunção en un tres para uno. En el 66, Fernandes estableció la igualdad con un misil desde fuera del área. A falta de 20 minutos, Antonio López volvió a adelantar al Atlético cabeceando totalmente solo un balón rechazado por Raúl García tras un saque de córner. Sin embargo, en el minuto 82, Villa estableció el definitivo 2-2 rematando a bocajarro un balón ante la meta de De Gea.
El partido de vuelta se jugó en el estadio Vicente Calderón, y tuvo un resultado de 0-0 que, como en la anterior eliminatoria, daba el pase al Atlético por el valor doble de los goles fuera de casa. Aunque no hubo goles, sí hubo un par de jugadas polémicas, como un gol anulado a Forlán por un inexistente fuera de juego, otro fuera de juego mal señalado a Agüero cuando se quedaba en mano a mano con César, o un penalti no pitado por agarrón de Juanito a Zigic, en el que incluso le rompió la camiseta.
| 1 de abril de 2010 | Valencia CF               | 2:2     | Atlético de Madrid             | Estadio de Mestalla, Valencia                                       |                                                                     |
|                    | Fernandes 67' · Villa 82' | Reporte | Forlán 59' · Antonio López 72' | Asistencia: 50.000 espectadores Árbitro(s): Craig Thomson (Escocia) | Asistencia: 50.000 espectadores Árbitro(s): Craig Thomson (Escocia) |

| 8 de abril de 2010 | Atlético de Madrid (v) | 0:0     | Valencia CF | Vicente Calderón, Madrid                                             |                                                                      |
|                    |                        | Reporte |             | Asistencia: 50.000 espectadores Árbitro(s): Florian Meyer (Alemania) | Asistencia: 50.000 espectadores Árbitro(s): Florian Meyer (Alemania) |

#### Semifinal
El equipo al que se midió el Atlético en la semifinal fue al Liverpool FC, donde militaba el excapitán Atlético Fernando Torres. Finalmente, 'El Niño' Torres no pudo disputar ninguno de los dos encuentros de la eliminatoria debido a una lesión de rodilla. El partido de ida se jugó en el Estadio Vicente Calderón el 22 de abril, con un resultado muy favorable al Atlético, 1-0. El gol llegó pronto, en el minuto 8 de partido. Forlán pifió un remate de cabeza a centro de Jurado, pero el balón le cayó mansamente a los pies, lo empujó a trancas y barrancas y, botando lentamente, consiguió introducirlo en la meta defendida por Pepe Reina. El gol, de no muy bella factura, sirvió a los rojiblancos para viajar a Inglaterra con ventaja en el marcador y sin haber encajado ningún gol en casa.
El partido de vuelta se disputó en el mítico Anfield Road de Liverpool, con un resultado de 2-1 que, como en las dos eliminatorias anteriores, clasificaba al Atlético por el valor doble de los goles fuera de casa. El primer gol lo hizo Aquilani al filo del descanso, al rematar un balón en la frontal del área que se coló pegadito al palo. Este gol igualaba la eliminatoria. El Atlético, a pesar de tener varias ocasiones, no fue capaz de recuperar la ventaja, así que el partido fue a la prórroga. En la primera mitad de la prórroga, minuto 95, Benayoun marcaba el segundo del Liverpool que daba la clasificación al equipo inglés. Sin embargo, el Atlético no tardó en reaccionar, y apenas 7 minutos después, Forlán hacía el gol que pasaría a la historia. Reyes recibía un balón en la banda derecha, mandaba un centro al corazón del área y, tras un bote complicado, llegaba a las botas de Forlán, que la mandaba con fuerza al fondo de la red. Gol de Forlán que significaba el pase a una final europea.
| 22 de abril de 2010 | Atlético de Madrid | 1:0     | Liverpool FC | Vicente Calderón, Madrid                                              |                                                                       |
|                     | Forlán 9'          | Reporte |              | Asistencia: 52.000 espectadores Árbitro(s): Laurent Duhamel (Francia) | Asistencia: 52.000 espectadores Árbitro(s): Laurent Duhamel (Francia) |

| 29 de abril de 2010 | Liverpool FC                | 2:1 (1:0, 1:0, 2:1) | Atlético Madrid | Anfield Road, Liverpool                                           |                                                                   |
|                     | Aquilani 43' · Benayoun 95' | Reporte             | Forlán 102'     | Asistencia: 42.040 espectadores Árbitro(s): Terje Hauge (Noruega) | Asistencia: 42.040 espectadores Árbitro(s): Terje Hauge (Noruega) |

#### Final
La final de la UEFA Europa League se jugó contra el Fulham FC inglés, el 12 de mayo en el Hamburgo Arena. El resultado fue una victoria atlética por 2-1, que los hacía campeones de la competición. Corría el minuto 32 cuando llegó el primer gol, obra de Forlán. Reyes se llevó de forma magistral un balón por la banda derecha, pegadito a la línea de cal. Dio un pase a Simao, que tocó de primeras para el Kun y este trató de disparar a puerta. Pifió el disparo, con tal fortuna que le salió un pase perfecto para Forlán, que definió con clase e hizo el primero del Atlético. La alegría duró cinco minutos, los que tardó Davies en volver a nivelar el marcador, voleando con la derecha un balón prolongado de cabeza por el propio Assunção en un error defensivo. No hubo goles en la segunda mitad, para desesperación del aficionado rojiblanco, y hubo que irse a la prórroga. Fue en la segunda mitad de la misma, en el minuto 116, cuando ya quedaban apenas 4 para que todo se decidiera por la lotería de los penaltis. Fue entonces cuando apareció el salvador, el héroe de la Europa League, Diego Forlán. El Kun corrió a por un balón larguísimo, casi imposible. Se hizo con él en la línea de fondo, lo aguantó esperando la incorporación de sus compañeros, señaló a Forlán el lugar exacto al que desmarcarse, centró y el uruguayo, en un gesto de clase, la metió dentro. Otro gol histórico en las botas del Cachavacha.
2-1, el Atlético de Madrid era campeón de la UEFA Europa League.
| 12 de mayo de 2010 | Atlético de Madrid | 2:1     | Fulham FC  | Hamburgo Arena, Hamburgo                                            |                                                                     |
|                    | Forlán 32', 116'   | Reporte | Davies 37' | Asistencia: 49.000 espectadores Árbitro(s): Nicola Rizzoli (Italia) | Asistencia: 49.000 espectadores Árbitro(s): Nicola Rizzoli (Italia) |

### Copa del Rey

#### Dieciseisavos de final
Al haberse clasificado para Champions League durante el año anterior, el Atlético de Madrid quedó emparejado en el sorteo de dieciseisavos con un equipo de Segunda División B, el UD Marbella. La ida se disputó el 27 de octubre de 2009 en el estadio Municipal de Marbella, con un resultado de 0-2 para el Atlético de Madrid. En el minuto 18, Troyano controló erróneamente con el pecho un balón colgado al área, marcando gol en propia puerta. En el minuto 83 Simao robó un balón, dio un pase en profundidad y Maxi, internándose en el área desde la derecha, disparó cruzado para hacer el segundo. De esta forma, la eliminatoria quedaba casi sentenciada, a la espera del partido de vuelta en el Calderón.
Este se jugó el 10 de noviembre de 2009 y terminó 6-0, lo que daba el pase a octavos al Atlético con un global de 8-0. A los once minutos vino el primero. Reyes da un pase en profundidad que deja solo a Jurado dentro del área. Este, aprovechando el bote, cabecea el balón hacia abajo, directamente dentro. 4 minutos después, tras un pase de Reyes, Jurado amagó el disparo, se fue de dos defensas y finalmente chutó el balón a la escuadra, con tan mala suerte que rebotó en ambos palos y salió despedido fuera. Sin embargo, la pelota fue directa a los pies de Sinama Pongolle que, a puerta vacía, hizo el segundo. El tercero llegó cuando llevaban algo más de 20 minutos. Sinama Pongolle trató de rematar un saque de córner, pero el portero consiguió despejar. El rechace le llegó a Maxi en la frontal del área, cuyo disparó, rebotado en un defensa, alcanzó la red. A la media hora de partido, Reyes desde la banda izquierda dio un pase a Maxi que, dentro del área y solo frente al portero, la cruzó al palo derecho para hacer el 4-0. El delantero argentino hizo dos goles más, completando así el 6-0.
| 27 de octubre de 2009 | UD Marbella | 0:2 | Atlético de Madrid            | Municipal de Marbella, Marbella |                                |
|                       |             |     | Troyano (s.g.) 18' · Maxi 83' | Asistencia: 9.000 espectadores  | Asistencia: 9.000 espectadores |

| 10 de noviembre de 2009 | Atlético de Madrid                                  | 6:0 | UD Marbella | Vicente Calderón, Madrid       |                                |
|                         | Jurado 11' · Sinama Pongolle 15' · Maxi 30' 46' 60' |     |             | Asistencia: 3.000 espectadores | Asistencia: 3.000 espectadores |

#### Octavos de final
El rival para esta ronda fue el Recreativo de Huelva, equipo que descendió a Segunda División durante la temporada anterior. La ida se disputó el 6 de enero en el estadio Nuevo Colombino, con resultado de 3-0 favorable al Recreativo. A los quince minutos de partido, Fornaroli marcó el primer gol tras el pase de la muerte recibido de Córcoles. A los 20 minutos, tras una violentísima entrada, Ujfalusi fue expulsado con tarjeta roja, dejando al equipo con 10. Para colmo, 2 minutos después, el canterano debutante Cedric cometió un penalti absurdo que Jerónimo transformó en gol. Para terminar de rematar el partido, a falta de 2 minutos para el final, Candeias ganó la espalda a la defensa e hizo el definitivo 3-0, que ponía la eliminatoria muy cuesta arriba al Atlético de Madrid.
El partido de vuelta se jugó en el Vicente Calderón el 14 de enero de 2010, con un resultado de 5-1 que clasificaba al Atlético de Madrid para cuartos de final. En este partido, el Atlético mostró su cara más luchadora, remontando por dos veces un resultado adverso en la eliminatoria. El primer gol, obra de Simao, llegó a los 20 minutos. Forlán ganó línea de fondo y dio un pase atrás que Agüero, en boca de gol, no acertó a rematar. Entonces apareció Simao desde segunda línea, con toda la portería vacía, para hacer el primero. El delantero argentino se redimió de su error marcando el segundo gol tres minutos después. Forlán, esta vez desde la banda izquierda, puso un centro raso al segundo palo, donde esperaba el Kun para rematar. A falta de 7 minutos para finalizar el primer tiempo, Ujfalusi cabeceó dentro un saque de córner, gol que suponía el 3-0 e igualar la eliminatoria. Quince minutos después del descanso, Jurado ganó línea de fondo, dejó vendido al portero, disparó cruzado y el balón se paseó por delante de la línea de meta sin que nadie pudiese rematar. Simao consiguió llegar al segundo palo para evitar que el balón saliese por la línea de fondo, el balón le llegó a Agüero haciendo un bote extraño, este remató como pudo y el balón, tras pegar en un defensa, entró en la portería. Con 4-0, el Atlético estaba clasificado para los octavos de final. Sin embargo, las cosas nunca son tan fáciles en este club, y tras ese gol llegó el primero de Recreativo que volvía a dejar fuera a los rojiblancos. En el minuto 70, Assunçao cometió el tremendo error de ponerse a regatear en su área. Carmona le roba el balón y batió a De Gea. Todo parecía perdido cuando llegó un gol para la épica. Minuto 83, Simao ejecuta un magistral saque de falta que entra limpiamente por la escuadra. El Calderón se viene abajo: el Atlético de Madrid clasificado para los cuartos de final de la Copa del Rey.
| 6 de enero de 2010, 22:00 (CET) | Recreativo de Huelva                                      | 3:0     | Atlético de Madrid | Nuevo Colombino, Huelva                                      |                                                              |
|                                 | Fornaroli 14' · Jerónimo Barrales 23' · Daniel Santos 88' | Reporte |                    | Asistencia: 2.310 espectadores Árbitro(s): González González | Asistencia: 2.310 espectadores Árbitro(s): González González |

| 14 de enero de 2010, 22:00 (CET) | Atlético de Madrid                              | 5:1     | Recreativo de Huelva | Calderón, Madrid                                             |                                                              |
|                                  | Simao 21', 83' · Agüero 24', 61' · Ujfalusi 39' | Reporte | Carmona 71'          | Asistencia: 28.700 espectadores Árbitro(s): Delgado Ferreiro | Asistencia: 28.700 espectadores Árbitro(s): Delgado Ferreiro |

#### Cuartos de final
Una vez superado al Recreativo de Huelva, en cuartos de final el Atlético de Madrid se enfrentó a otro equipo de Segunda División, el Celta de Vigo. La ida se disputó el 21 de enero de 2010 en el estadio Vicente Calderón, con resultado de 1-1. El juego despegado por el equipo colchonero fue decepcionante, muy inferior al de su rival. A los 40 segundos, Raúl García cometió un penalti que no se pitó, y a los dos minutos llegó el primer gol, obra de Trashorras, tras una asistencia de tacón de Iago Aspas. Sin embargo, inmediatamente después llegó laDiego Forlán. réplica de los rojiblancos. Primero, una internada por la banda derecha de Ujfalusi, que con un cambio de ritmo se metió hasta la cocina y su disparo pegó en un defensa antes de ser rechazado por el guardameta. Y después, en el minuto 10, el gol. Reyes bota un córner y Tiago, reciente fichaje del Atlético en el mercado de invierno, hizo el primero de cabeza. La segunda mitad fue un recital de fútbol por parte del Celta de Vigo, que dispuso de multitud de ocasiones para marcharse con una renta mayor del Calderón. El único culpable de que el marcador no se moviese fue David de Gea, el joven guardameta del Atlético que hizo una actuación formidable, parando todo lo parable y exhibiendo sus reflejos.
El encuentro de vuelta se jugó una semana después, el 28 de enero en Balaídos. La victoria del Atlético por 0-1 le dio el pase a semifinales. El gol llegó en el minuto 26 y fue obra de Diego Forlán. Robó un balón a la defensa en un error de Noguerol, se fue solo hacia la portería y la metió pegadita al palo, imposible para el portero. Los rojiblancos durmieron el encuentro y pudieron llevarse un premio mayor cerca del descanso. El centro del Forlán no llegó por poco al Kun, que se encontraba solo en boca de gol. En la segunda mitad, el árbitro anuló un gol de falta a Trashorras por haber efectuado el lanzamiento antes de que tocara el silbato. La acción resultó muy polémica, pero el tanto estaba correctamente anulado y no subió al marcador. Tras esta jugada, el camino se fue encaminando a su recta final plagado de claras ocasiones por parte de ambos equipos. Ninguna de ellas pudo ser convertida, y el 0-1 dictaminó que era el Atlético de Madrid quien continuaba en la competición.
| 21 de enero de 2010, 22:00 (CET) | Atlético de Madrid | 1:1     | Celta de Vigo | Estadio Vicente Calderón, Madrid                             |                                                              |
|                                  | Tiago 10'          | Reporte | Trashorras 2' | Asistencia: 45.000 espectadores Árbitro(s): Undiano Mallenco | Asistencia: 45.000 espectadores Árbitro(s): Undiano Mallenco |

| 28 de enero de 2010, 22:00 (CET) | Celta de Vigo | 0:1     | Atlético de Madrid | Balaídos, Vigo                                         |                                                        |
|                                  |               | Reporte | Forlán 26'         | Asistencia: 30.000 espectadores Árbitro(s): Pérez Lasa | Asistencia: 30.000 espectadores Árbitro(s): Pérez Lasa |

#### Semifinal
El rival para la semifinal fue el primer equipo de Primera División al que el Atlético se enfrentó durante la competición: el Racing de Santander. La ida se jugó el 4 de febrero de 2010 en el Vicente Calderón, con resultado de 4-0 para los locales, que dejaban la eliminatoria sentenciada. En el minuto 10, el Kun regatea a un par de defensas y, en la frontal del área, pone un centro a Simao que venía por la izquierda. Este se saca una potente volea, zambombazo con la derecha que entra directamente en portería, estrellándose con la parte superior de la red. 10 minutos y el Atlético se adelanta. En el minuto 40, Simao aparece por la derecha, pone un centro que Forlán no termina de rematar y el balón sale rechazado al corazón del área. Allí, tras el error de la defensa al intentar despejar, aparece Reyes para empujarla. El balón pega en el palo y entra en la portería de Fabio Coltorti, 2-0 para el Atlético. En el minuto 60 llegó la jugada polémica del partido. Forlán, Agüero y Jurado salen a la contra pillando desprevenida a la defensa racinguista. El uruguayo, que conducía el balón, lo abre para Jurado, y cuando este se disponía a devolvérsela, Toni Moral cometió falta sobre él a un metro de la frontal. El árbitro se equivocó al señalar penalti, que Forlán convirtió en el tercer gol de la noche. Diez minutos después se pitó un nuevo penalti a favor del Atlético, esta vez justo. El Kun rompe la cintura a dos defensas dentro del área y, cuando se encaminaba a portería, Torrejón lo barre con una entrada en la que ni roza el balón. Forlán volvió a convertirlo, haciendo el definitivo 4-0.
El encuentro de vuelta se jugó el 11 de febrero en el Sardinero, con resultado de 3-2. Aunque el resultado de la ida había sido más que contundente, los cántabros no perdían la esperanza de una remontada heroica. Esta se vio alimentada cuando, al saque de un córner en el minuto 2, Valera se metía un gol en propia puerta. Sin embargo, cinco minutos después, la jugada se repitió a la inversa. En un centro al área del Atleti, Moratón la pifia intentando despejar y marca un gol en propia que diluye las esperanzas de los racinguistas, obligados a marcar cinco goles más. Recién comenzada la segunda parte, en el minuto 50, tras una extraordinaria pared con el Kun Agüero, Jurado marcó el segundo para el Atlético. Quedaban 40 minutos y el Racing de Santander necesitaba seis goles más, por lo que estaba definitivamente eliminado. Aun así, no le perdió la cara al partido y luchó hasta el final para hacerse con una victoria que solo le sirvió para salvaguardar su orgullo. En el 89, Xisco marcaba un gran gol desde fuera del área, rasa y pegadita al palo. En el 91, Tchité dio la vuelta al marcador llevándose de forma excelente un balón con la rodilla y superando a De Gea.
| 4 de febrero de 2010, 22:00 (CET) | Atlético de Madrid                               | 4:0     | Racing de Santander | Estadio Vicente Calderón, Madrid                        |                                                         |
|                                   | Simão 9' Reyes 40' Forlán 62' (pen.), 71' (pen.) | Reporte |                     | Asistencia: 30.000 espectadores Árbitro(s): Mateu Lahoz | Asistencia: 30.000 espectadores Árbitro(s): Mateu Lahoz |

| 11 de febrero de 2010, 22:00 (CET) | Racing de Santander                   | 3:2     | Atlético de Madrid           | El Sardinero, Santander                                      |                                                              |
|                                    | Valera 2' (a.g.) Xisco 89' Tchité 91' | Reporte | Moratón 7' (s.g.) Jurado 51' | Asistencia: 18.000 espectadores Árbitro(s): Undiano Mallenco | Asistencia: 18.000 espectadores Árbitro(s): Undiano Mallenco |

#### Final
La final de la Copa del Rey se jugó en el Camp Nou de Barcelona el 19 de mayo de 2010. La respuesta atlética fue espectacular. Tras la reciente conquista del título de la Europa League, más de 60.000 aficionados atléticos se desplazaron a Barcelona, más del doble que la representación sevillista, para animar a su equipo. El resultado fue de 2-0 para el Sevilla, que se proclamó campeón. El primer gol, a los 5 minutos, vino de un trallazo de Capel desde fuera del área. Desde ese momento, el Atlético luchó por igualar el resultado, generando muchas buenas ocasiones y con un penalti no pitado sobre Reyes. Sin embargo, el Sevilla supo gestionar su ventaja, y en minuto 92 dio la puntilla final con el gol de Navas. A pesar de la derrota, la afición atlética permaneció dentro del estadio durante más de media hora, animando a su equipo. Fue el broche amargo a una temporada que pasaría a la historia por haber disputado dos finales y haber conseguido un título europeo.
| 19 de mayo de 2010, 21:30 (CET) | Sevilla FC         | 2:0     | Atlético de Madrid | Camp Nou, Barcelona                                         |                                                             |
|                                 | Capel 5' Navas 92' | Reporte |                    | Asistencia: 93.000 espectadores Árbitro(s): Mejuto González | Asistencia: 93.000 espectadores Árbitro(s): Mejuto González |

### Campeonato Nacional de Liga
El Atlético de Madrid arrancó el campeonato de liga de Primera División el 30 de agosto frente al Málaga en La Rosaleda, perdiendo por 3-0. El Atlético comenzó bien el partido, con dos buenas ocasiones de Raúl García y Simao. Sin embargo, con el paso de los minutos se fue diluyendo, y en el minuto 34 Baha abrió el marcador con un espectacular gol de chilena. En el minuto 61, Manu cazó un rechace de Asenjo para hacer el segundo. En el 89, a falta de un minuto para finalizar el partido, Xavi Torres remató completamente solo en el segundo palo un saque de córner. Con esta derrota, los rojiblancos comenzaban la liga como colistas. Esta situación afectó gravemente al estado anímico de los jugadores, que no fueron capaces de levantar cabeza en varios meses.
La segunda jornada, el 12 de septiembre de 2009, se jugó en el Vicente Calderón contra el Racing de Santander, con resultado de empate a uno. El Atlético realizó un partido nefasto ante un equipo con diez jugadores. En el minuto 43, Jurado empaló un rechace en la frontal, adelantando al conjunto colchonero. Sin embargo, tres minutos después, Serrano restableció la igualdad con un preciso zurdazo. En la segunda mitad, Crespo vio la tarjeta roja tras derribar a Simao. Forlán, que salió sustituyendo a Agüero, lo intentó durante todo el encuentro, pero no hubo manera de que el balón entrara y el Atlético se dejó dos puntos en un partido donde la victoria era obligada. Aun así, tras la derrota de Xerez y RCD Español, trepó dos puestos en la tabla clasificatoria, permaneciendo aún en posiciones de descenso.
En la tercera jornada llegaba uno de los partidos más importantes de la temporada: contra el Barcelona en el Camp Nou. El Atlético llegaba tras una derrota y un empate en casa, con la moral por los suelos y sin su portero titular, Asenjo, que había tenido que marcharse con la selección sub-21. El Barcelona goleó con un contundente 5-2. En el minuto 1 llegó un disparo al larguero de Henry, y en la siguiente jugada, Busquets se sacó un pase a la espalda de la defensa que Ibrahimović, con un toque sutil con la derecha, transformó en el primer gol de la noche. Cuando apenas se cumplía un cuarto de hora de partido, Xavi dio un pase sensacional a Messi, y el argentino, rapidísimo, tumbó a Roberto y marcó el segundo. A la media hora de partido, Dani Alves hizo el tercero de falta directa. El cuarto gol, diez minutos después, fue una verdadera obra de arte. Ibrahimović combina con Messi, que se deshace de Pablo con un precioso sombrero y centra raso para que Keita la empuje en boca de gol. En la última jugada de la primera parte llegó el primer gol del Atlético. Busquets tocó mal hacia atrás y el Kun, velocísimo, aprovechó el error para plantarse solo ante Valdés y batirlo. A falta de seis minutos para el final del encuentro, Forlán recortaba distancias con un zurdazo desde la frontal. Sin embargo, la remontada no se llegó a consumar, y Messi en el descuento marcó con la derecha el quinto y definitivo gol blaugrana. Con esta derrota, el Atlético bajaba un puesto en la tabla, quedando penúltimo solo por encima del Xerez, que no había puntuado en ninguno de sus tres encuentros.
El siguiente partido se jugó contra el Almería en el Vicente Calderón, el 23 de septiembre de 2009, con resultado de 2-2. De nuevo, los rojiblancos fueron incapaces de conseguir la victoria, y el ambiente estaba cada vez más tenso en las gradas. Con el 0-0 en el marcador, Forlán mandó fuera un penalti que hubiese encaminado el encuentro. La grada se volcó contra él, irascible por los últimos resultados y por la pésima gestión de la directiva durante el verano, vendiendo el último día de mercado al lateral derecho titular. En el minuto 29, Crusat arranca a la contra y se la deja a Piatti, que marca el primero para los andaluces. Sin embargo, a los 28 minutos se restableció la igualada. El disparo de Maxi golpeó en un defensa y Cléber, a placer, marcó el empate a uno. En la segunda mitad se adelantó el Atlético. Minuto 54, Jurado presiona la salida de balón y provoca el error. La pelota le cae a Forlán que se redime de su anterior error marcando el segundo para el Atlético. Sin embargo, a falta de un minuto para finalizar el encuentro, la alegría rojiblanca se tornó de nuevo en cabreo y frustración. Míchel entró hasta la cocina y, otra vez Piatti, estableció el definitivo 2-2. El Atlético se mantenía con este empate en la decimonovena posición, un puesto vergonzoso para un equipo de su categoría.
La quinta jornada se jugó en Mestalla contra el Valencia, el 26 de septiembre. El resultado fue de empate a dos, aunque el juego del Atlético dio pie a la esperanza. Luchó durante todo el partido y mereció la victoria ante un rácano Valencia que se llevó el premio de un punto inmerecido. En el minuto 7, tras un precioso tacón de Jurado para la llegada de Forlán, el uruguayo cedió a Agüero para que marcase el primero. El Atlético había salido con confianza y golpeaba primero. La igualada la hizo Pablo Hernández en el minuto 25 a pase de Banega. Tras un sombrero sobre Antonio López, le pegó de punterita e hizo un gol precioso. Dos minutos después, Silva tocó de primeras para el desmarque de Villa, y 'el Guaje' no perdonó ante Roberto, dándole la vuelta al marcador. El partido se convirtió entonces en un emocionante intercambio de golpes, con ocasiones claras para ambos equipos. Y cuando los fantasmas volvían a sobrevolar las cabezas colchoneras, en el descuento, Antonio López centró desde la izquierda, Alexis se equivocó prolongando al segundo palo y allí apareció Maxi para hacer el 2-2. Un punto que aupó al Atlético a la decimoctava posición, pero que no sirvió para sacarlos de puestos de descenso.
La primera victoria del Atlético en el campeonato liguero llegó en la jornada sexta, frente al Zaragoza en el Calderón por 2-1. En la primera jugada del partido, minuto 2, tras un disparo defectuoso de Forlán recogió el rechace Jurado y abrió el marcador. David de Gea, portero canterano que debutaba en el Calderón tras la lesión de Roberto y que con el tiempo se ganaría la titularidad en el equipo, provocó un penalti que después detuvo, pasando de villano a héroe. Forlán estuvo muy activo durante todo el partido, siempre buscando su gol, y disparó con peligro en varias ocasiones. Sin embargo, el que hizo el segundo fue Antonio López de falta directa en el minuto 65. En el minuto 72, se pitó un penalti dudoso de Ujfalusi sobre Arizmendi, que esta vez no pudo detener De Gea y Ewerthon lo convirtió en gol. Los últimos minutos, como venía siendo costumbre, fueron de sufrimiento en el Calderón. Primero con una falta directa que De Gea tuvo que sacar en un alarde de reflejos, luego con una ocasión que Maxi falló a puerta vacía. Finalmente, el Atlético sumó los primeros tres puntos de la temporada, que lo sacaban de puestos de descenso, trepando hasta la decimocuarta posición de la tabla.
La alegría no duró mucho a orillas del Manzanares, ya que en la séptima jornada de liga, el 18 de octubre, volvieron a cosechar una nueva derrota, esta vez por goleada. 3-0 ante el Osasuna en el Reyno de Navarra. A los 4 minutos, tras un centro de Camuñas desde la izquierda, Pandiani remató a gol, adelantando prematuramente a los navarros en el marcador. El Atlético, desorientado, no fue capaz de reponerse del golpe, y en el minuto 25, Pandiani de nuevo cabeceó un balón dentro del área para aumentar la ventaja del equipo local. Cuatro minutos después llegó el tercer gol, obra de Aranda, que recogió un rechace de Asenjo y solo tuvo que empujarla. Con esta derrota, el Atlético bajaba un puesto y se colocaba decimoquinto, vagando aún por la zona baja de la tabla. Esta derrota, además, propició el despido del entrenador atlético, Abel Resino, y la contratación de Quique Sánchez Flores como nuevo técnico.
La octava jornada de liga se jugó el 14 de octubre contra el Mallorca en el Vicente Calderón, con resultado de 1-1. El nuevo técnico aún no había llegado a Madrid, y quien dirigió en encuentro desde el banquillo fue Santi Denia, segundo entrenador de Abel Resino. Santi apostó por la titularidad de De Gea en lugar de Asenjo como principal novedad. Esta decisión resultó muy polémica al principio, pero con el tiempo se vio que había sido acertada, ya que el joven canterano acabó ganándose por méritos propios la titularidad en la portería del Atlético de Madrid. El partido de los rojiblancos fue un auténtico esperpento. A pesar de haber recibido dos penaltis a favor y jugar con ventaja en el marcador contra un rival con nueve durante más de 30 minutos, no fueron capaces de conseguir la victoria. El primer penalti pitado a favor de los rojiblancos supuso la expulsión de Josemi por segunda amarilla tras una mano dentro del área. Forlán falló este primer disparo. La primera mitad fue un circo de errores por parte de la defensa atlética, y se marcharon con la portería a cero al descanso de milagro. En la segunda, el árbitro volvió a pitar un penalti a favor del Atlético por mano en el área, esta vez más dudoso. De nuevo penalti y expulsión, porque era la segunda tarjeta para el central. Forlán transformó el penalti y todo parecía de cara para que el Atlético se llevase la victoria a pesar del lamentable partido que estaba jugando. Sin embargo, en el minuto 90, Borja Valero controló un balón dentro del área ante la pasividad de la defensa rojiblanca, y su centro-chut lo metió dentro De Gea al tratar de despejar. De nuevo se les escapaban dos puntos a los rojiblancos en los últimos compases del partido, y la tensión en la grada iba en aumento.
La novena jornada se jugó el 31 de octubre de 2009, contra el Athletic Club en San Mamés, y se saldó con una derrota por 1-0. Fue el partido debut del nuevo entrenador, Quique Sánchez Flores, en liga, tras derrotar en Copa a la Unión Deportiva Marbella por 0-2. El gol lo marcó Javi Martínez en el minuto 19, cabeceando una jugada a balón parado. El equipo colchonero mereció la victoria ya que no dejó de atacar en todo el encuentro, especialmente los últimos minutos, que fueron un asedio a la portería local. La suerte no acompañó y hasta cuatro disparos acabaron estrellándose en la madera. Sin embargo, a pesar de la mejoría en el juego, la paciencia de la afición atlética se estaba agotando, y con esta derrota se regresaba a los puestos de descenso.
En la décima jornada llegó uno de los dos partidos más esperados del año: el derbi contra el Real Madrid. Se jugó el 7 de noviembre de 2009 y se saldó con una victoria del Madrid por 2-3. El Atlético llevaba una trayectoria nefasta en liga y eso se vio reflejado en su juego, aunque en los últimos compases del partido a punto estuvo de conseguir el empate. El Madrid, como años anteriores, volvió a adelantarse con un gol tempranero, esta vez de Kaká en el minuto 5 desde la frontal. En el 24, Marcelo recibió un pase dentro del área de Benzemá, se fue de Pablo y disparó cruzado y a la escuadra para hacer el segundo. En el minuto 63, Perea trató de regatear a Higuaín con nefasto resultado. El argentino le robó el balón e hizo el 0-3, que ya parecía la sentencia definitiva. Con la salida del Kun, sin embargo, el partido se revolucionó completamente. En una jugada individual en la que iba camino de quedarse mano a mano con Casillas, Sergio Ramos, el último defensor, tuvo que frenarlo con una falta y recibió la correspondiente tarjeta roja. A partir de entonces, el partido fue un asedio rojiblanco sobre la portería madridista. En el minuto 78, Forlán abrió para Ujfalusi, que se incorporaba solo por la banda derecha. El checo centró y fue el propio Forlán el que remató dentro. Era el 1-3 que recortaba distancias en el marcador. Sin embargo, la ilusión se recobró cuando, justo un minuto después, Cléber Santana robó un balón en el centro del campo y puso un pase al Kun que, rapidísimo, sentó a Sergio Ramos y batió a Casillas con diez minutos por delante. Quedaba tiempo y las esperanzas rojiblancas reaparecían. Pudo llegar el empate en varias ocasiones. La primera, una volea de Simao en el segundo palo que se fue alta. Y después, la más clara, un disparo de Agüero en boca de gol que salvó milagrosamente Casillas con el pie. El Atlético fue de nuevo incapaz de vencer a su eterno rival. A pesar de la derrota, el Atlético no se movió en la clasificación liguera, donde seguía ocupando la decimoctava posición.
La undécima jornada, ante el Deportivo en Riazor, fue una continuación de la tortura rojiblanca. Perdieron por 2-1 de la forma más dolorosa y más habitual en estas últimas jornadas: con gol en los últimos minutos. Y eso que el partido comenzó bien para el Atlético. En el minuto 3, Agüero se aprovechó de una pérdida del balón de Lopo en defensa para poner el 0-1 en el marcador. Los de Quique no supieron, sin embargo, gestionar esa ventaja, y el Deportivo fue mejor en todas las líneas, con lo que al final recibió su justo premio. En el minuto 20, Juan Rodríguez peinó de cabeza el balón tras un saque de córner, prolongándolo hasta el segundo palo donde Colotto hizo el gol del empate. Con 1-1 se marcharon al descanso. En la segunda parte, el Atlético acusó la falta de Forlán, que acababa de llegar de Uruguay tras un partido con su selección y no se encontraba en condiciones de jugar. Y, en el minuto 92, el árbitro señaló un penalti de Pablo Ibáñez sobre Lopo. Guardado marcó la pena máximo y el Atlético cosechó una nueva derrota que lo mantenía en puestos de descenso.
La jornada número doce se jugó en el Vicente Calderón, el día 29 de noviembre, contra el RCD Español. El resultado fue de 4-0, consiguiendo por fin una victoria tras seis partidos. Era la segunda victoria de la temporada ante un devaluado RCD Español que no opuso mucha resistencia. El primer gol llegó en el minuto 27. El Kun, tras una excelente combinación con Reyes, se quedó solo ante Kameni, pero su disparo fue rechazado por la defensa en el último momento. La pelota le llegó a Forlán franca para el disparo y el uruguayo inauguró el marcador. En el minuto 62, el Kun Agüero deleitó con un detalle de clase, marcando un gol de disparo libre directo, a media altura y pegadito al palo. Tras la expulsión de uno de sus jugadores, el ataque del RCD Español, que ya era prácticamente inexistente, desapareció del todo. En la misma falta en la que el jugador fue expulsado llegó el tercer gol. Simao puso un centro al área que Juanito no alcanzó a rematar, pero el balón le quedó muerto a Agüero para hacer el 3-0. Ya en el minuto 89, tras una fantástica jugada personal en velocidad, Agüero se fue de tres defensas y, generoso, cedió a Maxi para que marcara el cuarto de la noche. Esta contundente victoria sacaba al Atlético de los puestos de descenso, aunque no se quedaba muy lejos. Solo subió hasta la decimoséptima posición.
La decimotercera jornada la disputaron contra el Xerez en Chapín, el 5 de diciembre, y vencieron con un resultado de 0-2. Era la primera vez en la temporada que el Atlético encadenaba dos victorias consecutivas, y también la primera victoria fuera de casa. El primer gol llegó poco antes de la primera media hora de partido, y fue precioso. Un contragolpe perfecto, comandado por Reyes, que dio un pase largo para Forlán a la espalda de la defensa, y el uruguayo definió con maestría para hacer el 0-1. El segundo gol, obra de Agüero, fue en el minuto 65. El argentino controló a la perfección un pase largo de Assunçao, se fue en velocidad de la defensa y batió a Renan sin mucha dificultad. Tres puntos que les sirvieron para trepar cuatro puestos hasta la decimotercera posición de la tabla.
Sin embargo, en el siguiente partido, 13 de diciembre contra el Villarreal en el Calderón, volvieron a las andadas, perdiendo por 1-2. El Villarreal salió en tromba y tuvo una enorme sucesión de ocasiones, en las que Asenjo pudo lucirse sacando varias manos salvadoras. Y, cuando menos lo merecía, llegó el gol del Atlético. Corría el minuto 36 y Reyes se inventó una genialidad en forma de pase entre líneas a Simao, que se quedó solo ante Diego López y adelantó al Atlético en el marcador. Sin embargo, a tres minutos de la reanudación se hizo justicia, y Fuster cabeceó a la red devolviendo el empate al electrónico. El Villarreal no se conformó con el empate y siguió atacando y atacando la portería rojiblanca, mientras en el Calderón ya se escuchaban pitos. Para colmo de males, en uno de los pocos acercamientos con peligro del Atlético al área del Villarreal, Reyes tropezó con Diego López y se dio un fuerte golpe en la cabeza, viéndose obligado a abandonar el campo. Y, como venía siendo costumbre, en el 90 Llorente remachó un centro e hizo el gol de la victoria para los amarillos. El Atlético volvía por sus fueros y descendía de nuevo al decimocuarto puesto.
La decimoquinta jornada fue la última antes de las vacaciones de Navidad, y el Atlético continuó con su racha negativa empatando a uno ante el Tenerife en casa. En el minuto 3, Juanlu sacó una falta al segundo palo, donde Alfaro la bajó y se la dejó a Nino, que hizo el primero. Los murmullos comenzaron en la grada visitante. Pasados 20 minutos consiguió la igualada Jurado tras un excelente pase de Forlán. Desde entonces hasta el final del partido, el fútbol se tornó lento, tosco y aburrido. El Tenerife tuvo varias ocasiones y Asenjo se erigió como el héroe del partido. Con este empate, el Atlético de Madrid descendía un puesto más y se iba acercando peligrosamente a los puestos de descenso.
La jornada 16 se jugó el 2 de enero de 2010, tras las vacaciones de Navidad, contra el Sevilla en el estadio Vicente Calderón, con victoria atlética por 2-1. Este fue el primero de varios resultados positivos que encadenó el equipo, tanto en Liga como en Copa, y que permitieron a la afición respirar y envainar el hacha de guerra. Durante la primera mitad, el Atlético intentó conseguir el gol con más corazón que cabeza, pero notaba la importantísima baja de Agüero, a quien aquella noche sustituyó el canterano Ibrahima, tercer delantero en el equipo tras la marcha de Sinama Pongolle. Al filo del descanso se adelantó el Sevilla mediante un córner que, botado por Perotti, remató de cabeza Renato. Sin embargo, el ánimo atlético no decayó, y justo en la reanudación Forlán se quedó solo ante Palop. El meta sevillista detuvo el disparo, pero el balón chocó en la cabeza de Dragutinovic y entró en portería. Eso hizo que el equipo local aumentara el ritmo y siguiera generando ocasiones sobre la portería sevillista, muchas de ellas falladas por Forlán que empezaba a desesperarse. Entonces, una durísima entrada de Duscher sobre Valera le costó la segunda amarilla, y el Sevilla se quedó con uno menos. El Atlético se volcó totalmente y mereció la victoria, y esta llegó por fin en el descuento, en la última jugada antes de finalizar el partido. Simao botó una falta y Antonio López entró con todo desde atrás para cabecear a la red. 2-1, merecidísima victoria que les servía para empezar el año con buen pie y subir al undécimo puesto.
La decimoséptima jornada llegó el 9 de enero, tres días después de perder por 3-0 ante el Recreativo de Huelva, equipo de Segunda División, en Copa. Los ánimos volvían a estar crispados, y el equipo necesitaba ganar por cuatro goles en el partido de vuelta para pasar a cuartos de final. Este encuentro liguero se jugó contra el Valladolid en el estadio José Zorrilla, y lo ganaron por 0-4, demostrando que podían conseguir dicha diferencia de goles y además una gran solidez y mejoría en su juego. Al cuarto de hora de partido llegó la primera jugada de peligro y el primer gol. Excelente cambio de juego de Valera, recibió Reyes completamente solo en la banda izquierda y con metros por delante, llegó hasta el lateral del área y esperó a la llegada de Jurado para darle el pase de la muerte, que el gaditano convirtió en el primer gol de la noche. Quince minutos después, Raúl García robó un balón en la frontal de su propia área y dio un pase para Forlán a la espalda de la defensa. El uruguayo ganó la carrera a Nivaldo y definió a la perfección ante la salida de Justo Villar para hacer el segundo. Ya en la segunda mitad, minuto 58, Forlán intentó controlar un balón en la frontal. Erró en el control pero el balón le cayó a Reyes que, desde más de 30 metros, pegó un zapatazo que se coló raso en la meta local. Agüero, que regresaba de una lesión, jugó los últimos 20 minutos y marcó en el 89 tras controlar a la perfección dentro del área un centro de Antonio López. La victoria no les hizo escalar ningún puesto en la tabla clasificatoria, pero sí recobrar la esperanza en la remontada el jueves siguiente en el partido copero, ya que si habían sido capaces de meterle cuatro a un equipo de Primera División, serían capaces de metérselos a uno de Segunda.
La jornada 18 se jugó el 17 de enero en el Vicente Calderón contra el Sporting de Gijón, con victoria atlética por 3-2. El Atlético sumaba tres victorias consecutivas por primera vez en toda la Liga, y además completaba una gran semana tras conseguir la heroica remontada contra el Recreativo de Huelva el jueves anterior, venciendo por 5-1. El Atlético iba a adelantarse muy pronto: minuto 13, gran combinación entre Forlán y Agüero, el Kun toca lo justo y el uruguayo aguanta el envite de Rivera y hace gol. El gol del empate sportinguista llegó por un error de Asenjo. Diego Castro intentó controlar un balón en el área, el control se le iba fuera pero el guardameta palentino, incomprensiblemente, arrolló al jugador provocando un penalti absurdo. El propio Diego Castro se encargó de transformarlo. En la primera jugada de la segunda mitad, el Atlético volvió a adelantarse. En un contragolpe ejecutado a la perfección, Ujfalusi llegó hasta el área por la derecha, centró, Forlán cabeceó el balón hacia atrás y Assunçao, en línea de gol, solo tuvo que empujarlo para hacer el segundo tanto local. Los jugadores sportinguistas reclamaban que el balón había salido por línea de fondo, pero el tanto subió al marcador y, con las repeticiones, se vio posteriormente que Forlán había logrado devolverlo al campo sobre la línea, y por tanto el gol había sido legal. El propio uruguayo volvió a ser protagonista poco después, cuando cayó lesionado en un choque con Botía. Fue sustituido por el canterano Ibrahima, que aquella noche marcó su primer gol como rojiblanco. Fue en el minuto 66, Agüero se quedó en mano a mano con Juan Pablo, intentó regatearle e Ibrahima cazó el rechace y lo metió sin que ningún jugador rival pudiese hacer nada para impedirlo. El chaval celebró el tanto con gran entusiasmo, y el quitarse la camiseta le costó una tarjeta amarilla. Cuando ya parecía que se iba a vivir un plácido final de partido, en el minuto 90, Luis Morán recortó distancias tras un error de la defensa colchonera. Sin embargo, no hubo tiempo para más, y el Atlético se llevó tres merecidos puntos, aunque continuó en la undécima posición de la tabla.
Los buenos resultados no le duraron mucho al equipo colchonero. Tras encajar otro desastroso resultado en un partido copero, empate ante el Celta de Vigo, en la jornada 19 volvió a cosechar otra derrota, esta vez por 1-0. Fue el 24 de enero, ante el Getafe, en el Coliseum Alfonso Pérez, estadio en el que nunca había perdido hasta la fecha. La gran novedad del partido fue la titularidad de De Gea tras las nefastas actuaciones de Asenjo en liga. El canterano cuajó un buen partido, serio y sobrio, pero no fue suficiente para mantener su portería a cero. El gol llegó cinco minutos antes del descanso. Pedro León llegó por la derecha, puso un centro raso que se paseó ante toda la defensa del Atlético y Manu del Moral, solo en el segundo palo, hizo el único gol del partido. A pesar de la derrota, el equipo colchonero se mantuvo una semana más en la undécima posición.
La jornada 20 se jugó en el estadio Vicente Calderón el 31 de enero, contra el Málaga, y se perdió por 0-2. Los jugadores llegaban confiados por la victoria copera del jueves anterior, que les daba acceso a la semifinal. Sin embargo, esa confianza les jugó en contra e hicieron un partido vergonzoso ante uno de los peores equipos de la liga. Nada más comenzar el encuentro, Gámez se fue con facilidad por la derecha de Antonio López, la puso al segundo palo y allí apareció Duda para marcar a placer. En el minuto 69, Javi López llegó desde atrás a cazar un rechace y hacer el 0-2. Con este resultado, las malas caras volvían a las gradas del Calderón y el Atlético de Madrid descendía hasta la posición número 13.
La vigésimo primera jornada se disputó el 7 de febrero en el Sardinero contra el Racing de Santander, con resultado de empate a uno. Fue un encuentro curioso, ya que ambos equipos eran rivales en la semifinal de la Copa del Rey, cuyo partido de ida se había jugado el jueves anterior (victoria del Atlético por 4-0) y el partido de vuelta se jugaría el jueves siguiente. Por tanto, hubo tres enfrentamientos seguidos entre ellos, de los cuales el liguero fue el más intrascendente para los rojiblancos. Un error de la zaga cántabra provocó el primer gol de Forlán en el minuto 24. En un primer momento, el balón pegó en el palo, pero el uruguayo estuvo atento para cazar su propio rebote y adelantar a su equipo. En el minuto 36, un fallo defensivo de Perea dejó a Colsa solo ante De Gea para establecer el definitivo empate. A pesar del empate, el Atlético subió a la duodécima posición.
El siguiente partido era uno de los más esperados del año por la hinchada rojiblanca: el partido contra el Barcelona en el Calderón. El Atlético llegaba crecido tras haberse clasificado para la Final de la Copa del Rey, y venció por 2-1, siendo el único equipo capaz de vencer al Barcelona durante toda la Liga. Aún no habían pasado diez minutos cuando llegó el primero: jugada personal de Reyes en el centro del campo, que termina con un pase largo que deja solo a Forlán frente a Valdés. El uruguayo, fiel a su cita goleadora, no falló, y adelantó al Atlético. Tras otra tremenda ocasión que marra Agüero, llegó el segundo gol en el minuto 22, con un espectacular disparó de falta de Simao. Apenas 4 minutos después, Ibrahimović recortó distancias a la salida de un córner, pero de nada le sirvió al Barcelona. La victoria fue para el Atlético, que se ponía en la undécima posición.
Fiel a su estilo de una de cal, otra de arena, la siguiente semana fue nefasta para el conjunto colchonero. En su debut en la UEFA Europa League no fue capaz de pasar del empate frente a un flojo Galatasaray, y en la vigesimotercera jornada liguera perdió por 1-0 contra el Almería en el Estadio de los Juegos Mediterráneos. El gol llegó, como venía siendo costumbre en esta competición, en los últimos minutos, y fue obra de Piatti. Aunque los verdaderos hérores del partido fueron los porteros, Diego Alves por el Almería y Asenjo, que recuperó la titularidad tras la lesión de De Gea, por el Atlético. Los colchoneros tuvieron muchísimas ocasiones y merecieron la victoria, pero tuvieron que volverse con las manos vacías, y regresar al puesto número trece de la clasificación.
La jornada 24 resultó muy polémica en el estadio Vicente Calderón. Se jugó el 28 de febrero, contra el Valencia, con resultado de 4-1, aunque el verdadero protagonista fue el árbitro Pérez Burrull. Esa victoria completaba una buenísima semana para los rojiblancos, tras su clasificación in extremis para los octavos de final de la UEFA Europa League. El primer gol fue obra de Silva, en un contragolpe que el Valencia montó aprovechando que los jugadores atléticos protestaban al árbitro un penalti no pitado sobre Reyes. A los diez minutos llegó otra de las jugadas polémicas del partido. El Kun Agüero robó un balón en defensa a Marchena y, cuando se disponía a encarar a César, el defensa valencianista le quitó el balón con la mano. Pérez Burrull no lo vio, y solo cuando los jugadores rojiblancos se le echaron encima fue a consultar al cuarto árbitro y rectificó su error, expulsando a Marchena y señalando el penalti a favor del Atlético. Forlán lo convirtió, devolviendo el empate al marcador. El Atlético buscó el gol de la victoria durante todo el partido y arrolló espectacularmente a su rival, sin embargo se encontró una y otra vez con un inspiradísimo César que lo paraba todo. Hasta que por fin, a falta de un cuarto de hora para el final, el Kun cabeceó dentro una falta botada por Simao. Poco después, además, Miguel entró duramente sobre Valera, siendo el segundo expulsado de la noche y dejando a su equipo con nueve. A partir de ese instante, ya nada pudo parar al Atlético. Primero un gran pase de Jurado que Forlán convierte en gol de vaselina, y por último Jurado haría el cuarto con un tremendo disparó, imposible para el portero. De nuevo regresaba el Atlético a la undécima posición, la mejor del torneo hasta el momento.
La jornada 25 se jugó el 7 de marzo en La Romareda contra el Real Zaragoza, con resultado de empate a uno. Los maños tuvieron la suerte de encontrarse un gol en los primeros compases del partido. En un saque de esquina a los 7 minutos, Jarosik adelantó a su equipo, que se dedicó el resto del partido a intentar evitar a toda costa que se jugara al fútbol. Patadas, faltas y violencia fueron consentidas por el árbitro, mientras los jugadores atléticos se sentían impotentes al ver cómo se les escapaba el partido. Se cebaron especialmente con Reyes, hasta que el sevillano se hartó y respondió con un codazo que le costó la expulsión. Quique hizo un cambio muy arriesgado, quitando a Assunçao para meter a Ibrahima como tercer delantero, pero le salió bien, ya que fue el senegalés quien cabeceó dentro el gol del empate, ya en el tiempo de descuento. El Atlético salvó un punto en inferioridad numérica en un partido loco, y trepó al décimo puesto, alcanzando por primera vez en toda la Liga la primera mitad de la tabla.
La vigesimosexta jornada se llevó a cabo con un partido frente al Osasuna en el Vicente Calderón, que finalizó con victoria del Atlético de Madrid por 1-0. Fue un partido aburrido, muy trabado en el centro del campo, con un Osasuna defensivo y bien plantado sobre el terreno de juego que ahogaba los intentos rojiblancos por buscar la victoria. Tras el descanso, Simao, que ya tenía una tarjeta amarilla, hizo una entrada criminal sobre Azpilicueta y fue expulsado por el árbitro, dejando a su equipo con uno menos. Cuando todo parecía perdido, Jurado, que había estado luchando todo el partido, se echó el equipo a las espaldas y marcó el gol de la victoria. En el minuto 79 recibió un balón en la frontal, se lo acomodó a la pierna derecha y, con una tranquilidad y una facilidad pasmosas, se sacó un precioso disparó con rosca que se coló por la escuadra rojilla. El Atlético volvía a sobreponerse con un jugador menos en el campo, y conseguía tres puntos para mantenerse en la décima posición.
La jornada número 27, el Atlético tuvo una oportunidad única para reengancharse a la lucha por los puestos europeos en Liga. Se encontraba a ocho puntos del sexto puesto, a diez del cuarto, que ocupaba el Sevilla con 44 puntos. El rival en esta ocasión, el Mallorca, ocupaba la quinta plaza con 43 puntos, y en caso de victoria el Atlético se pondría a seis puntos (dos partidos) de las posiciones europeas, con aún diez partidos por jugarse. Sin embargo, el encuentro se disputaría en el Ono Estadi, donde los mallorquines eran muy fuertes y todavía no habían perdido ningún partido. Los jugadores atléticos no se tomaron el encuentro con la seriedad que debían, y fueron arrollados por un Mallorca que finalizó la jornada en puestos Champions, con un resultado de 4-1. El primer gol llegó en el minuto 10 tras una contra dirigida por el 'Chori' Castro. Víctor, desde la frontal, intentó un primer disparo que chocó en las piernas de Forlán, y luego el segundo se coló en portería. La defensa atlética empezó a hacer aguas y el Mallorca tuvo un par de ocasiones muy claras que salvó De Gea con dos buenas intervenciones. En el minuto 25, el Atlético empató sin ningún merecimiento. Jurado vio el desmarque de Forlán y se la dio servida para que el uruguayo la empujara a las redes con la puntera. Sin embargo, a los dos minutos recobró el Mallorca la ventaja. Centró Borja Valero desde la derecha, el balón le llegó a Víctor en la izquierda, que volvió a centrar y Aduriz marcó el segundo de cabeza. A los diez minutos de la reanudación, una patada de Raúl García a Mario Suárez provocaba la segunda amarilla del mediocentro rojiblanco. El Atlético de Madrid volvía a quedarse con diez jugadores por tercera jornada consecutiva. En las dos ocasiones anteriores consiguió puntuar, e incluso se llevó la victoria en casa, pero en esta ocasión resultó imposible. Tuvo sus ocasiones, especialmente un mano a mano que Forlán envió alto, pero la estocada definitiva la dio Perea al marcar un gol en propia puerta defendiendo un córner cuando faltaban cinco minutos para el final. El Atlético bajó los brazos, y el cuarto gol, una volea de Mattioni desde fuera del área, resultó totalmente intrascendente. La derrota no tuvo ninguna consecuencia clasificatoria, el Atleti continuó décimo, pero perdió una oportunidad de oro para engancharse a la lucha por Europa.
En la jornada 28, disputada el 25 de marzo, el Athletic Club visitó el Vicente Calderón y perdió por 2-0. Durante la primera mitad, los bilbaínos dominaron el encuentro y tiraron a puerta en muchísimas ocasiones, per De Gea, que se afianzaba en el equipo a pasos agigantados, salvó todos y cada uno de los disparos. El Atlético tuvo la efectividad que le faltó al Athletic, y marcó en la primera llegada. Fue en el minuto 58, un centro raso de Valera lo remató Forlán de primeras a la red. El Athletic no dejaba de intentarlo una y otra vez, pero el joven guardameta rojiblanco estaba inmenso y los bilbaínos no tenían afinado el punto de mira. En los instantes finales, el Kun puso la sentencia. Estuvo más vivo que San José en un choque dentro del área, se llevó el balón y, algo escorado, disparó directo a puerta. 2-0 y tres puntos para subir al octavo puesto, el mejor de toda la temporada y a cinco puntos de posiciones europeas.
La vigesimonovena jornada se disputó el segundo partido más importante del año: el derbi contra el Real Madrid en el Santiago Bernabéu. Se jugó el 28 de marzo y tuvo un resultado de 3-2 a favor del Madrid. Y eso que el Atlético golpeó primero. A los diez minutos de partido, Reyes silenció el Bernabéu con un disparo ajustado al palo. En la segunda mitad, Xabi Alonso hizo el empate en la primera ocasión del Madrid, tras un saque de córner prolongado por Granero. Cinco minutos después, tras un pase en largo de Alonso, Arbeloa se regateó a toda la defensa e hizo el segundo. Y otros cinco minutos después, Tiago regaló un balón a Higuaín que hizo lo que parecía la sentencia definitiva. Fueron unos minutos apasionantes, ya que a los 5 minutos, una mano de Xabi Alonso incomprensiblemente no fue sancionada con tarjeta roja, aunque sí con penalti, que Forlán ejecutó a la perfección. Forlán tuvo en sus botas la última del partido, pero en lugar de centrar se decidió a tirar desde fuera del área muy escorado, y su disparo se fue al lateral de la red. Esta derrota devolvía al Atlético a la décima posición.
Siguiendo con su impresionante racha en casa, la jornada número 30 finalizó con una victoria por 3-0 frente al Deportivo de la Coruña. En el ecuador de la primera mitad, tras una serie de rechaces y rebotes dentro del área, finalmente Juanito la empujaba dentro haciendo su primer gol como rojiblanco. En la reanudación, Agüero se quedó mano a mano con Aranzubia que detuvo su disparo, también despejó la volea de Simao al rechace, peor no pudo con el cabezazo de Forlán, que hizo el 2-0. En el tercero, Ujfalusi se disfrazó del lesionado Reyes y, tras una pared y un amago, llegó hasta línea de fondo para servirle el gol a Tiago, que no falló. 3-0 y 3 puntos que no afectaban a la situación clasificatoria pero que acercaban el sexto puesto a cinco puntos.
El 11 de abril, en la trigésimo primera jornada, el RCD Español venció por 3-0 al Atlético de Madrid, en una nueva muestra de la irregularidad del equipo en los partidos fuera de casa. El primer gol del RCD Español vino cuando el primer tiempo estaba a punto de finalizar. Fue obra de Luis García, que metió un taconazo a centro de Callejón, aprovechando el embrollo en el área que había provocado la caída de Valera. Transcurrida una hora de partido vino el segundo, cabeceado por Osvaldo. En el descuento, tras un remate al palo, Iván Alonso empujó el tercero a puerta vacía. La derrota, aunque mantenía al equipo en el décimo lugar, alejaba tres puntos más los puestos europeos.
Tras cinco victorias consecutivas en casa, ante el Xerez conocieron de nuevo la derrota, por 1-2. A los 8 minutos se adelantaron los jerezanos, con un gol de cabeza Bermejo de tras centro de Casado. Dos minutos después, Forlán hizo el empate con un golazo por la escuadra derecha. En el minuto 71, tras un saque de falta algo escorado, cabeceó el segundo gol visitante. La derrota no afectó de ninguna forma a la clasificación del equipo, que siguió siendo décimo con cuarenta puntos, y a ocho del sexto puesto. Sin embargo, conforme pasaban las jornadas, esa distancia iba pareciendo cada vez más insalvable.
En la jornada 33 tocó visitar el estadio del Villarreal, donde se perdió por 2-1. Godín adelantó a los amarillos en el marcador en el minuto 20, rematando un saque de córner, y Rossi hizo el segundo al filo del descanso tras un lío de la defensa en el área. Agüero redujo distancias en el minuto 70 con un golazo de volea al segundo palo, pero de nada sirvió. Tercera derrota consecutiva en Liga, una competición que había pasado a un segundo plano tras los éxitos en Copa del Rey y Europa League. La derrota mantuvo al equipo en el décimo puesto, pero alejó un puntito más los puestos europeos. Quedaban cinco partidos y había que remontar 9 puntos, tarea prácticamente imposible.
En la jornada 34, contra el Tenerife, el Atlético volvió a las victorias en casa, esta vez por 3-1. El primer gol fue de Salvio, a los 9 minutos y medio. El joven argentino condujo a la perfección un contragolpe y se la dejó a Agüero en la frontal del área. El Kun disparó, el balón fue desviado por el portero y el ex de Lanús cazó la bola casi en la línea de fondo para, sin ángulo, hacer el primero. El segundo, también de Salvio, fue a la media hora de partido. Un centro de Valera que el Kun no acierta a rematar en el área pequeña, pero el balón queda franco para el Toto que, llegando desde segunda línea, marca de nuevo. En el minuto 60, tras una buena parada de De Gea, Román caza el rechace y, desde fuera del área, pega un zapatazo raso para marcar el único gol del Tenerife. El tercer gol, golazo de Agüero en una jugada particular tras un contragolpe, sentencia el partido en el minuto 77. La victoria no tuvo ningún efecto sobre la situación liguera del Atleti, ni tampoco lo acercó en número de puntos a los puestos europeos. Sin embargo, con 43 puntos, el equipo aseguraba matemáticamente su permanencia en Primera División, por lo que se ahorraba disgustos de última hora.
Y con esta mentalidad conformista se viajó al Sánchez Pizjuán en la jornada 35, donde se perdió por 3-1. El primer gol lo marcó Luis Fabiano, a los cinco minutos tras un saque de córner. Dos minutos después, tras una falta botada por Reyes, Tiago empujaba el balón al fondo de las redes y restauraba el empate en el marcador. En el minuto 11 se produjo un penalti dudoso a favor del Sevilla, que Negredo transformó en el segundo gol del Sevilla. A los 37 minutos otro rigurosísimo penalti dio el tercer gol al Sevilla, obra de Negredo. La derrota resultó totalmente intrascendente para un Atlético que había renunciado ya a pelear por sus últimas esperanzas de acceder a competición europea a través de la Liga.
La jornada 36 se jugó en el Vicente Calderón contra el Valladolid, y el Atlético de Madrid volvió a vencer como local por 3-1. El primer gol llegó en el minuto 42, cuando Juanito remató un centro de Jurado marcando su primer gol como rojiblanco. El propio Jurado marcó el segundo en el 66, controlando con clase un pase de Forlán y definiendo raso y pegado al palo. En el 72, Forlán cazó un rechace tras fallar la defensa rival y marcó el tercero con un fuerte chut algo escorado. El definitivo 3-1 lo marcó Jonathan Sesma, rematando de cabeza un balón que había golpeado en el larguero. Estos tres puntos lo aupaban de una intrascendente décima posición a un noveno puesto no mucho más ambicioso.
La jornada 37, penúltima, se jugó contra el Sporting de Gijón en el estadio El Molinón, donde se empató a 1. El primer gol lo marcó Miguel de las Cuevas, exjugador atlético, tras ganarle la espalda a la defensa en el minuto 57. Ibrahima, canterano atlético, marcó el empate en el 71 empalmando un fuerte derechazo. La mala noticia del partido fue la lesión de Asenjo, que regresaba a los terrenos de juego y completó una actuación nefasta. El punto no sirvió para nada al Atlético, que continuaba noveno con 47 puntos, pero sí supuso la salvación matemática del Sporting de Gijón.
La jornada 38, última jornada de Liga, se recibió en casa al Getafe y se perdió por 0-3. El primer gol lo marcó Soldado en el minuto 13, con un fuerte disparó raso. En el 52, un clamoroso fallo de la defensa provocó el segundo gol de Soldado. En el 87, Parejo culminó una contra con el tercero. Con esta última derrota, totalmente olvidable tras el título europeo conseguido pocos días antes, el Atlético finalizaba el campeonato liguero en una discreta novena posición, con 47 puntos.

#### Alineación
| - David de Gea - Ujfalusi - Perea - Domínguez - Antonio López - Reyes - Assunçao - Raúl García - Simao - Kun Agüero - Forlán - Ent: Quique Sánchez Flores |  | David de Gea Ujfalusi Domínguez Perea Antonio López Reyes Simao Raúl García Assunçao Forlán Kun Agüero |
| David de Gea Ujfalusi Domínguez Perea Antonio López Reyes Simao Raúl García Assunçao Forlán Kun Agüero                                                    |  | |

#### Clasificación final
| Pos  | Equipo                 | J  | G  | E  | P  | GF  | GC | Pts |
| ---- | ---------------------- | -- | -- | -- | -- | --- | -- | --- |
| 1.º  | FC Barcelona           | 38 | 31 | 6  | 1  | 98  | 24 | 99  |
| 2.º  | Real Madrid            | 38 | 31 | 3  | 4  | 102 | 35 | 96  |
| 3.º  | Valencia CF            | 38 | 21 | 8  | 9  | 59  | 40 | 71  |
| 4.º  | Sevilla FC             | 38 | 19 | 6  | 13 | 65  | 49 | 63  |
| 5.º  | RCD Mallorca           | 38 | 18 | 8  | 12 | 59  | 44 | 62  |
| 6.º  | Getafe CF              | 38 | 17 | 7  | 14 | 58  | 48 | 58  |
| 7.º  | Villarreal CF          | 38 | 16 | 8  | 14 | 58  | 57 | 56  |
| 8.º  | Athletic Club          | 38 | 15 | 9  | 14 | 50  | 53 | 54  |
| 9.º  | Atlético de Madrid     | 38 | 13 | 8  | 17 | 57  | 61 | 47  |
| 10.º | Deportivo de la Coruña | 38 | 13 | 8  | 17 | 35  | 49 | 47  |
| 11.º | RCD Español            | 38 | 11 | 11 | 16 | 29  | 46 | 44  |
| 12.º | CA Osasuna             | 38 | 11 | 10 | 17 | 37  | 46 | 43  |
| 13.º | UD Almería             | 38 | 10 | 12 | 16 | 43  | 55 | 42  |
| 14°  | Real Zaragoza          | 38 | 10 | 11 | 17 | 46  | 64 | 41  |
| 15.º | Sporting de Gijón      | 38 | 9  | 13 | 16 | 36  | 51 | 40  |
| 16.º | Racing de Santander    | 38 | 9  | 12 | 17 | 42  | 59 | 39  |
| 17.º | Málaga CF              | 38 | 7  | 16 | 15 | 42  | 48 | 37  |
| 18.º | Real Valladolid        | 38 | 7  | 15 | 16 | 37  | 62 | 36  |
| 19.º | CD Tenerife            | 38 | 9  | 9  | 20 | 40  | 74 | 36  |
| 20.º | Xerez CD               | 38 | 8  | 10 | 20 | 38  | 66 | 34  |

|  | Clasificado para la fase de grupos de la UEFA Champions League 2010-11 |
|  | Clasificado para la ronda previa de la UEFA Champions League 2010-11   |
|  | Clasificado para la fase de grupos de la UEFA Europa League 2010-11    |
|  | Clasificado para ronda previa de la UEFA Europa League 2010-11         |
|  | Descendido a Segunda División                                          |